# ガールズ&パンツァーの登場人物
ガールズ&パンツァーの登場人物（ガールズ アンド パンツァーのとうじょうじんぶつ）は、アクタス制作による日本のオリジナルテレビアニメ作品『ガールズ&パンツァー』および、これを原作としたメディアミックス作品に登場する人物の一覧。
本項では作中に登場する高校やチーム、車輌についても説明する。

## 県立大洗女子学園
古来の文道・武道が必修選択科目となっている、「翔鶴」型空母に近似する形状の学園艦（ただし艦橋部分は空母「赤城」）。人口3万人で、登録上は茨城県の飛び地という扱いになっている。
文部科学省の学園艦統廃合の方針により、生徒数の減少と目立った活動実績がないことを理由として今年度限りの廃校が決定していたが、生徒会長の杏と学園艦教育局の担当官との交渉で、戦車道の公式戦へ参加することを条件に一時保留となり、「優勝すれば廃校を免れる可能性がある」とされる。そのため、20年前に廃止されて以来選択科目より除かれていた戦車道を復活させるが、戦車は戦車道廃止後に学園予算確保の目的で売却しており、使用する戦車はすべて売れ残ったものである。
当初は各チームをアルファベットのAからEの符号で呼称するが、公式戦への出場を機にチーム名を下記の呼称に変更し、各チームの戦車には校章と共にチーム名にちなんだ標章が描かれる。

### あんこうチーム

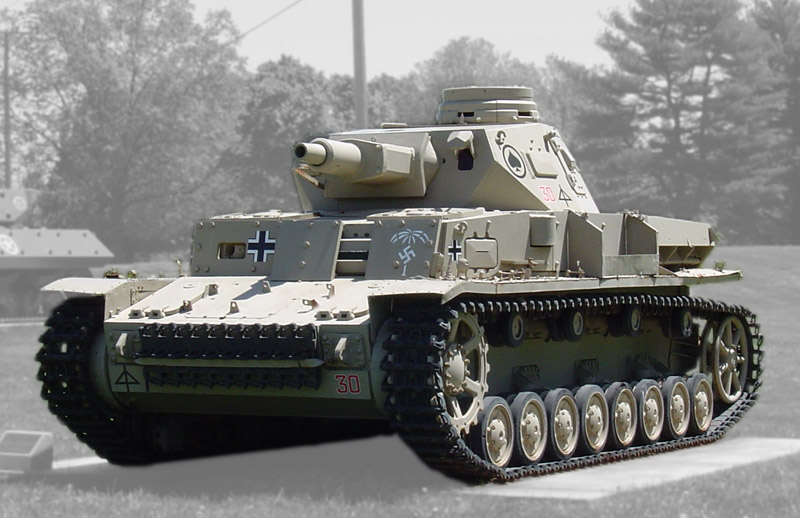
IV号戦車D型
写真はアフリカ軍団仕様

主人公のみほと友人たちの2年生5名で構成される、当初のAチーム。使用車輌はジャーマングレイ塗装のIV号戦車D型。メンバーの役割分担は、練習試合のために最初に戦車に乗り込んだ際は、みほが車長になることを固辞したためにくじ引きで決められるが、試合後に操縦手に麻子を加えた上で見直され、以後固定される。
西住 みほ（にしずみ みほ）
声 - 渕上舞
アニメ本編と漫画『リトルアーミー』の主人公。 装填手兼通信手→車長。大洗女子学園唯一の戦車道経験者であり、戦車道チームの隊長として作戦立案なども任されるが、操縦は苦手。
実家は西住流戦車道の家元で、黒森峰女学園の西住まほは実姉。「ボコられグマのボコ」のファン。
普段は引っ込み思案で、鈍臭い面もあるが、戦車道では経験に裏打ちされた大胆な行動力、地形と自他の戦力状況を読み解いての戦術立案能力、そして型にとらわれることのない臨機応変な戦術変更能力に長けており、姉まほからも高く評価される。その一方、いつ誰と友達になってもいいようにクラス全員の生年月日を記憶したり、作戦名に擬態語や擬声語などを用いるなど、独特な感性を持つ。指揮を執る際には周囲の情報収集のため、砲弾が飛び交う中でも専ら車長用のキューポラから身を乗り出して指揮を執る。
生来の優しさは戦車道においても発揮され、落伍者を見捨てずにチーム一丸で勝利を目指す姿勢を見せ、リーダーとして大洗女子学園戦車道チームをひとつにまとめ上げる。
黒森峰女学園在学中は家の名に恥じぬように、そして母と姉の期待に応えるためだけに戦車道に打ち込んでいたが、大洗女子学園の新たな仲間たちと共に戦ううち、仲間たちを信頼する大切さを学んで成長しつつ、西住流とは異なった「自分自身の戦車道」に開眼し、チームの大黒柱となって仲間たちを支え、姉との一騎討ちを制して大洗女子学園を優勝へ導く。
渕上にとっては初めて主人公を演じたキャラクターとなっている。渕上はテレビシリーズ時代には自身に技術がなく、当時の出来る精いっぱいの演技をしていたと述懐している。そして、劇場版時代においてもテレビシリーズからあえて演技を変えるようなことはせず、自然体でアフレコにに臨んだと語っている。
「AnimeJapan 2019」で開催された『ガールズ＆パンツァー 戦車道大作戦！』第2回ファン投票では4位を獲得した。
武部 沙織（たけべ さおり）
声 - 茅野愛衣
小説版では主人公。車長→通信手。フランクな人柄のムードメーカーで、友達思いかつ面倒見のよい性格である。転入したてでクラスで孤立していたみほに最初に声をかけ、彼女にとって大洗女子学園における初めての心許せる友人となる。麻子とは小学校からの幼馴染。
交際経験皆無ながら何事も想像上の恋愛に関連付ける、結婚雑誌を読むことが趣味の「恋に恋する」女子高生。戦車道を通し自身の魅力を高め、異性の注目と視線を一身に集めるべく「モテ道」に邁進する。料理が得意。普段はコンタクトレンズだが眼鏡を掛けることもある。
メンバーと親しくなってからは、みほと優花里をそれぞれ「みぽりん」「ゆかりん」と呼ぶ。要所要所で内気なみほをフォローしたり、他のチームメンバーや後輩たちの心の支えにもなる。また、メール打鍵の速さが作戦に活かされる場面もある。
日を追うごとに通信能力、コミュニケーション能力を伸ばし、全国大会では各車両への的確な通信連絡で大洗の勝利に貢献する。
努力家の一面もあり、皆が知らぬ間に取得難易度が高い第二級アマチュア無線技士を取得したり、戦車は全くの素人だったが、戦車のデータ・スペックを書き記したノートを携帯して決勝戦では黒森峰のIII号戦車を少し見ただけで形式まで判別できるほどに詳しくなる。黒森峰のマウスにはその巨大さに驚いて発した一言が攻略の糸口となる。
『World of Tanks』のコラボシステム音声や『もっとらぶらぶ作戦です!』などで「やだもー」という台詞が彼女の代名詞的な台詞となっているが、アニメ本編で実際に発する台詞は「もうやだ」である。
「AnimeJapan 2019」で開催された『ガールズ＆パンツァー 戦車道大作戦！』第2回ファン投票では3位を獲得した。
五十鈴 華（いすず はな）
声 - 尾崎真実
操縦手→砲手。五十鈴流華道家元の娘で、1日1回花を生けることを日課とする長いストレートの黒髪を持つ大和撫子。一人称に「わたくし」を使うといった清楚で古風な雰囲気を醸し出し、良家の息女らしい外見や立ち居振る舞いでおっとりとした喋りと義侠心に富み硬派な面も併せ持つ。自身のたおやかで繊細な華道に常々疑問を感じており、静的な華道より動的で活発な戦車道を希望し、活動を通じてその力強さを活け花に取り入れたいと意気込む。
沙織と麻子とは中学校が同じで、みほが転入して来る前からの友達であった沙織が恋愛の話やことわざを間違えた発言をした際は突っ込みを入れる。
母に対して自らの意思を明確に告げる芯の強さや、怖いもの知らずな肝の据わったところも見せる。
生ける花は、五十鈴流に準じた「可憐で清楚」と母に評価されるも、粗野な戦車道を蛇蝎のごとく嫌う母から勘当同然の扱いを受けるが、戦車道によって華道の新境地を開いたことを認められて和解する。
非常に匂いに敏感で、樹木や花の匂いにかすかに混じる戦車の鉄と油の臭いを嗅ぎ分ける。華道用の鋏を自分の手足のように扱う半面、鋏以外の刃物は扱ったことがなく、包丁などの扱いはまったくの苦手としており、料理の経験もない。また少々鈍感。あんこうチームメンバーでは最も背が高くスリムな体型だが、見かけによらず大食らいで、食事シーンでは彼女の器だけ山盛りだったり、ボリュームのある惣菜であることが多い。
華道で培った集中力を射撃に活かし、乾坤一擲の一撃で自校を勝利に導く。
尾崎はテレビシリーズ時代のアフレコ当初に音響監督の岩浪美和から「あまり前に出すぎないように演じてほしい」と言われていたことを明かしている。
秋山 優花里（あきやま ゆかり）
声 - 中上育実
砲手→装填手。学園艦にある秋山理髪店の経営者夫妻の一人娘。戦車への愛情とともに造詣も深い筋金入りの戦車マニアで、自宅の部屋には戦車関連の品々が飾られている。
みほが黒森峰女学園にいたころから強い憧れを抱いている。特に昨年の戦車道大会決勝戦でみほが大洗に転校するきっかけとなった、勝利よりも仲間の安全を最優先する自己犠牲的な働きに感銘を受け英雄視しており、みほの優しい人柄にほれ込んでいる。最初の戦車道の授業で戦車捜索を行なっている際に、ひそかに後をつけていたところをみほに声をかけられ友達になる。みほ同様引っ込み思案な面があり、友人がいなかったことを両親から心配されていたが、戦車道を通じて友達ができてからは本来の明るさが全面に出て、社交的になってゆく。同級生であっても敬語で接し、苗字に「殿」を付けて呼ぶ。
戦車やミリタリーなど、好きなものの話になると熱く語りがちになるが、周りに対して気遣いもできる優しい性格であり、持ち前の準備の良さも併せて戦車道時のみならず、さまざまな面で友人たちを支える。相手の戦力を把握するために独断で潜入した諜報活動では、独自に入手した制服で変装して短時間で動画編集を行うといった大胆さと器用さを併せ持ち、試合でも必要な場面では降車して単独で偵察を行う。また、一目で対象の寸法を計測できるスキルを持つ。
登校時のかばんはミリタリー仕様のバックパックで、いつでも野営できるよう飯盒やコッヘル、金属食器などを携帯している。ブーツやコンパス、折り畳み式スコップなども持っており、テントの組み立て方やMREにも詳しく、戦車以外のミリタリー知識にも精通している。
豊富な軍事知識や、戦術行動時には大胆なほどの行動力を見せたりすることから、隊長のみほを戦術・精神の両面で支える参謀の役割を担い、大洗の全国制覇に貢献する。
母親譲りの癖毛。中学校入学までは父親と同じパンチパーマにしており、友人がいなかったのはその髪型のせいだったのではと沙織に言われる。
漫画版の主人公であり、アンツィオ戦では、ルノーB1bisにて臨時の車長兼47 mm砲砲手を務める。
優花里役はテープオーディションで決まっており、スタジオオーディションがあると思っていた中上は事務所から選考通過の報告を受けた際は驚いたと述懐している。
冷泉 麻子（れいぜい まこ）
声 - 井口裕香
操縦手。小柄でロングヘアに白いカチューシャ。平常は表情や感情の起伏に乏しく平坦で抑揚の無い無愛嬌な口調で喋り、一見粗野でぶっきらぼうだが義理堅く、礼儀正しい性格の持ち主でもある。小学生時に両親が事故で急逝、口喧しいが唯一の肉親でもある祖母をとても大切にしている。
読書と昼寝が日課で、座右の銘は「果報は寝て待て」。低血圧気味のため朝にはめっぽう弱く、連続245日という驚異的な遅刻回数を持つ遅刻常習魔であり、また心霊・怪談、祖母、高所も苦手。成績は学年首席で、博識な一面を見せたり、一通り把握すれば直ぐに会得する天才肌。
登校途中、睡魔に抗えず前後不覚で行き倒れかけていた所をみほに救われ、遅刻に付き合ってくれた借りもあり戦車道の練習に飛び入り参加。巧みな操縦でAチームの窮地を救う。戦車道はこの一回限りのつもりでいたが、遅刻のため進級に必要な単位不足で留年の縁にあったため、戦車道成績優秀者に与えられる「遅刻見逃し200日」と「通常授業の3倍の単位」の特典を餌に沙織による揺さぶりと説得により進級が叶わぬことで我が身に落ちるであろう祖母の怒りに慄き挫け、渋々ながらも戦車道を選択する。
苦手だった早起きも戦車道を始めたことで若干改善が見られるも日中の生活態度は怠惰で自堕落。親しい者の注意や小言も懲りずに受け流し、空いた時間を見つけては夢うつつで惰眠を貪る。戦車の操縦中でもしばらく停止していると寝てしまう。
戦車操縦能力は大洗随一で、IV号戦車の他にも八九式中戦車やルノーB1bisの教本を一目するだけで操縦を習得。その持ち前の才能の反面、教授は苦手で、第7話での操縦指導の際も常人との学習能力の差が理解できず困惑する。実戦においては倦怠感丸出しで弛緩したままでも車長のみほの指示に即応する運転技術と搭乗車両の性能を最大限引き出す高度な操縦で勝利に貢献する。
視力は2.0とよい。また運動神経もよく、第3話では走行するIV号戦車に飛び乗っている。

### カメさんチーム（生徒会チーム）

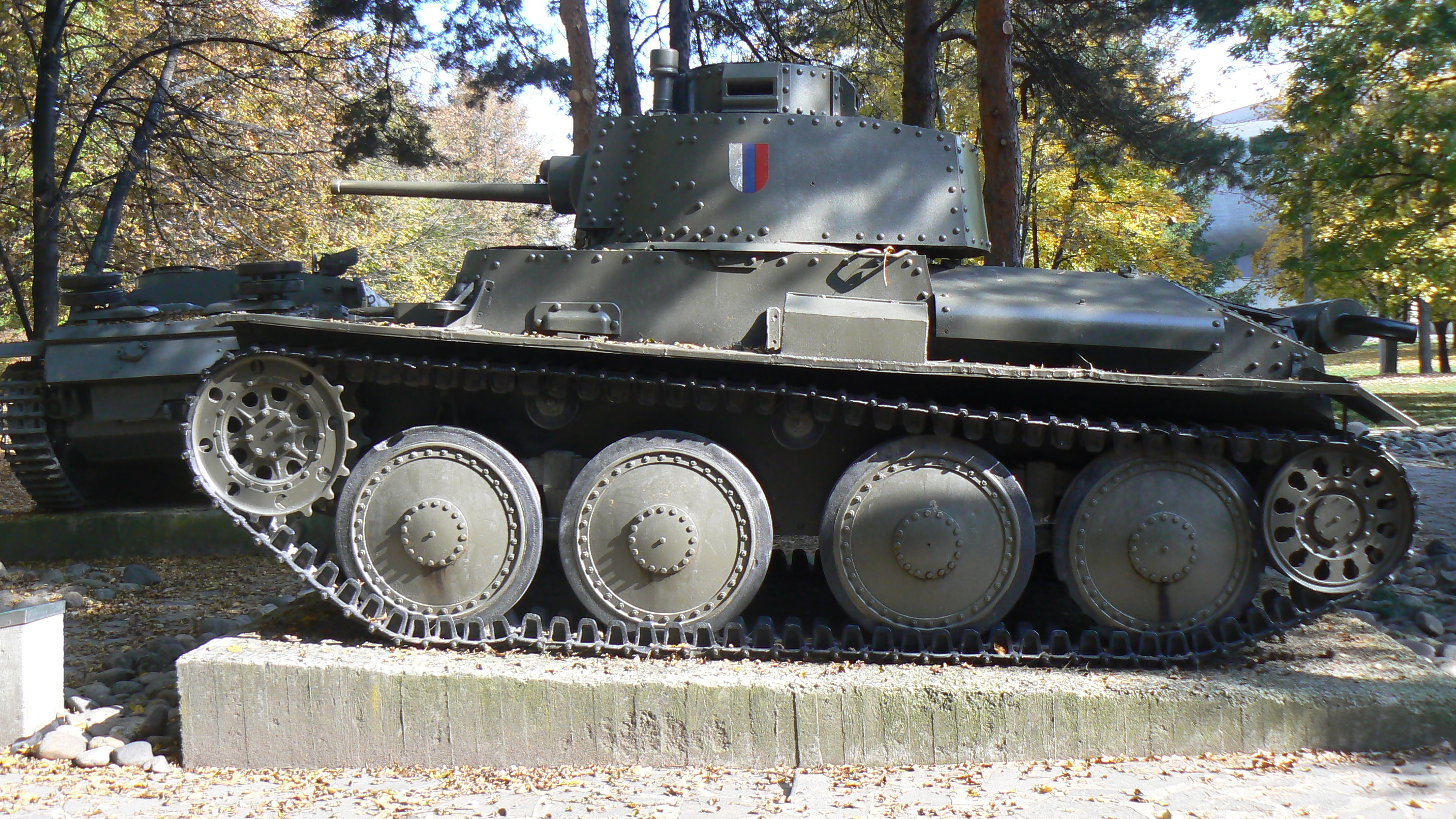
38(t)戦車

3年生の生徒会幹部3名で構成される、当初のEチーム。3人とも1年生のときから生徒会活動に関わっている。3人とも茨城県水戸市出身。生徒らからは「あの生徒会がやることだから」と、普段から突拍子もない行動をする変人集団とみなされている。使用車輌は38(t)戦車B/C型。
角谷 杏（かどたに あんず）
声 - 福圓美里
生徒会長。大洗女子学園および学園艦の頂点に立つ人物で、学校と学園艦運営に関しては学園長よりも強い権限を持つ。チームでは車長を務めるほか、対プラウダ戦の中断後は砲手も兼任する。サンダース附属の隊長のケイからは、名前にかけて「アンジー」の愛称で呼ばれる。
142センチメートルとかなり小柄で、38(t)に乗る際には桃が踏み台になるほど。髪形はツインテール。干しいもをよく頬張っている。試合に関してはほぼ他人任せながら、対プラウダ戦で38(t)1輌で相手戦車4輌と対等以上に渡りあい、うち2輌を撃破するなど、砲手として非凡な腕前を持っている。また、最初の親善試合時すでに38(t)の履帯が外れやすいことを知っていたりと、戦車の知識も非常に豊富。
普段の言動は飄々としており、性格は豪放磊落かつ大雑把。しかし実像はいかなる逆境や危機においても決して取り乱すことのない胆力の持ち主であり、要所での状況判断・対応力、先読みの深さに裏打ちされた行動力と交渉における駆け引きの巧みさ、押しの強さと詰めの緻密さを持つ。成績優秀者には特典や優遇を約束したり、みほが隊長に就任した際には試合に負けた場合、「あんこう踊り」を踊らせるなど、その行動は一見傍若無人だが、連帯責任として自分も率先して踊るリーダーシップを見せる。大洗女子学園への思いは誰よりも深く、内心では常に学園と生徒のことを最優先に考えている「お母さん」のような存在である。客商売も得意なようで、ドラマCDにおいて魚屋でアルバイトをした際は、本職さながらの売り文句で次々と魚を売り捌く。
桃の駄洒落が大好き。料理が趣味で、あんこう鍋が得意料理。また、じゃんけんが非常に強い。さらに見かけによらず怪力で、優勝祝賀会の余興で『白鳥の湖』を披露した際、王子役を演じて柚子をリフトで軽々と持ち上げる。
小山 柚子（こやま ゆず）
声 - 高橋美佳子
生徒会副会長で操縦手。当初の操縦はぎこちなかったが、練習と試合経験を積み技術が大幅に向上する。プラウダ戦では相手校に対して性能で遥かに劣る38(t)を的確に操縦し、杏との連携で1輌ながら多数の相手戦車を手玉に取り、黒森峰戦でも密集している敵戦車の隊列をかき乱す。
明るく穏やかな性格で、生徒会で唯一の常識人のように見えるが、みほを戦車道に引き込む際は他の2人に加わり、やんわりと脅しをかけている。おっとりとした性格のため杏と桃に振り回され気味で、雑用を任されることがある。しっかり者に見えてそそっかしい面や、うまい具合に言いくるめるといった、話術が巧みな面も。
生徒会で一番バストが大きく、それゆえにそのグラマラスな体型は全校生徒の憧れの的でもある。
河嶋 桃（かわしま もも）
声 - 植田佳奈
生徒会広報。砲手兼装填手兼通信手および背が低いために38(t)に単独で乗れない杏の乗車用ステップ。プラウダ戦の中断後および黒森峰戦では装填手に専念するが、劇場版でのエキシビションマッチでは、一時的に再び砲手の任に就く。大洗の副隊長として、みほの補佐をして大洗女子全体の指揮を執る。
黒髪であり、片眼鏡を掛けて首にチョーカーを付けており、チームでは最も背が高い。幾度も柚子に「桃ちゃん」と呼ばれ、そのたびに嫌がっている。また、ドラマCDなどでは沙織ら後輩からも「桃ちゃん先輩」と呼ばれて柚子に呼ばれたとき以上に激昂する。
杏に心酔しており、策士として率先した行動で杏の豪腕ぶりを支える。チームでは最も気が強く、みほを戦車道へ引き込む際は開口一番、戦車道を選択しなかったことを非難し、理論的な主張を口にして彼女を責め立てる。
冷静で生真面目な性格に見えるが、実は非常に短気かつ狭量で、杏と柚子以外の者たちからの批判に対しては即座に激昂する。また、涙もろいうえに臆病であり、逆境に弱く、泣きながら弱音を吐いたり、取り乱したりする姿が幾度も描かれる。
射撃技術は最低レベルで遠距離はもとより、ゼロ距離や接射でも目標を外すほど。そしてそのつど柚子に突っ込まれる。その一方で装填技術は高く、プラウダ戦で杏と砲手を交代した際には素早い装填で杏の砲撃をサポートして勝利に貢献する。
実家は学園艦にある文具店で、学校への文具の納入を請け負っている。沙織への生徒会広報役引継ぎも兼ねて実家に立ち寄った際は、弟妹が多数いる大家族で病弱な母を支える姉という一面を沙織に見せている。

### アヒルさんチーム（バレー部チーム）

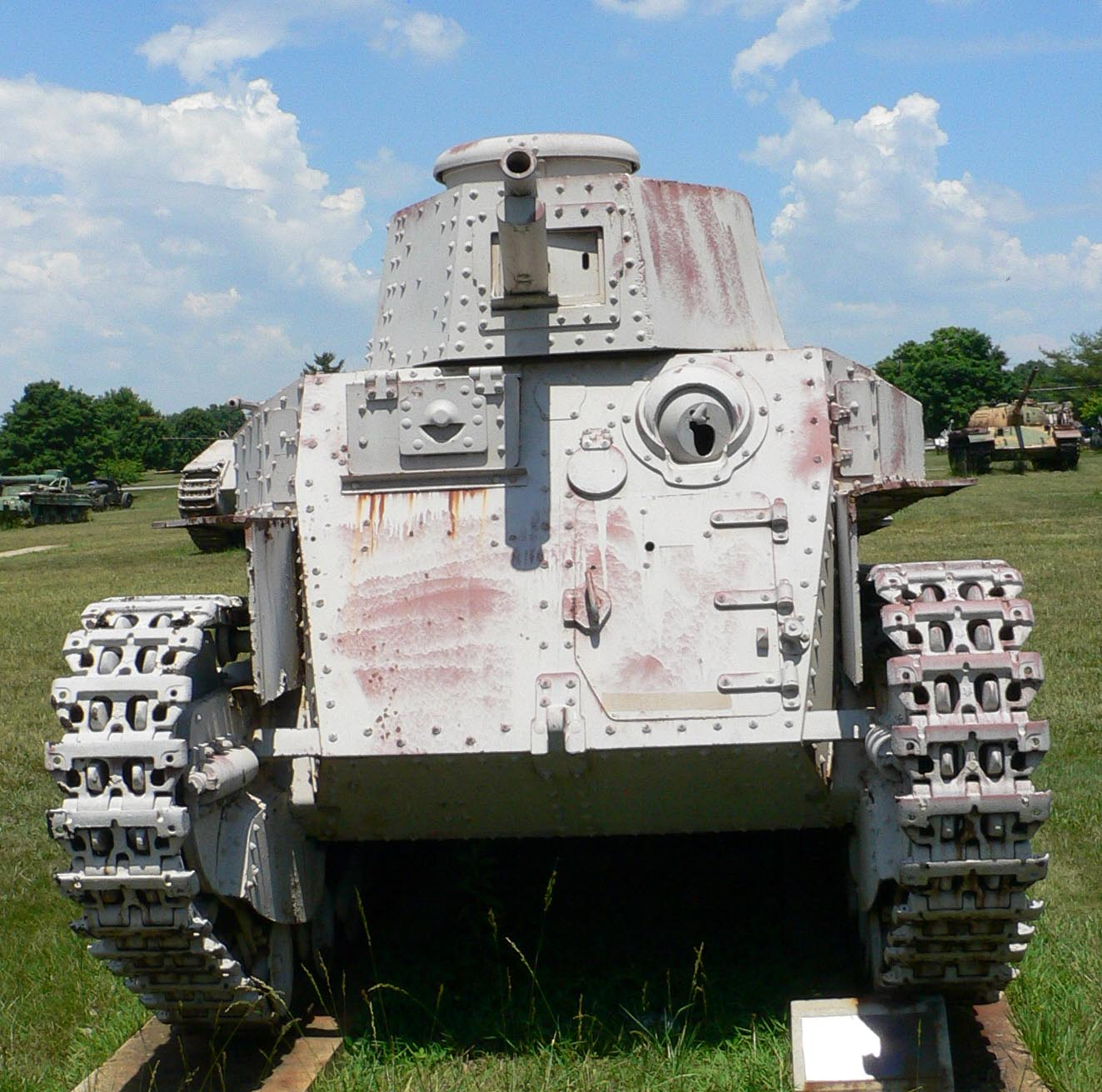
八九式中戦車甲後期型

部員数不足から廃部となったバレーボール部を復活させるため、リーダーの典子が生徒会に掛け合い、戦車道を選択し良い成績を残すことで部を復活させるという条件を引き出し、部の復活を目指し、2年生の典子と1年生3名の計4名で結成した、当初のBチーム。メンバーはバレー部のユニフォーム（典子のみ体操着）の上にパンツァージャケットの上着を羽織るという着こなしをする。使用車輌は国防色塗装の八九式中戦車甲型。
磯辺 典子（いそべ のりこ）
声 - 菊地美香
リーダーで車長兼装填手。戦車道で活躍することがバレー部の再興につながると考えている熱血少女で、チームのメンバーからは「キャプテン」と呼ばれる。口癖は「根性」。他のメンバーは3人とも1年生な中唯一の2年生だが1番背が低い。
バレー部ではセッターを務め、トスの練習を毎日欠かさず行っている。
発煙筒をフローターサーブで相手車輌へ的確に当てるといった、優れたコントロール技術を持つ。
近藤 妙子（こんどう たえこ）
声 - 吉岡麻耶
通信手で車載機関銃の射手も務める。バレー部のエースで、ジャンプサーブが得意。
髪は茶色がかかった紫色のセミロング。赤い鉢巻を付けている。何事にも一生懸命だけれど、時には空気を読めないことも。4人の中で一番まともな性格で、しばしば突っ込み役となる。
吉岡は初見で身長の高いキャラクターだと感じ、自身が高身長ではないことから妙子の声が出せるのか不安を感じていた。また、チーム4人の性格が当初は分からなかったことから、吉岡はアフレコを通して妙子とともにキャラクターを作り上げていったと語っている。
河西 忍（かわにし しのぶ）
声 - 桐村まり
操縦手。ショートヘアで後ろ髪を束ねている。冷静沈着で前向きだが、短気な一面もある。
バレー部ではアタッカーを務める。
物語序盤では拙い操縦だったが、プラウダ戦の終盤や、黒森峰のマウス戦などでは素晴らしい操縦技術を見せるまでに成長した。
佐々木 あけび（ささき あけび）
声 - 中村桜
砲手。ブロックが得意。柚子と似たおっとりとした性格だが、彼女とは比較にならないくらい我慢強い。バレエにも詳しい。
金髪のロングヘアで、後ろ髪を束ねてカチューシャを付けている。長身で、妙子と並ぶ巨乳。

### カバさんチーム（歴女チーム）

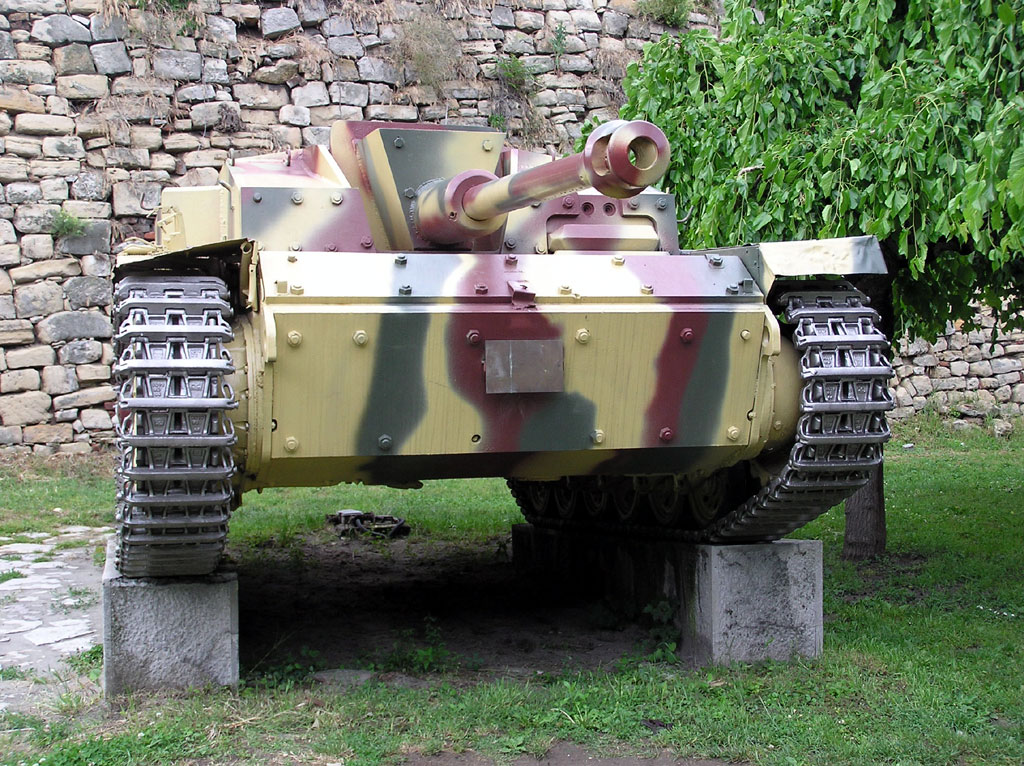
III号突撃砲F型

全員が2年生の歴女4名で構成される当初のCチームで、「魂の名前（ソウルネーム）」と称する、各自好みの歴史上の人物に関連した愛称を名乗り、仮装で着飾る。和風二階建てのシェアハウスに居住、各々のソウルネームを書いた表札を玄関門柱につける。使用車輌はIII号突撃砲F型。
※カバさんチームメンバーの本名は『ガールズ&パンツァー設定資料集』を元に記述している。なお、現在は最終章の公式ページにも、ソウルネームと本名が併記されている。
カエサル / 鈴木 貴子（すずき たかこ）
声 - 仙台エリ
リーダーで、装填手。古代ローマ史を愛し、共和政ローマ期軍人を思わせる衣装に、赤いマフラーをトーガのように羽織っている。
試合中は、エルヴィンのサポートを担う。新たな戦車の捜索時に艦内で遭難した沙織たちを捜索する際には、八卦を使用した占いで貢献する。また、模擬装填器を自作してトレーニングに励むなど、装填技術の向上に余念がない。
同じロマンス語系の言語であるイタリア語とラテン語に堪能で、「イタリア語・ラテン語は読めて常識」と語っている。思考はイタリアやローマ時代中心に回っている様子で、ドラマCD「私たちが『戦車道』を選んだ理由」では戦車を「4頭立てか」と質問し、「それはタンクではなく、チャリオットぜよ」とおりょうに突っ込まれる。
アンツィオ高校のカルパッチョとは同じ茨城県つくば市の出身で小学生のころからの幼馴染であり、彼女からは「たかちゃん」と呼ばれている。
エルヴィン / 松本 里子（まつもと さとこ）
声 - 森谷里美
車長兼通信手。同チームのまとめ役ではあるものの、大洗チーム幹部会議などにはリーダーのカエサルが出席する。髪は金髪のショートヘア。
欧州戦史に詳しく、ドイツ国防陸軍アフリカ軍団仕様の元帥用熱帯服を制服の上に着用し、イギリス軍のゴーグルを付けたドイツ国防陸軍の将官・元帥用制帽を模した帽子を被るなど、砂漠の狐を思わせる服装をしている。
初搭乗時には車輌を見た他のメンバーが「回らない砲塔」「見た目が象」などと発言したことに対して、冬戦争で大活躍した戦車なのだからフィンランド人に謝れと一喝する。
優花里とは馬が合い、「グデーリアン」のソウルネームを名付けたり、対プラウダ戦で2人で偵察に出る他、漫画版では1年のあやを含めた3人でルノーB1bisに装填手兼通信手として、臨時メンバーとして乗り込むなど、登場回数も多い。
左衛門佐（さえもんざ） / 杉山 清美（すぎやま きよみ）
声 - 井上優佳
砲手。日本一の兵（）風佇まいで通常は左眼を閉じて隻眼を演じているが度を越えて驚いたときや非常に喜んでいるときには両目を見開く。髪は赤茶色のロングストレートで、「六文銭」紋をあしらった赤い鉢巻と、同色の弓道用胸当を着けている。
戦国時代に詳しい。弓道が得意。真田こねつけ餅が好物。
おりょう / 野上 武子（のがみ たけこ）
声 - 大橋歩夕
操縦手。髪は黒系の青色でアンダーリム型の眼鏡を掛けており、紋付を羽織っている。語尾に「 - ぜよ」とつける。
ソウルネームの由来は、坂本龍馬の妻お龍。
劇場版でのエキシビションマッチでは見事なCV33ターンをきめている。

### ウサギさんチーム（1年生チーム）

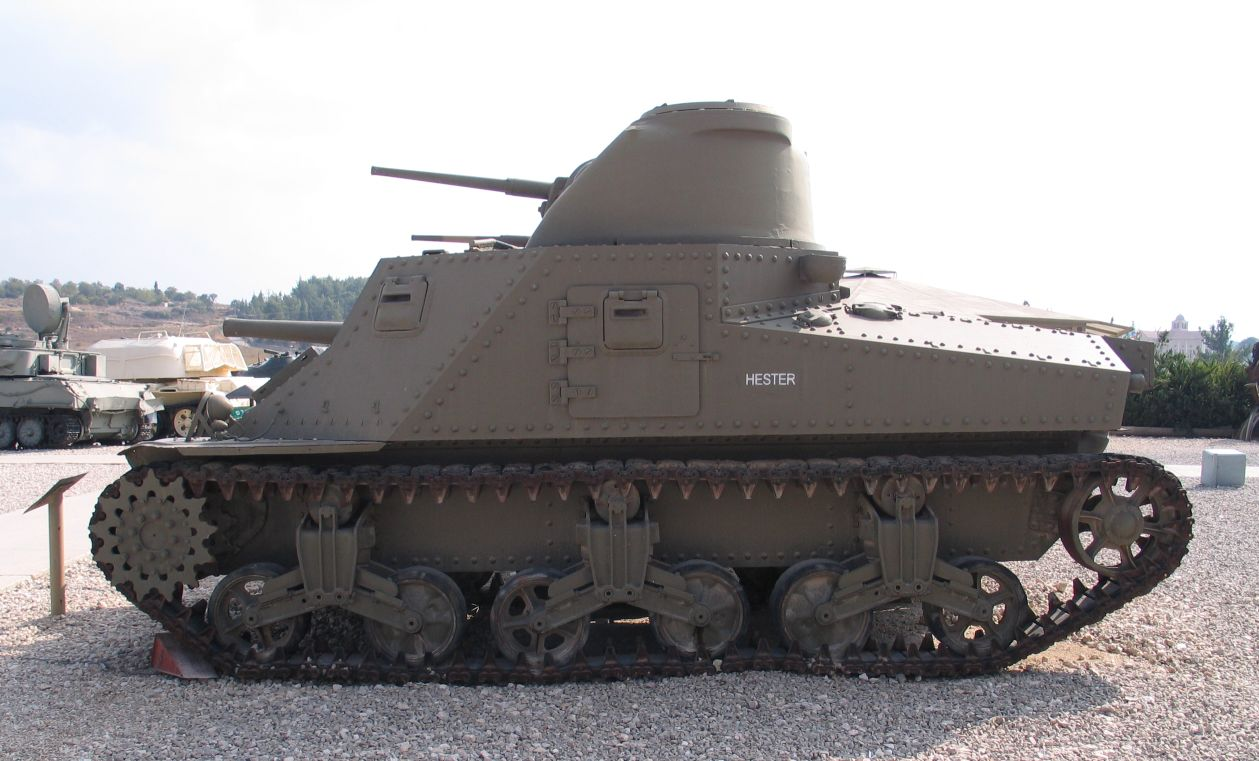
M3中戦車 リー

1年生6名で構成される、当初のDチーム。使用車輌はM3中戦車 リー。
WEBラジオではMCを務め、スマートフォンアプリ「World of Tanks BLITZ」のチュートリアル漫画『はじめての戦車道BLITZ』では主役格を務める。
澤 梓（さわ あずさ）
声 - 竹内仁美
リーダーで車長兼通信手。面倒見がよいまとめ役であり、悪乗りしがちなチームメイトへの突っ込み役でもある。
戦車道を選ぶ前は、華道を必修科目にしようとした。
上述の『はじめての戦車道BLITZ』では中心的な役割を果たす。
『最終章』第4話で大洗の隊長を一時引き継ぐ展開が描かれた。これについて3DCGI監督の柳野は、梓のリーダーシップはテレビシリーズの序盤からすでに見え隠れしていたとし、それが黒森峰戦などの活躍を経て全員に認識されるようになったということだろうと語っており、みほとの違いを動きで表現できるようにしたと明かしている。『リボンの武者』の作者・野上武志は、途中チームが包囲の危機に陥った際の梓の落ち着きを評して「さすが西住みほの愛弟子！」と語っている。軍事監修の田村は、みほには西住流家元の娘というバックボーンがあるのに対し、梓には何もなく、そこから隊長に推されるまでになった点でみほ以上であると評している。渕上は、梓とみほの共通点として、それぞれチームの中で最も地味に描かれていることを挙げた上で、本編終了後の展開を見据えた制作側が、本編の制作時点でみほの後継者として梓を想定していたのではないかと推測している。声を演じた竹内は、普段ウサギさんチームの仲間といるときは1年生らしいかわいらしさを表現するようにしているが、試合のときは車長という重責から声のトーンを落としていると説明している。
山郷 あゆみ（やまごう あゆみ）
声 - 中里望
75 mm砲の砲手。髪は黒色のロングヘア。チームで一番のグラマラスなボディの持ち主。車内では操縦席左側、阪口の左脇に位置している。
ボーイッシュでさばけた性格だが、ストレスを溜め込む一面がある。
体を動かすことが好きで、必修科目の第1候補は合気道だった。
中里はボーイッシュなキャラクターであると伝えられたものの、その雰囲気がなかなか掴めなかったと述懐している。
丸山 紗希（まるやま さき）
声 - 小松未可子
37 mm砲の装填手。車内では澤の左脇に位置しているために一番窓に近い。灰色のショートヘアー。きんつばと昆布茶が好物で、最初は選択必修科目に茶道を希望していた。
いつもぼんやりしており、あさっての方向を向いていることが多く、半テンポ遅れて動く。また、作中での台詞がきわめて少なく、テレビシリーズで話すのは最終回（第12話）の一言のみで、みほは「聞き上手」と評する。
無口なうえ、いつの間にか思いも寄らないところから出て来るため、隠密行動に適した性格。
阪口 桂利奈（さかぐち かりな）
声 - 多田このみ
操縦手。髪は茶色のショート。返事をする際「ハイ」を「アイ」と言う。
アニメや特撮が好きで、HDDの残量を心配している。
思ったことをすぐ行動に移す積極派。優季には「やればできる子」と評される。
必修科目は、最初から戦車道にすると決めていた。戦車道の復活が明らかになる前の志望必修科目は不明。
なお、テレビアニメ2話から5.5話までのエンドロールのキャスト紹介では「阪口 佳利奈」と誤記されており、公式サイトにおいてもテレビアニメ6話が放送されるころまで  同様に誤記された状態であった。
宇津木 優季（うつぎ ゆうき）
声 - 山岡ゆり
通信手兼75 mm砲の装填手。車内では操縦席右側、阪口の右隣に位置する。マイペースで、辛抱強い性格。髪は黒色のショートボブ。
整備では車体のチェックなどを行っているが、砲弾を忘れる不注意なところがある。戦車道の履修が原因で恋人に逃げられたとされるが、実際に恋人だったかは定かではない。
必修科目は当初香道にする予定だった。
大野 あや（おおの あや）
声 - 秋奈
37 mm砲の砲手。ストラップ集めが趣味。眼鏡をかけており、髪はツインテール。多少口が悪く、「ぶっ殺せー！」が口癖。
底抜けに明るいムードメーカーで、「あやや」というハンドルネームを用いて携帯電話からインターネットによる情報収集を行っている。
戦車道の話をすると男友達が引くことに悩んでいる。
丸眼鏡がトレードマークであるが非常に割れやすく、準決勝のプラウダ高校以降は搭乗車が撃破されるたびに、毎回眼鏡が破損する。
必修科目を戦車道にする前は、「手裏剣が使えそう」という理由で忍道に興味津々だった。
漫画版のアンツィオ戦では、ルノーB1bisの臨時の操縦手兼75 mm砲砲手を務める。

### カモさんチーム（風紀委員チーム）

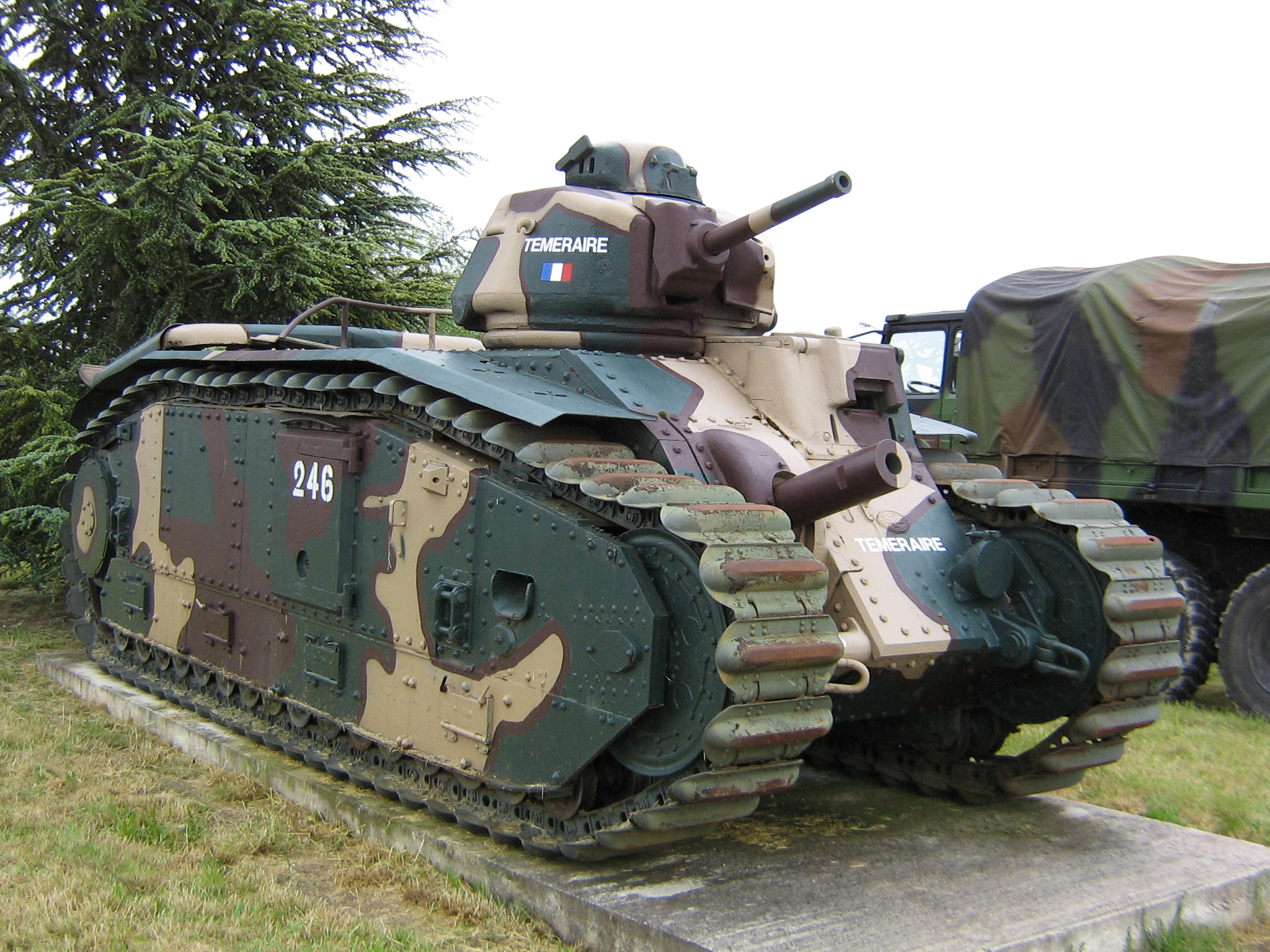
ルノーB1bis

新たな戦車が発見されたことをうけ、アンツィオ戦を前に生徒会長の杏によって強引に任命され結成される。チーム名は、戦車の外観を見たみほが「カモっぽい」と評したことをうけて、杏が了承し即座に決定する。使用車輌は草色塗装のルノーB1bis。
メンバーは委員長の園みどり子（そど子）（車長兼副砲手兼装填手）後藤モヨ子（ごも代）（操縦手）、金春希美（パゾ美）（砲手兼通信手）の風紀委員3人で、全員が茨城県つくば市出身。そど子は3年生で、ごも代とパゾ美は2年生。風紀委員の髪形はそど子の強制で全員おかっぱで統一されているが、そど子が中間。ごも代が長髪。パゾ美が短髪。身長など外見上の差異がほとんど無く声優も同じ。
そど子（そどこ） / 園 みどり子（その みどりこ）
声 - 井澤詩織
身長は145センチメートルと小柄。髪は黒系の灰色でおかっぱの長さが中間。視力2.0で目のよさを買われ偵察や警戒に活躍する。
風紀委員長を務め几帳面で厳しい。風紀を乱す人に問答無用で注意する。更に頑固で融通が利かず、風紀委員の髪を全員強制でおかっぱにさせてしまう。遅刻常習犯の麻子には毎朝手を焼かされており、何かにつけて突っかかる場面が多い。
麻子からは名前を略して「そど子」と言うあだ名で呼ばれており、当初は嫌がっているが、黒森峰戦で自車が撃破されたときは自ら「そど子」と名乗っている。

### レオポンさんチーム（自動車部チーム）
自動車部のチームで、戦車の整備も担当。普段は自動車部共通であるオレンジ色のツナギを着用している。ツチヤのみ2年生で、他の3人は3年生。使用車輌はジャーマングレイ塗装のポルシェティーガー。
ナカジマ / 中嶋 麗羅（なかじま れら）
声 - 山本希望
車長兼通信手。ラリーが大好き。雨の日の外出が好きで、「雨はナカジマ」と呼ばれるほどである。
山本はアフレコ当初はナカジマが車長であることから「皆をまとめる気持ちで情熱的に気合いを入れてやっていこう」という意気込みでアフレコに臨んだが、「もっとのんびりでいい」と言われ、戦車で戦うのにのんびりでいいとはどういうことなのか悩んだと述懐している。
スズキ / 鈴木 真莉阿（すずき まりあ）
声 - 石原舞
装填手。褐色肌が特徴で、プロ戦車道チームのオーナーになる事を夢見ている。
ホシノ / 星野 慶子（ほしの けいこ）
声 - 金元寿子
砲手。褐色肌とツリ目が特徴で、チーム4人の中で、唯一ツナギを腰に巻いている。車の運転が得意で、「大洗一早い女」の二つ名を持っている。
ツチヤ / 土屋 夢屯（つちや むうとん）
声 - 喜多村英梨
操縦手。茶髪が特徴で、ドリフトが大好き。ポルシェティーガーでドリフトを試み、周りの部員に止められたことも。金曜日のドリンクバーが好きなことから、「ドリキン」と呼ばれる。

### アリクイさんチーム（ネット戦車ゲームチーム）

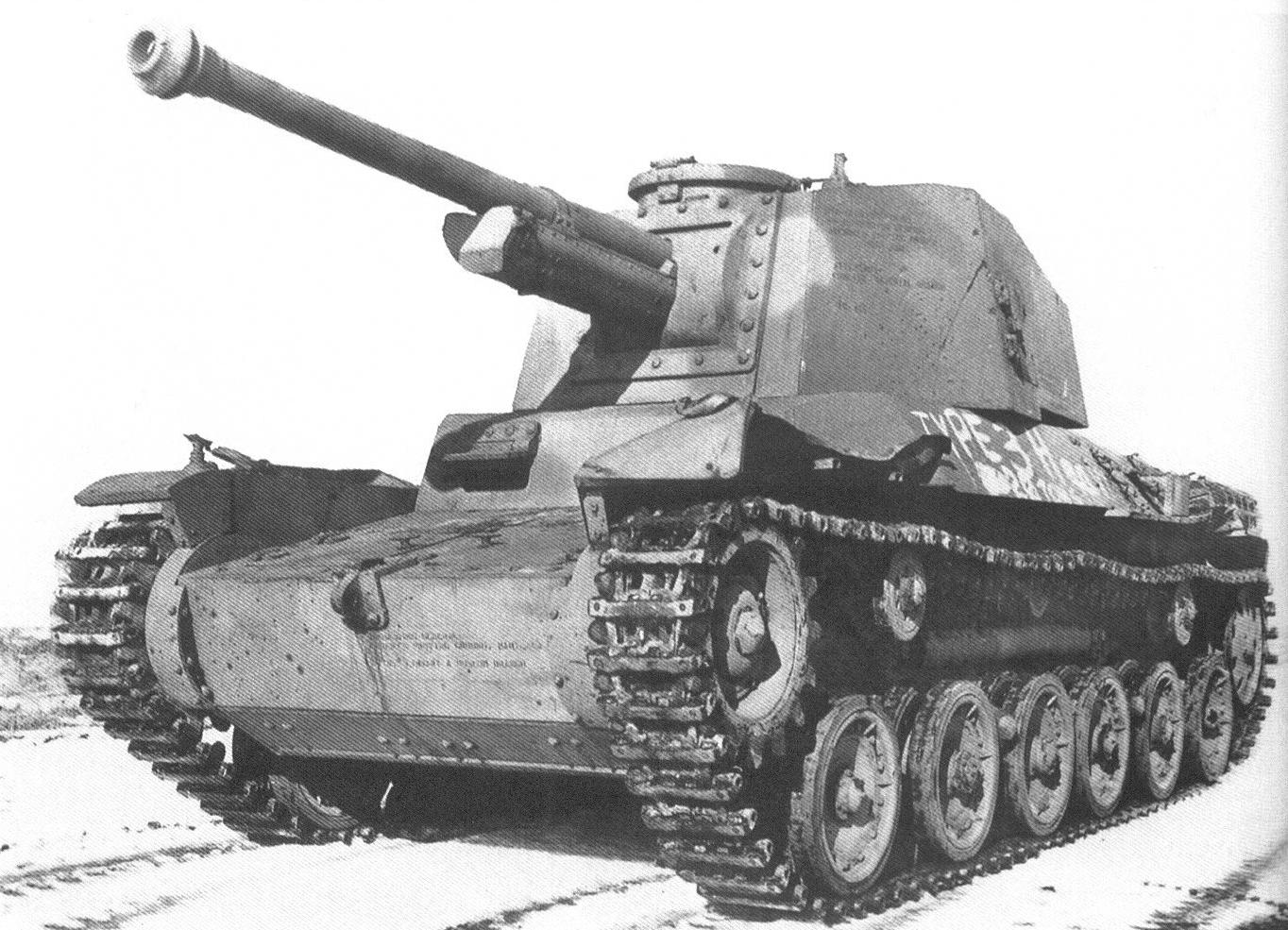
三式中戦車

全国大会決勝戦の前にオンライン戦車ゲーム仲間3名で結成される。オンライン上では以前からの知り合いだったが、チーム結成当日にメンバー同士が初めて対面した。使用車輌は濃緑色塗装の三式中戦車。
ねこにゃー / 猫田 舞（ねこた まい）
声 - 葉山いくみ
車長兼通信手。みほのクラスメイトで、長身で猫背のおとなしい少女。自分のことを「ボク」と呼ぶ。アンツィオ戦の前に戦車道をやりたいと思い、みほに話しかけようと試みるものの、話せずにそのときは断念するが、決勝戦を前に勇気を振り絞り、みほに戦車道をやりたいと話しかけ加入する。
ゲームでの戦車の操縦には慣れているが、現実の戦車には不慣れで、「回転数を合わせないとギアが入りにくい」という実車のチハ系に共通する弱点を知らなかった。
金髪のロングヘアに猫耳のカチューシャを着け、瓶底眼鏡を掛けているが、実はかなりの美形で、オープニングや最終回エンディング、OVA第6話では眼鏡を外す。10話エンディングクレジットのみ、「ねこにゃあ」と表記されている。
ももがー / 百瀬 多希（ももせ たき）
声 - 倉田雅世
操縦手。1年生。右目には桃をかたどった眼帯、短髪の頭部にはピンク色のカチューシャ、首にはピンク色のチョーカーを着け、制服の裾はへそが見えるくらい短くスカーフを蝶ネクタイ状にし、赤いブーツを履いている。
語尾に「 - ナリ」「 - モモ」をつけて話すことがある。
現実の戦車の操縦経験はなかったため、初めての試合では実車の操縦に手こずる。
ぴよたん / 日吉 葵（ひよし あおい）
声 - 上坂すみれ
砲手兼装填手。3年生。そばかすと大きなバストが特徴。銀髪のロングヘアで後ろ髪を束ねている。
語尾に「 - だっちゃ」「 - ぴよ」を付けて話すことがある。

### サメさんチーム（船舶科チーム）

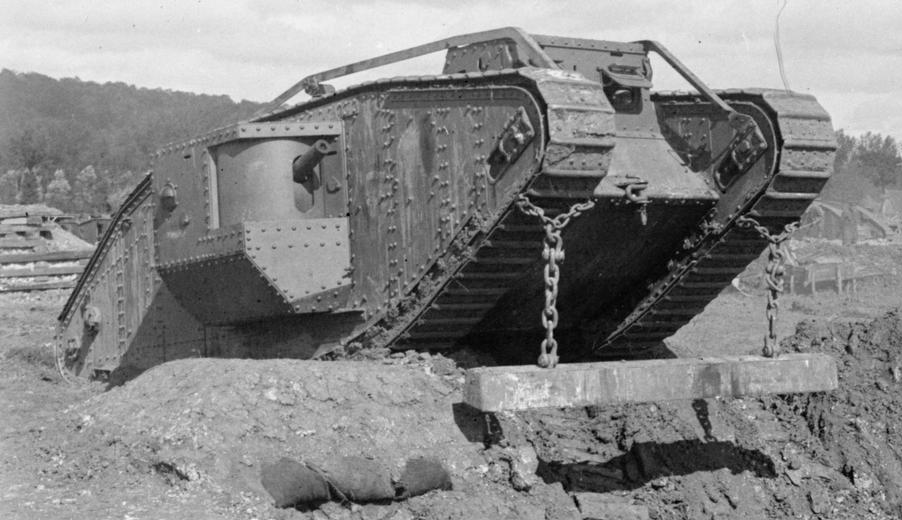
マークIV戦車（雄型）

最終章から登場。学園艦の最深部である船底、通称「大洗のヨハネスブルグ」にある場末Bar風ソフトドリンク提供室「Donzoko」を根城にしている船舶科機関コースの2年生全員、校則違反の扮装でやさぐれた無頼風の素行や言動ながらも非常に義理堅く仲間思いである。使用車輛は「Donzoko」に保管されていたマーク IV 戦車雄型。
お銀（おぎん）
声 - 佐倉綾音
名乗りは「竜巻のお銀」
車長。学園艦の艦底にあるBAR「どん底」に集まる船舶科の荒くれ者たちのリーダー。ロングコートと赤い羽根付きの帽子がトレードマーク。口にくわえているのはパイプ形の飴。
ラム
声 - 高森奈津美
名乗りは「爆弾低気圧のラム」
操縦手。酒を飲んでいるわけではないが、まるで酔っ払いのように、いつも頬を赤らめている。赤毛のチリチリパーマも特徴。お銀のことを「親分」と呼び、慕っている。
ムラカミ
声 - 大地葉
名乗りは「サルガッソーのムラカミ」
砲手。サメさんチームの中で最も長身な上、筋骨隆々。制服の着こなしはオーソドックスで、一見真面目そうにも見えるが、荒くれ者のメンバーの中でも特にケンカっぱやい。
フリント
声 - 米澤円
名乗りは「大波のフリント」
操縦手兼通信手。スラリとした長身の美人で、深いスリットの入ったロングスカートがよく似合う。カラオケが得意でBAR「どん底」のステージでいつも美声を披露している。
カトラス
声 - 七瀬亜深
名乗りは「生しらす丼のカトラス」
砲手。荒っぽい性格のメンバーが多いサメさんチームの中では、比較的クールで無口なタイプ。BAR「どん底」では、バーテンダーとしてカウンターに立っている。
　「AnimeJapan 2019」で開催された『ガールズ＆パンツァー 戦車道大作戦！』第2回ファン投票では5位を獲得した。

## 黒森峰女学園
読みは「黒森峰（くろもりみね）」。転校前にみほが在学していた学園艦で、母港は熊本県熊本港。10万人以上の人口を擁する。前年の「第62回 戦車道全国高校生大会」で10連覇がかかったプラウダ高校との対戦でみほの失策によって敗れるまで、同大会を9連覇していたドイツ系強豪校で、電撃戦を得意とする。メンバーには、下記に記載する西住まほ、逸見エリカ、赤星小梅のほか、小島エミ（CV:葉山いくみ）などがいる。
保有車輌はIII号戦車J型、IV号戦車/70 (V) （ラング）、パンターG型、ヤークトパンター、ティーガーI、エレファント、ティーガーII、ヤークトティーガー、マウス。他に連絡用ヘリコプターとしてFa 223 (航空機)を所有する。

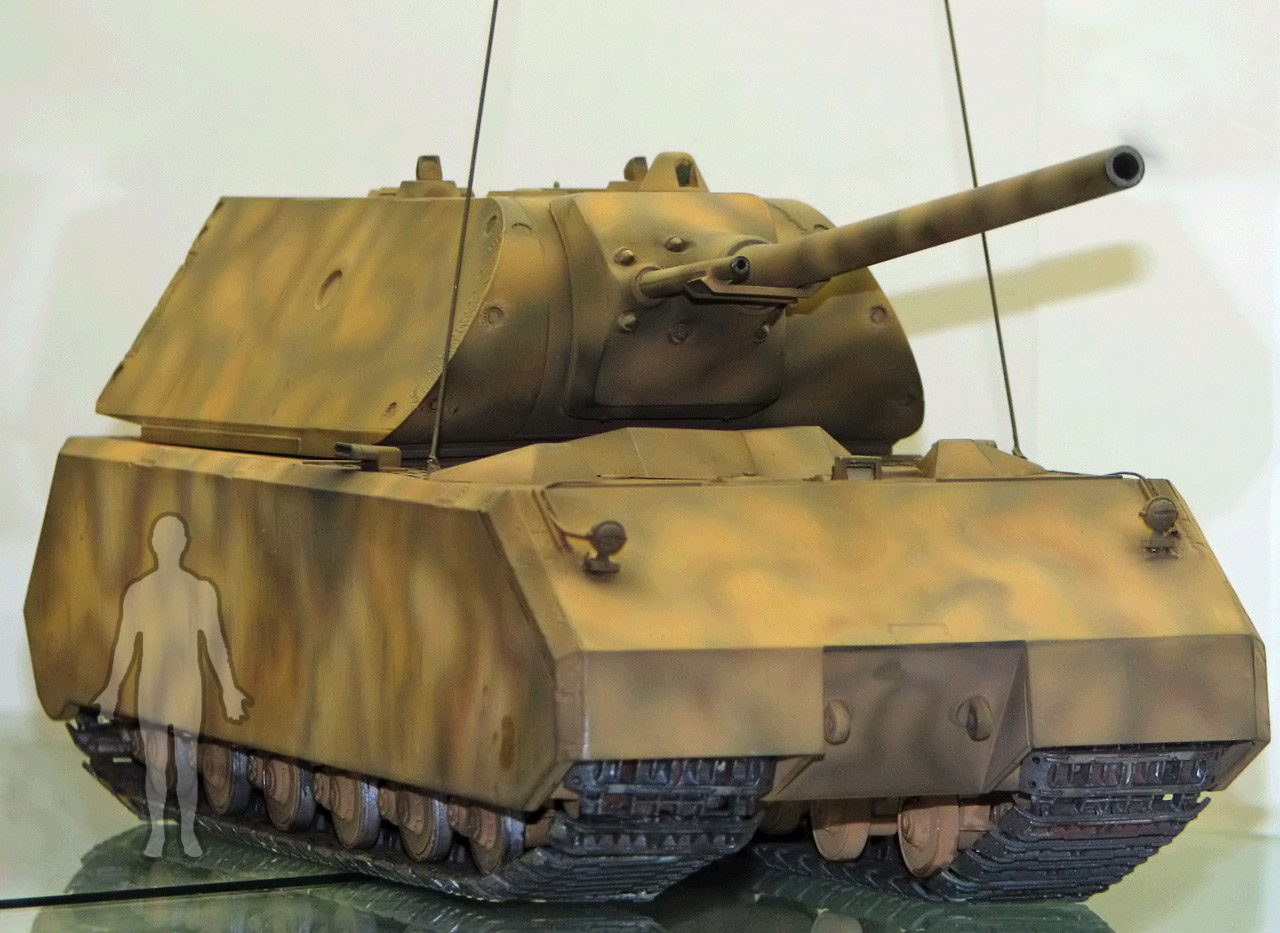
超重戦車マウス

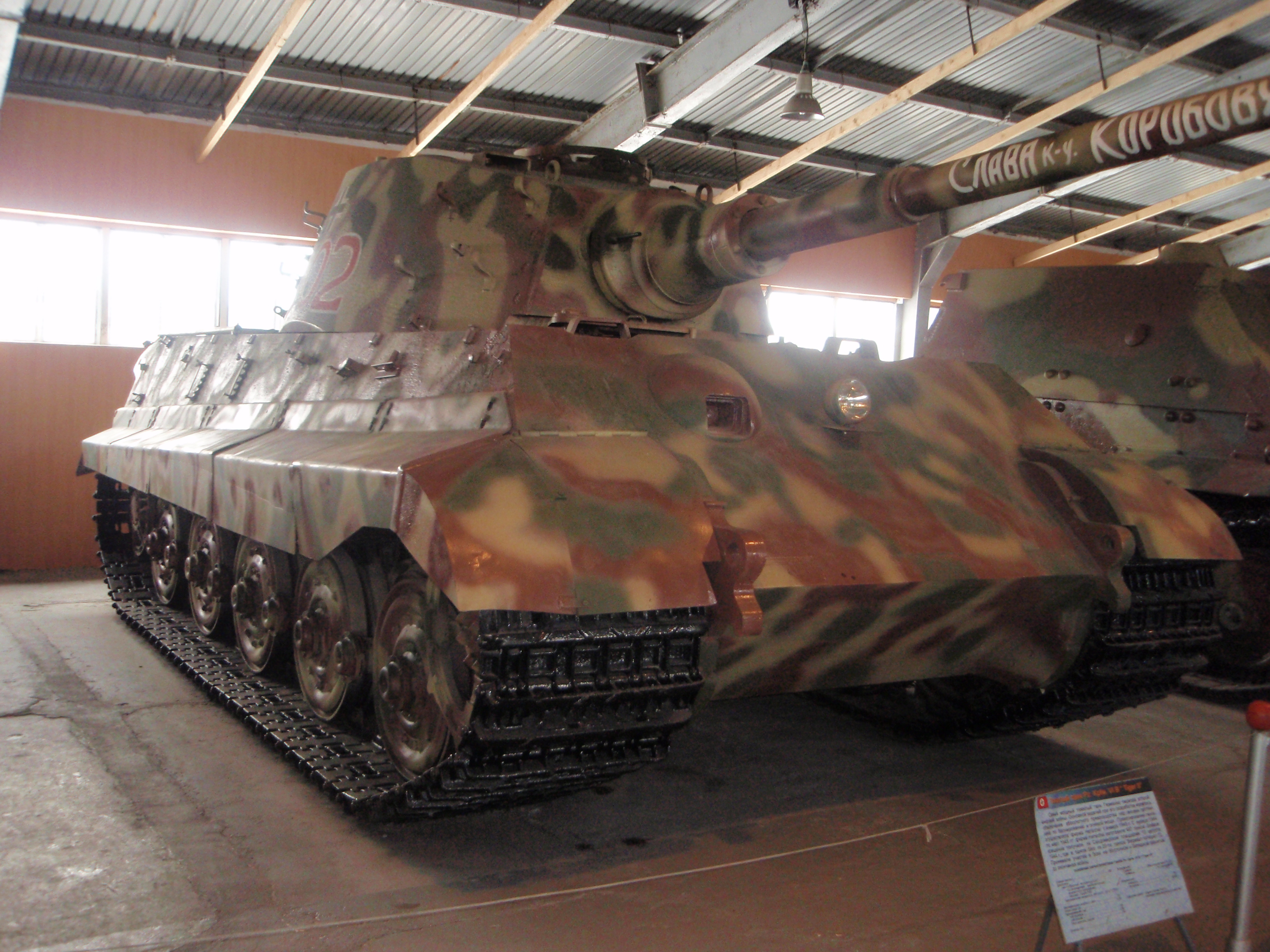
ティーガーII

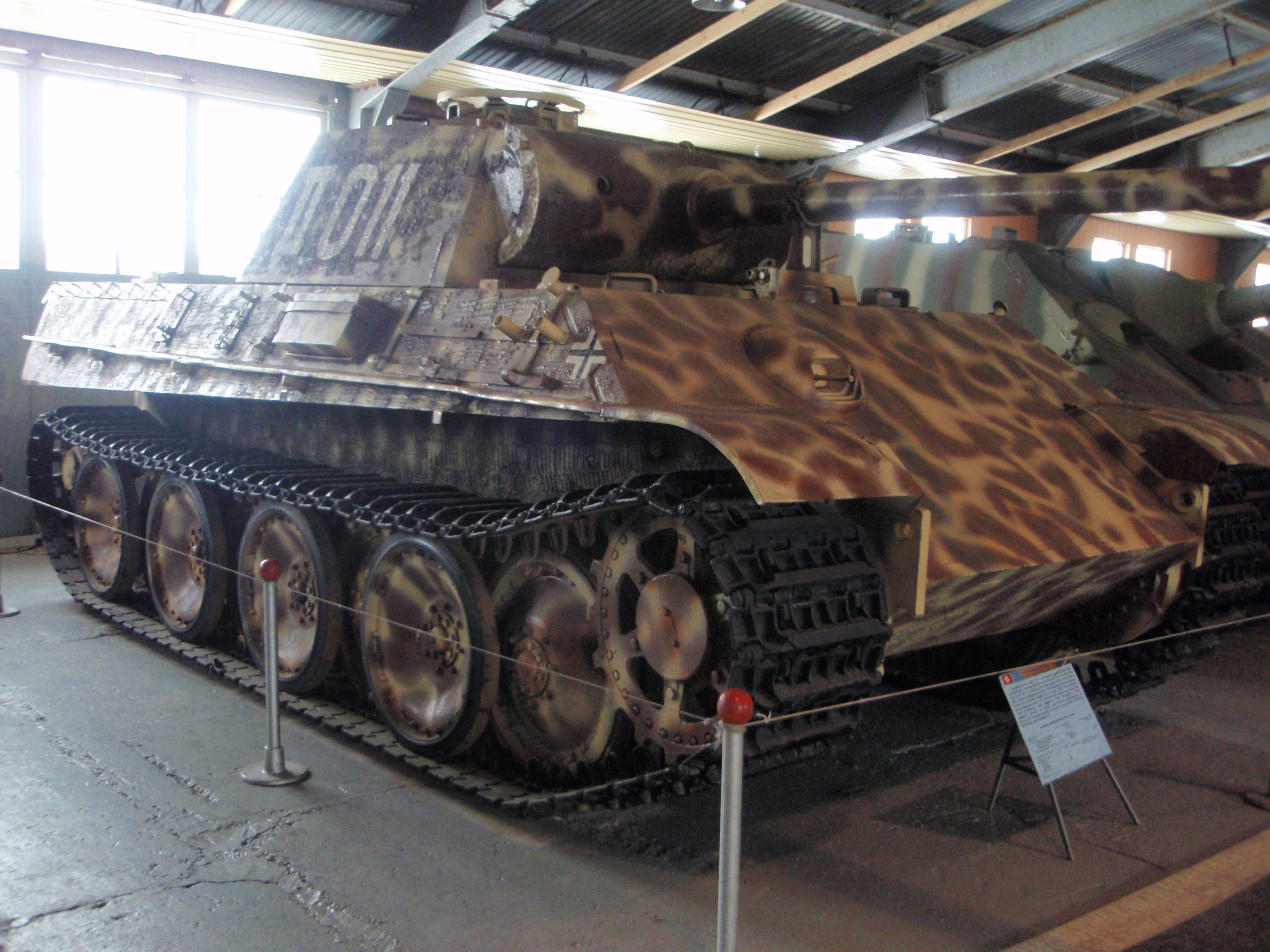
パンターG型

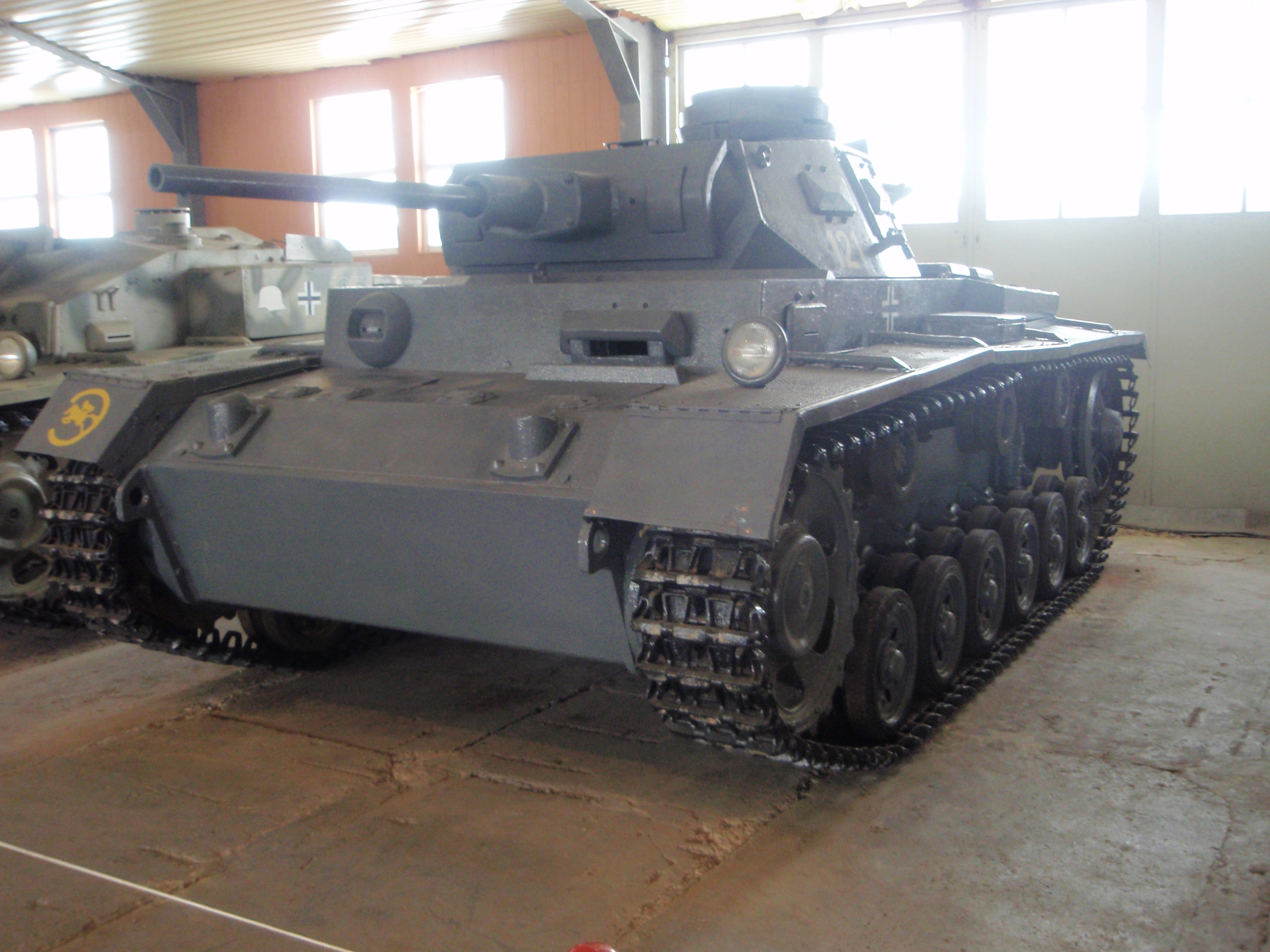
III号戦車J型

西住 まほ（にしずみ まほ）
声 - 田中理恵
隊長。みほの姉で、西住流戦車道の後継者の1人。高校生大会でMVPに選ばれ、国際強化選手としてメディアで取り上げられるほどの実力者。
戦車道に背を向けたみほが再び戦車道を歩んでいるのを意外に思い、みほの真意を図るため大洗の試合を観戦する。師範である母には、破門・勘当などの措置から妹を守るため、みほが大洗女子学園で再度戦車道を始めたことを伝えておらず、母に知られた際も、みほの臨機応変な戦術指揮能力を評価することで彼女を擁護し、みほを思う気持ちを示す。
自身を「西住流そのもの」と語り寡黙にして峻厳、常に周囲を圧倒する威厳を漂わせ、試合中はいかなる戦況においても泰然自若を貫き冷静な判断と的確な指示を下す。
漫画『リトルアーミー』にも登場。そこでは妹思いでみほを戦車道へ導いたという、優しさを持つ側面が描かれており、自分が西住流を受け継ぐことで、みほには自由な戦車道を歩んでほしいと願っている。とある事情からみほたちと戦車の試合をすることになる。
「AnimeJapan 2017」で開催された『ガールズ＆パンツァー 戦車道大作戦！』第1回ファン投票では5位（カチューシャと同率）を獲得した。
逸見 エリカ（いつみ エリカ）
声 - 生天目仁美
副隊長。勝利至上主義者でまほを尊敬し、よく同行する。髪は銀色のショートロング。
かつて同級生で副隊長だったみほのことを表向きには「家柄で副隊長になった」と非難している。さらに黒森峰女学園と西住流（正確にはまほ）の名を汚した行動の責任を取って黒森峰女学園を離れておきながら、なお戦車道を続けたことに対して批判的（というよりは敵対的）である。
短気であり戦術を立てるよりも火力重視の短期決戦を好むが、決勝戦では大洗女子学園に翻弄された挙句、まほの敗北を見届ける羽目になる。しかし試合後はみほの実力を認め、「次は負けない」と言葉をかけた。
雑誌『MC☆あくしず』Vol.29に掲載されたインタビュー文では、「みほは自分より上手くまほと連携を取っていた。彼女になら副隊長の座を譲ってもいいと考えていたが、だからこそまほの敵になったことが許せなかった」と、劣等感が入り混じった複雑な感情を語っている。
小説版でも基本的な立ち位置は変わらないが、前年の公式戦で川に落下して、みほに助けられた戦車の乗員という設定がされており、副隊長という立場でのみほと自分との実力の差に苦悩する面が描かれている。
赤星 小梅（あかぼし こうめ）
声 - 仙台エリ
前年の全国大会決勝戦でみほに助けられた女生徒。
当時はIII号戦車J型に搭乗しており、車輌ごと川に落ちたところをみほに助けられる。しかしそれが原因で優勝を逃し、みほが学園を去ったことに負い目を感じてずっと気に病んでいた。

## 聖グロリアーナ女学院
読みは「聖（セント）グロリアーナ」。横浜港を母港とする、英国上流階級風の作法と格式を重んじ英国の学校と提携している名門女学院。入学には優秀な勉学による成績のほか、成果を問わずスポーツ、芸術、ボランティアなどの活動に打ち込んでいるかが条件である。母艦は大洗女子学園に比べて全長が約2倍、体積は約8倍の巨大な学園艦。親善試合のため大洗女子学園とともに大洗港へ寄港する。
黒森峰、サンダース、プラウダと並ぶ高校戦車道四強の一角であり、長い伝統を持つ戦車道名門校で、全国大会準優勝の実績を持つ強豪（優勝経験は一度もなし）。品に欠ける遮二無二な試合は好まず、騎士道精神に則った対戦を尊び、強固な装甲と連携力を活かした浸透強襲戦術を得意とする。試合中も車内で紅茶を嗜み、どのような走りをしようと、一滴たりとも戦車内でティーカップの紅茶をこぼさないとダージリンが言い切るほど、各自が高い操縦技術を持っている。試合で好敵手と認めた相手に紅茶を贈る習慣があると言われる。保有車輌は歩兵戦車Mk.IV チャーチル Mk.VII、歩兵戦車Mk.II マチルダII Mk.III/IV、巡航戦車Mk.VI クルセイダーMk.III。最終章では愛里寿が転校したことによりセンチュリオンMk.1が新たに追加。無限軌道杯の決勝で再戦する予定。
リボンの武者ではOBによる派閥間対立により戦車の更新ができないことが語られている。
漫画版では、ダージリン・アッサム・オレンジペコの3名を「ノーブルシスターズ」と称する。

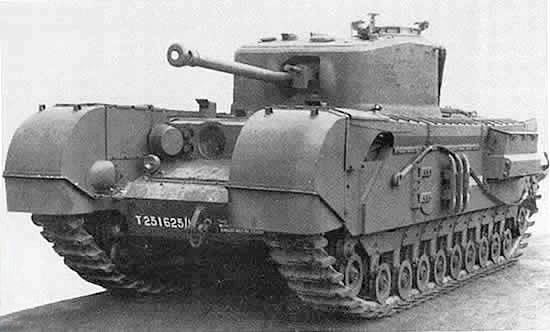
チャーチルMk.VII

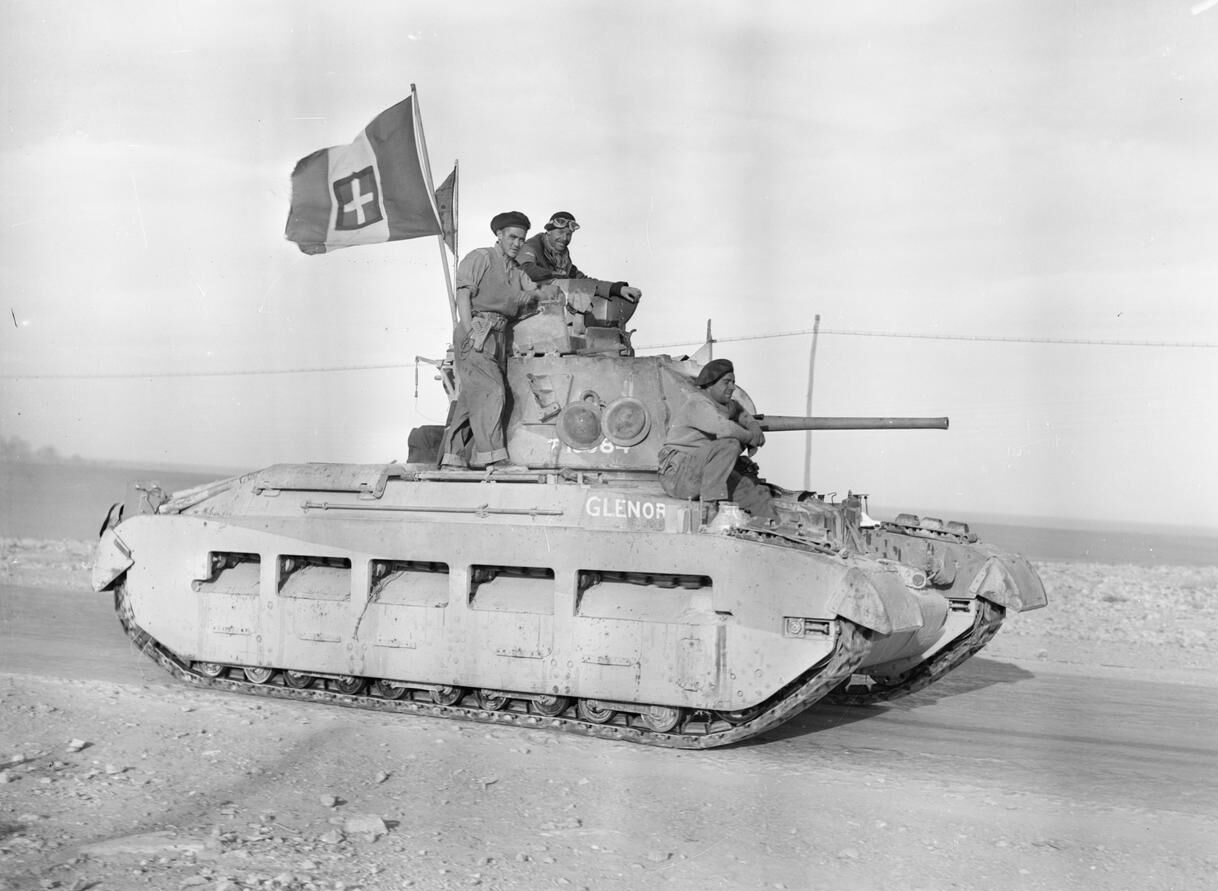
マチルダII

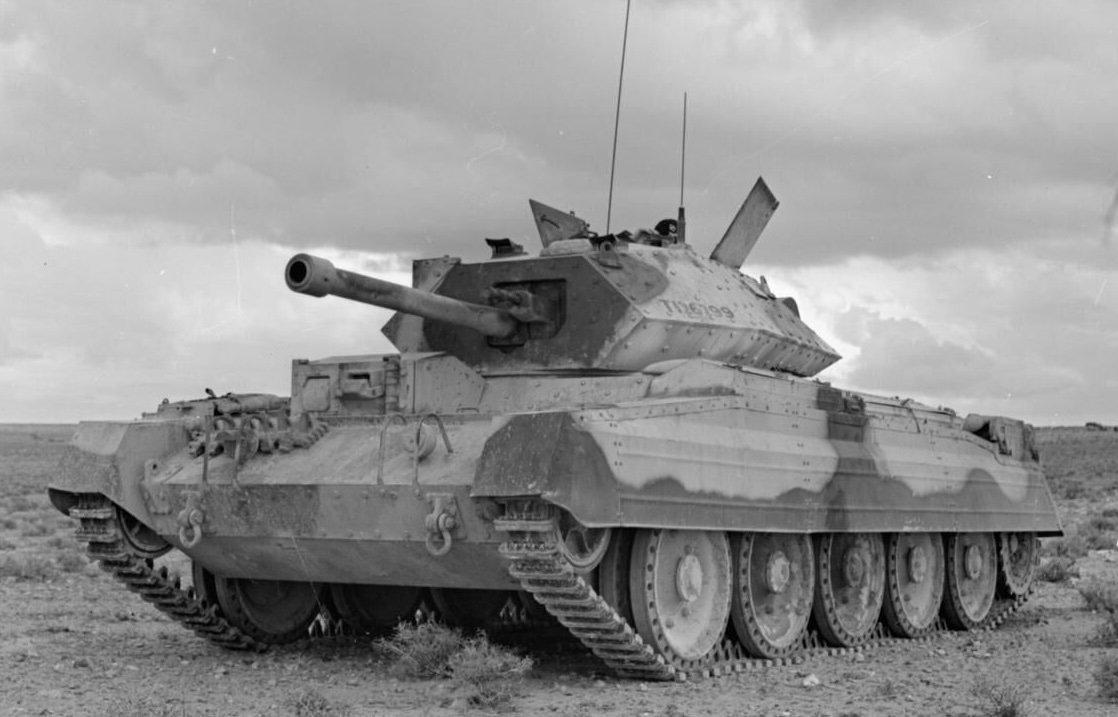
クルセーダーMk.III

ダージリン
声 - 喜多村英梨
3年生。隊長を務め、車長として砲手のアッサム、装填手のオレンジペコの2人とともにチャーチルに搭乗する。
学業成績トップの才媛で、少々高飛車な性格。丁寧な女性語を話し、名言集を読むことを日課としており、会話の中にことわざや名言格言、政治風刺・小話を度々引用する。どのような窮地にも決して動じることなく対応し、勝利のためには僚車を盾とすることも辞さない非情さも併せ持つ。
プラウダ高校と交流があり、カチューシャやノンナとは親しい間柄。
「AnimeJapan 2017」で開催された『ガールズ＆パンツァー 戦車道大作戦！』第1回ファン投票では2種類の衣装で2位と4位を、「AnimeJapan 2019」で開催された同第2回ファン投票では1位をそれぞれ獲得した。
アッサム
声 - 明坂聡美
3年生。砲手。ダージリンと同様にジョーク好き。金髪に大きめの黒いリボンを付けている。
本編では登場シーンが少ないこともあって台詞がなく、明坂の配役は『今度はドラマCDです！』から。ドラマCDでの登場の際はあんこうチームに存在を忘れられており、華には最初「セイロン」という間違った名前で呼ばれる。
オレンジペコ
声 - 石原舞
1年生。装填手。紅茶を淹れるのが上手。常にダージリンに付き添っており、ともに大洗女子学園の試合を観戦する。ダージリンの名言・格言に対して即座に出典を述べられるなど非常に博識。
ダージリンの何かにつけて名言やことわざを用いる癖には辟易しており、ドラマCDにおいて、ラジオ番組「蝶野が斬る」にダージリンへの対応を相談すべく、投書する。この際にMCの蝶野から助言をもらい、そのとおりに行動した結果、ダージリンを黙らせる。
ローズヒップ
声 - 高森奈津美
劇場版に登場。クルセーダーMk.IIIに車長として搭乗。淑女揃いの聖グロリアーナ女学院にあって闘志を前面に押し出す同校きっての元気者だが、せっかちで少々冷静さに欠け、スピード狂のきらいがある。
他のグロリアーナの生徒と違い、彼女の持つティーカップからは常に紅茶が飛び跳ねている。
ドラマCDでは18人の大家族で、8人兄弟姉妹の末子であることが語られる。淑女というには立ち居振る舞いががさつで大雑把なため、オレンジペコやアッサムからはたびたび注意を受けるが、ダージリンからはその単純明快な性格と自身の理想に近付こうと全力で突き進む姿勢を気に入られ、遊ばれている。
ルクリリ
声 - 倉田雅世
マチルダⅡの戦車長。優雅な聖グロリアーナ女学院の校風の中では珍しい血気盛んな性格で、口調も荒い。高い実力で前線を支えている。

## サンダース大学附属高校
長崎県佐世保港を母港とする学園艦。戦車の保有台数は40輌以上と全国1位を誇り、戦車道チームが1軍から3軍まである裕福なアメリカ系の学校で、校風は開放的。保有車輌はM4中戦車系列（M4シャーマン 75 mm砲搭載型、M4A1シャーマン 76 mm砲搭載型、シャーマン ファイアフライ、M4A6）。また、C-5M スーパーギャラクシーを所有する空輸部門「SAUNDERS AIR LIFT DIVISION」がある。

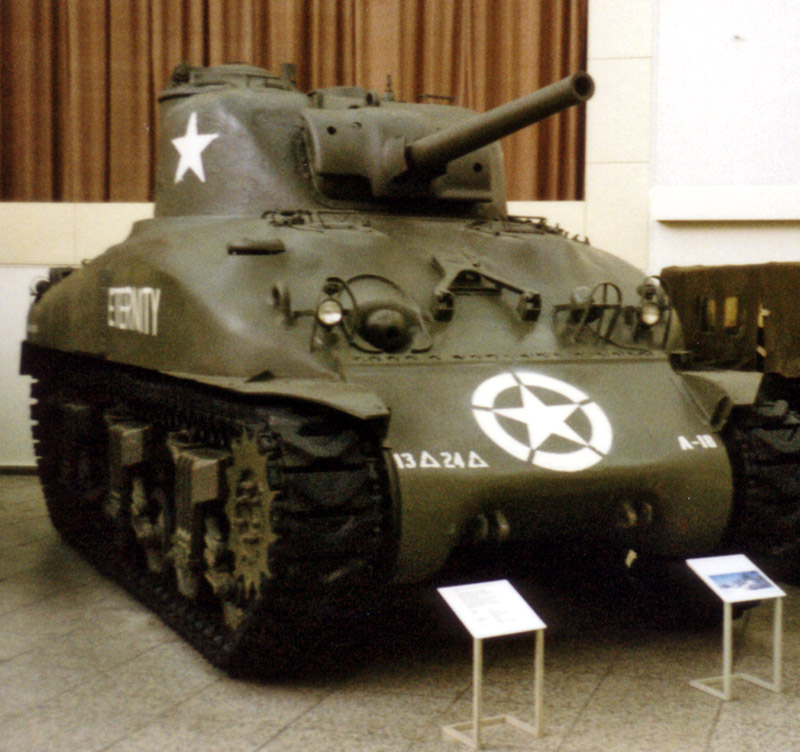
M4A1

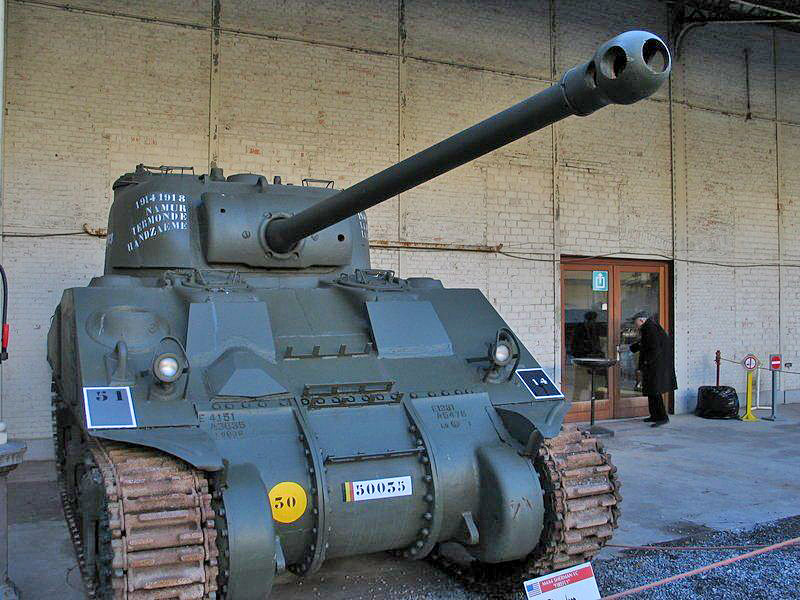
シャーマン ファイアフライ

ケイ
声 - 川澄綾子
隊長。フレンドリーかつ明朗快活な人柄で杏を「アンジー」と呼び、スパイ紛いのことを行っていた優花里を歓迎する。髪はウェーブの掛かった金髪。
サンダース大学付属高校の代表者であるが、陣頭指揮をモットーとしているため自車をフラッグ車にしていない。自身はアンフェアな戦いを嫌うため、アリサが傍受した通信内容にもとづき指示をしていた事実を知らされた際は叱責し、その後は大洗女子学園と同数の車輌で挑む。
川澄は最初のアフレコで「テンション高く」と指示されたことから、「誰にでもフレンドリーで常に声が大きい子」を意識して演じている。
ナオミ
声 - 伊瀬茉莉也
副隊長でNo.2の実力者。冷静にして無口だが優秀な技倆を持つシャーマン ファイアフライの砲撃手で、高校戦車道の中でも指折りの実力を持つ砲手として有名。髪はボーイッシュなベリーショート。
アリサ
声 - 平野綾
もう1人の副隊長で、No.3の実力者。隊長のケイが陣頭指揮を好むため、フラッグ車車長兼通信手を務める。
策士として隊を支える。普段は自信たっぷりだが、作戦が破綻し危機に直面すると狼狽する。
タカシなる意中の男性がいるらしいが、相手にされていない様子である。
平野は「ずっと喚いていてうるさかったのでは」と自身のアフレコを振り返っているが、岩浪は「もっとやっていいよ」と言われていたという。また、平野自身がこれまで演じたことのないタイプのキャラクターであったことから、演技の幅を広げてくれたことに感謝したいと語っている。

## アンツィオ高校
栃木県の学校。内陸県のため静岡県にある清水港を母港として借りており、栃木県以外の静岡、愛知出身の生徒も多い。もともとは来日したイタリア人商人が開校した学園であり、外国人が初めて作った日本の学園艦と言われている。コロッセオなどのイタリアの観光スポットを模した建物が多く、それを目的とした観光客が多い学園艦でもある。
保有戦車の性能上、難易度の高い戦術を選択しがちだが、燃料不足による練習時間の少なさから習得までには至っておらず勝敗の差が激しい。昔は戦車道は盛んに行われていたが、資金難や保有戦車の性能不足に泣かされて敗北が多く、大洗女子と同様に衰退の真っ只中にあり、アンチョビの入学時には履修する生徒が数人程度という廃れ様だった。現在ではアンチョビが戦車道部復興に尽力し、その結果履修生徒も総員で42名に増えている。
保有車輌はP40重戦車、セモヴェンテM41、カルロ・ヴェローチェCV33。漫画版のみM13/40カルロ・アルマートも所有している。

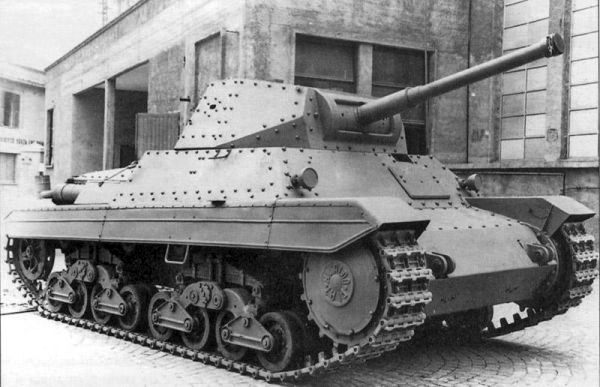
P40

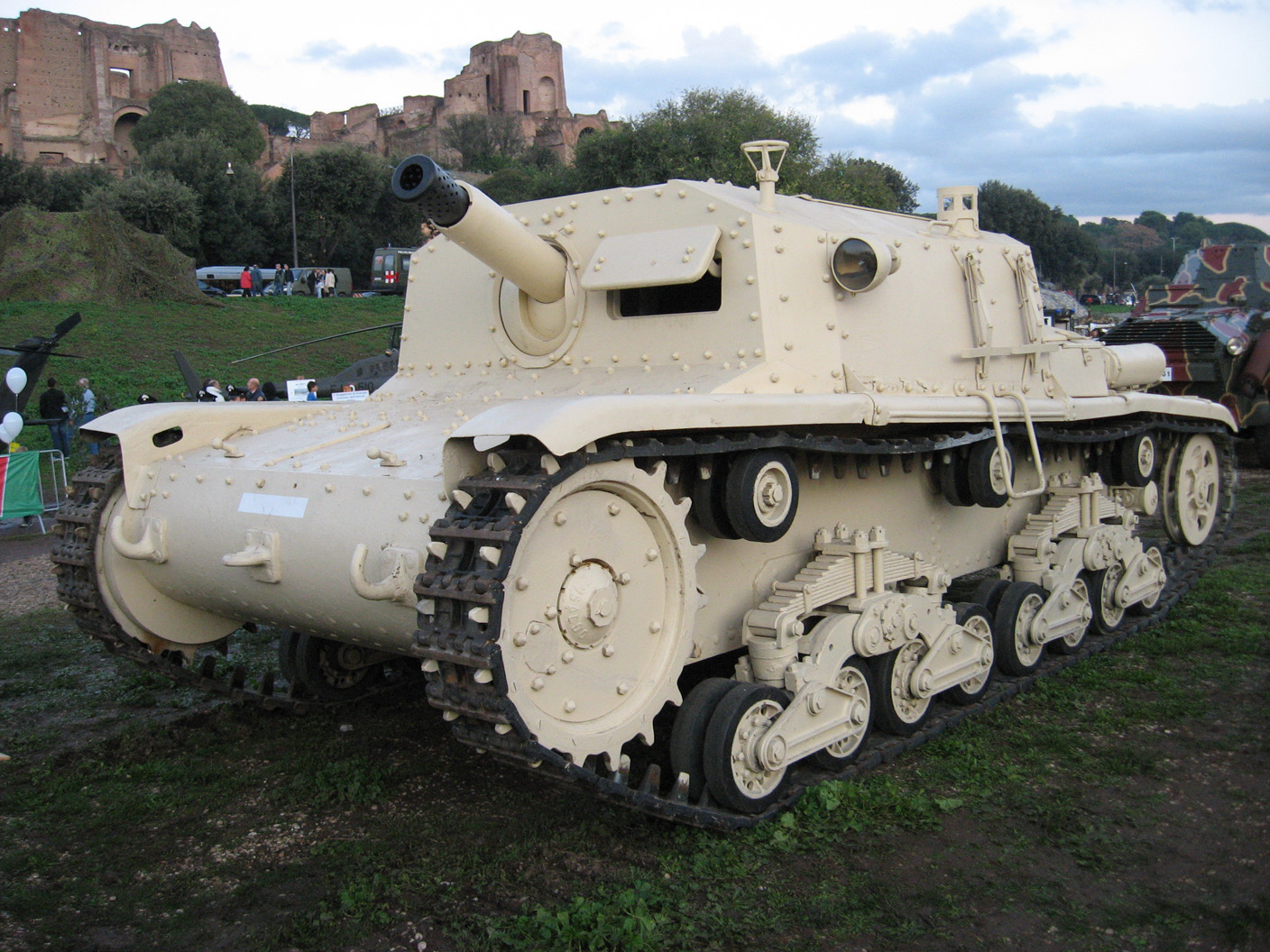
セモヴェンテM41

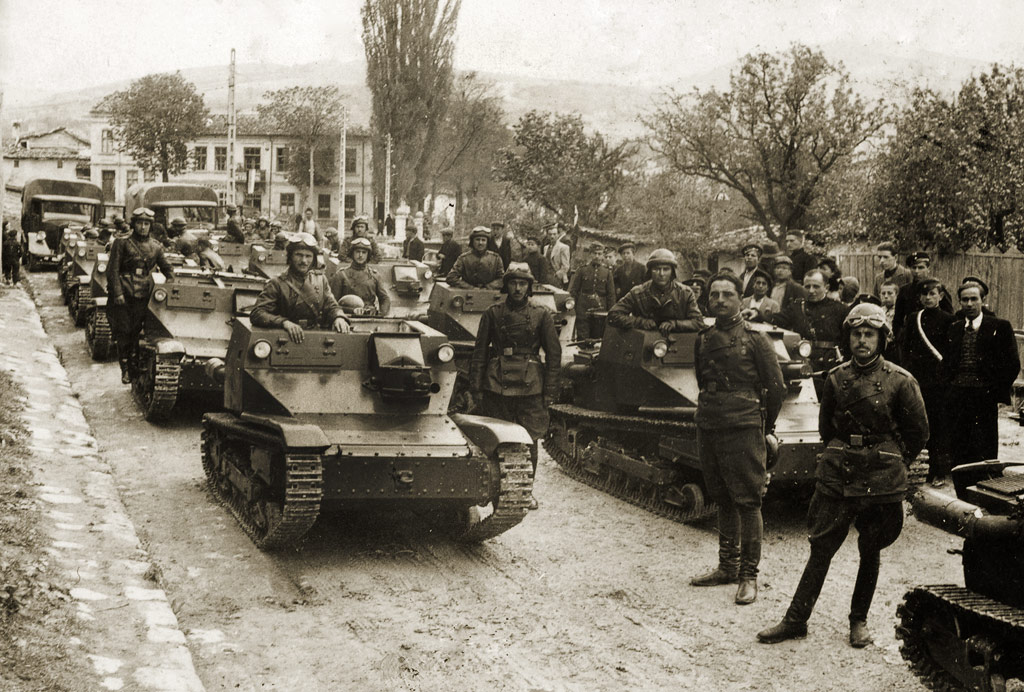
カルロ・ヴェローチェCV33

アンチョビ / 安斎 千代美（あんざい ちよみ）
声 - 吉岡麻耶
隊長の3年生。軍人風の振る舞いと出で立ち（ラフ設定での指示はムッソリーニ風）でツインテールの髪型に黒いリボンを付け、普段は鞭を携帯している。搭乗車両はP40で車長を務める。
愛知県出身ながら同校にスカウトされて入学し、大洗女子と同じく衰退していた戦車道部を立て直すために尽力する。自分以外は全て下級生という部員たちの仁義に厚く血の気は多いが浅慮で個性的、直近の試合を控えていても美味しい食べ物の方に気を取られ流される熱量の差に振り回されながら、その場の乗りと勢いだけの面々をまとめ信頼を獲得し、「統帥（）」「姐さん」と呼ばれ親しまれている。統率力を誇示する「ドゥーチェ」の唱和で悦に浸りつつチームの結束を高め試合に望む。
杏には「チョビ子」あるいは「チョビ」、桃には本名で呼ばれるが、自身は「アンチョビ」というニックネームにかなりの愛着があるのか本名で呼ばれることすら好んでいないようである、
高飛車な言動こそあるものの、その実像は明るく切り替えの早いさばけた性格で、大洗のメンバーに対して夕食を振る舞ったり、決勝戦の応援には真っ先に駆けつけたりと非常に友好的に接し、戦車道に関しても「正々堂々と勝負しよう」と語る。
漫画版では勝利主義を掲げ、前年の決勝戦でみほが取った行動を「個としての判断でとった行動が、チームのそれまでの努力を台無しにした」と批判し、敗退したあとも負けを認めずにみほを罵倒するなど、友好的なアニメ版とは大きく性格が異なっている。
「AnimeJapan 2017」で開催された『ガールズ＆パンツァー 戦車道大作戦！』第1回ファン投票では3位をを獲得した。
カルパッチョ
声 - 早見沙織
もう一人の副隊長ペパロニと共にチームの副隊長を務めるアンチョビの片腕で、セモヴェンテ部隊を率いる2年生。セモヴェンテM41では車長兼装填手を務めている。
茨城県つくば市の出身で、幼いころより戦車道を始めており、当時からの親友であるカエサルには「ひなちゃん」と呼ばれている。
しとやかで冷静なことから、暴走気味の後輩たちを制止するのはもっぱら彼女の役割。
もともと、漫画版に登場する才谷屋龍一のオリジナルキャラクターだったが、OVAでアニメ本編に逆輸入された形となる。ただし、漫画版ではカエサルと幼馴染という設定はない。
ペパロニ
声 - 大地葉
カルロ・ヴェローチェCV33の車長を務め、CV33部隊を率いる副隊長で2年生。『コミックフラッパー』版には登場しないが、『リトルアーミーII』や『リボンの武者』には登場する。左利き。
良くも悪くもアンツィオ高校の校風を体現している人物で、陽気で乗りと勢いはいいものの、大雑把な性格が災いして要所の詰めが甘いうえ、口車に乗りやすいために、つい口を滑らせては機密事項を漏らすこともある。アンチョビが母校の戦車道チームを立て直す過程を見てきており、彼女に心酔して「（アンチョビ）姐さん」と呼んで慕っている。
普段は部費捻出のため屋台でパスタ作りにも励んでおり、鉄板ナポリタンを得意とする。

## プラウダ高校
青森県の学園艦で大湊港・青森港を寄港地としている。雪上での戦闘を得意とし、前回大会の決勝戦では10連覇が掛かっていた黒森峰女学園を破り優勝。校名の「プラウダ」は、ロシア語で「真実・正義」を意味する。
メンバーはロシア語が堪能で、フラッグ車乗員の発音は田舎風。戦術は誘引・包囲持久戦を得意とする。
保有車輌はT-34/76、T-34/85、KV-2、IS-2 (JS-2) 。また、『リボンの武者』ではT-70軽戦車の大部隊（32両）も投入する。

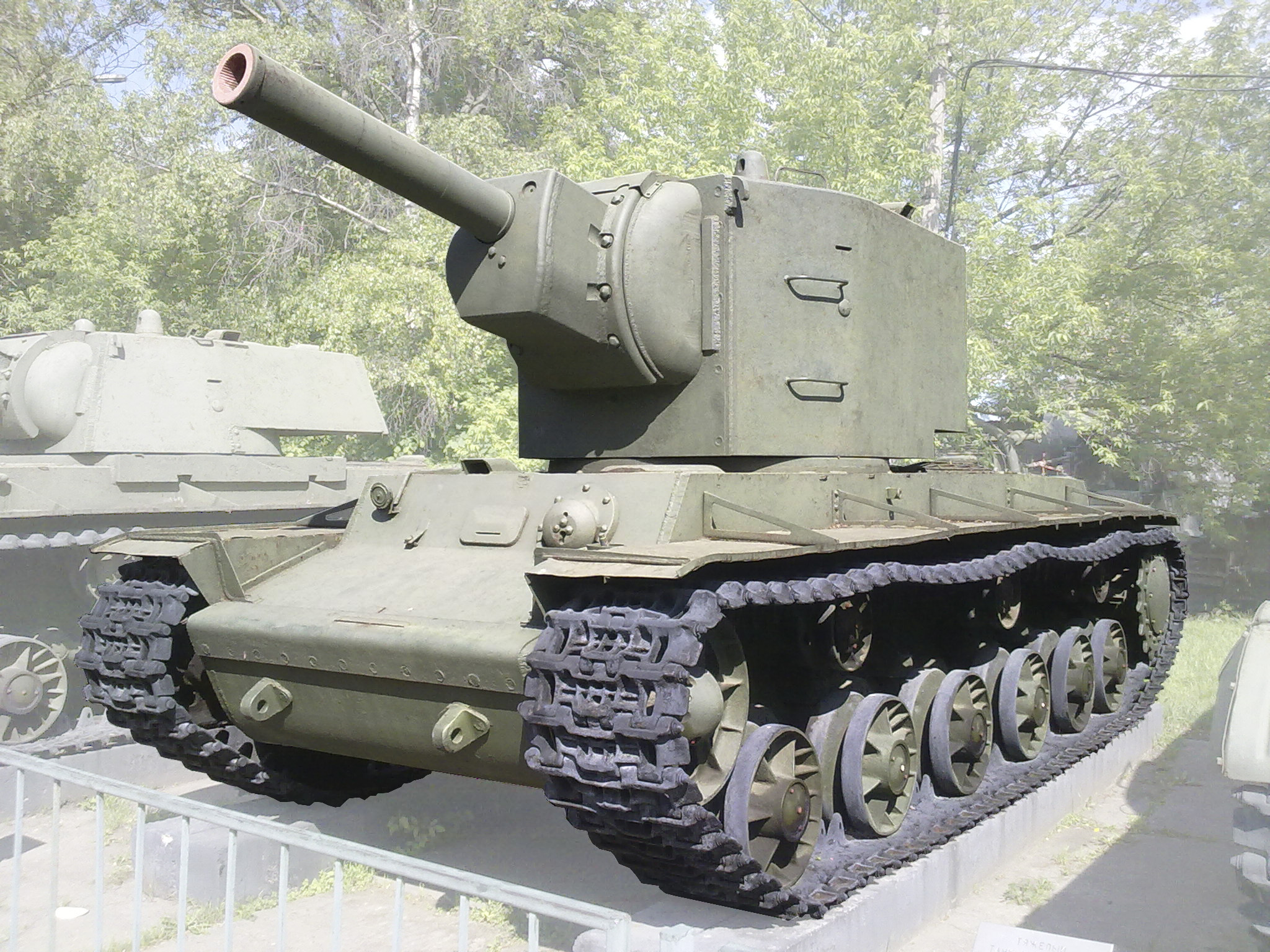
KV-2 ギガント重戦車

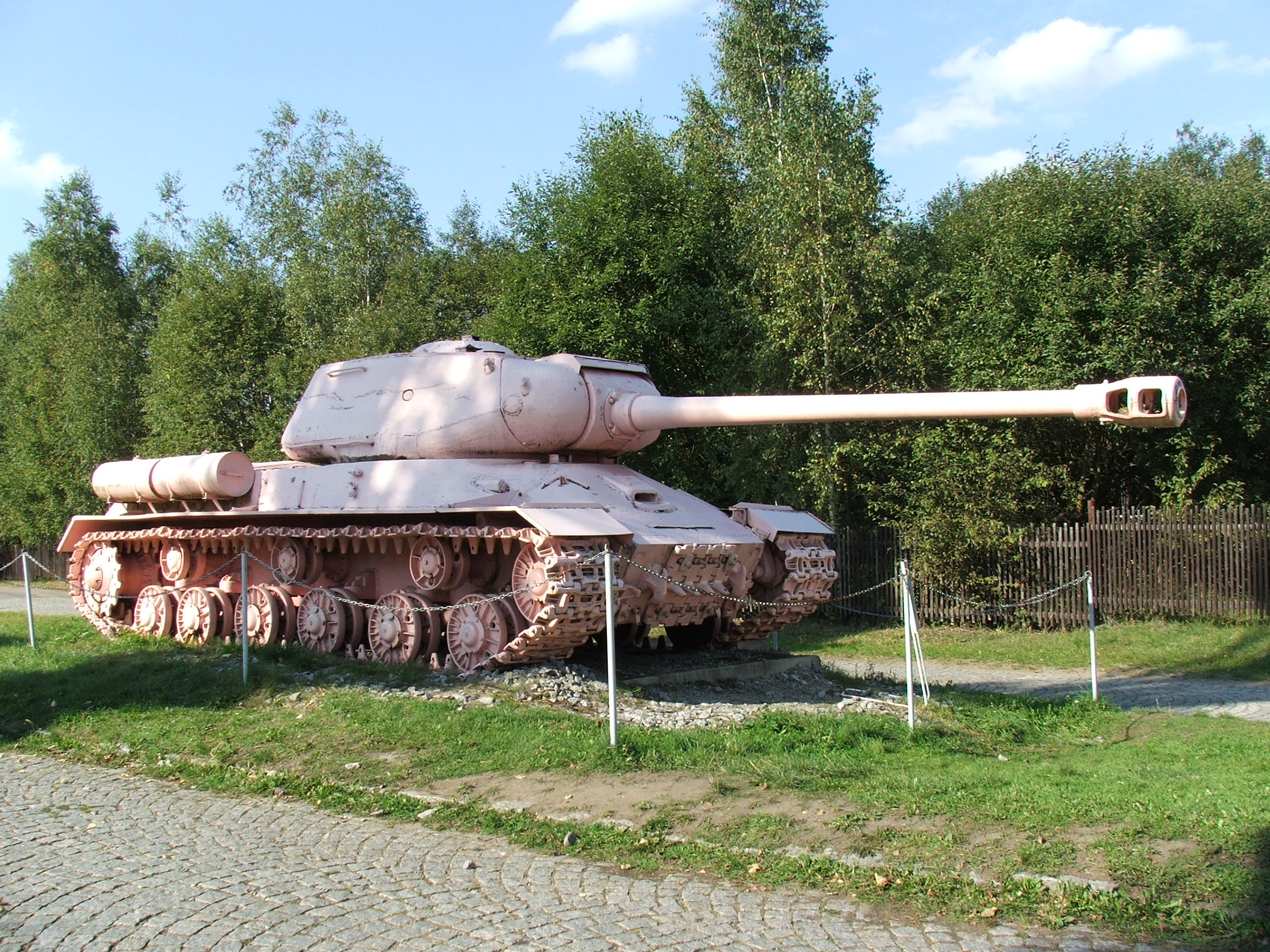
IS-2 (JS-2) スターリン重戦車

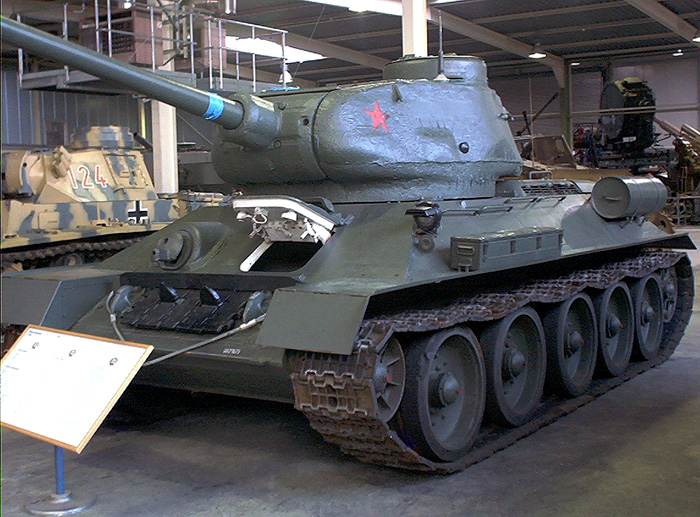
T34/85中戦車

カチューシャ
声 - 金元寿子
隊長兼T-34/85の車長。名前はニックネームである。前回大会で黒森峰女学園のフラッグ車を撃破した戦功で隊長に昇進した。
髪はクリーム色のショートヘアで、口からは八重歯が覗く。身長は127センチメートルと、142センチメートルの杏がややかがんで握手を申し出るほど背が低い。通称「小さな暴君」、別名「地吹雪のカチューシャ」。戦場での状況に即応して対処するなど作戦立案力に長けている。
プライドが非常に高く、自分より背が高い相手にはノンナに肩車してもらって視点の高さを保つなどして、常に相手を見下す態度を取る。一方で、食べ物が口に付いてたり、泣きながら強がりを言ったりとやや子供じみた面がある。部員に対しても厳しく接しているが面倒見も良く、ニーナをはじめとする部員たちから「ちびっ子隊長」と陰口を言われつつも慕われている。
聖グロリアーナ女学院と交流があり、特にダージリンと親しい。
車高が高いという理由からKV-2を気に入っており、「カーベーたん」という愛称で呼ぶほど愛着を持っている。
「AnimeJapan 2017」で開催された『ガールズ＆パンツァー 戦車道大作戦！』第1回ファン投票では5位（まほと同率）をを獲得した。
ノンナ
声 - 上坂すみれ
副隊長、誕生日は11月21日。T-34/85の車長だが、大洗女子戦では一時的にIS-2の砲手を務める。準決勝における大洗側の撃破判定はすべて彼女の砲撃によるもの。エキシビションマッチ以降は同車の車長も務める。
長身で、よくカチューシャを肩車している。クールな性格で、別名「ブリザードのノンナ」。
カチューシャの類稀な将器を見抜いて崇拝に近い態度を取っており、常にともに行動し彼女を公私にわたり多方面でフォローする。また、カチューシャが眠る際には「コサックの子守唄」を歌うなど、保護者的態度も取っている。
ニーナ
声 - 小笠原早紀
OVA「スノー・ウォー！」から登場。KV-2の装填手。
小柄で東北なまりの話し方が特徴。紅色の頬とロシア帽がトレードマーク。
偵察でプラウダの生徒に変装した優花里とエルヴィンに対してフラッグ車などの布陣を漏らし、その後の戦闘で優花里のあんこうチームとエルヴィンのカバさんチームに撃破される。
同じKV-2の装填手であるアリーナと行動をともにしている。
アリーナ
声 - 佐藤奏美
OVA「スノー・ウォー！」から登場。KV-2のもう1人の装填手。劇場版では、撤退の際にKV-2の大きさを活かして盾となり、カチューシャを逃がすことを進言する。
クラーラ
声 - ジェーニャ
劇場版から登場。ロシアからの短期留学生で、T-34/85の車長として乗車する。ノンナとは常にロシア語で会話するため、カチューシャから日本語で話せと叱られるが、実は日本語は堪能。
ノンナと同じくらいカチューシャに心酔している。バラライカを嗜む。ニーナやアリーナは、クラーラにはノンナと（性格的に）同じ匂いがすると感じているため、クラーラには逆らわない方が良いと相談し合っている。

## 主要人物の家族・関係者
西住 しほ（にしずみ しほ）
声 - 冬馬由美
西住姉妹の母親で、西住流戦車道の師範。しほ曰く「撃てば必中、守りは固く、進む姿は乱れなし。鉄の掟、鋼の心。それが西住流」。黒森峰女学園や陸上自衛隊においても師範として活動しており、蝶野たちに指南している。
試合を放棄して仲間を救助したみほに対して、厳しく指導する非情な一面を持っている。全国大会の新聞記事でみほが勝手に戦車道へ復帰したことを知り、みほに勘当を言い渡すことを決めると同時に、そのことを黙っていたまほも叱責する。
蝶野 亜美（ちょうの あみ）
声 - 椎名へきる
大洗女子学園に特別講師として招かれた陸上自衛隊富士学校富士教導団戦車教導隊の1等陸尉で、戦車道の教官。使用車輌は試作型の10式戦車。日本戦車道連盟の強化委員でもあり、公式戦の決勝戦では審判長を務める。制服のスカートはミニに改造したものを着用している。着任時はC-2改輸送機から戦車ごと学園の駐車場へLAPESで降下し、学園長の外国製高級スポーツカー（フェラーリ・F40に酷似）に衝突。さらに履帯で踏み潰す。
未経験の生徒たちに操縦方法をまったく教えないまま、初日から本格戦闘の練習試合を行わせる。指導はみほ以上に擬音が多く、大雑把かつ非常に適当だが、礼儀にだけは厳しい。
西住流戦車道師範で陸上自衛隊戦車部隊師範でもあるしほの教えを受けており、まほとみほのことも知っている。その後もサンダース大学付属高校との試合を観戦したり、チームの練習を視察したりする。劇場版では大洗女子学園の存続のため奔走し、大学選抜との試合でも審判長を務めている。
ドラマCDではみほをアシスタントに迎え、ラジオ番組「蝶野が斬る」のMCを務める。リスナーからの投書に対しては普段どおりに適当な返答をするが、結果論とはいえ、それが的確なアドバイスになることもある。
五十鈴 百合（いすず ゆり）
声 - 倉田雅世
華の母親で、華道の五十鈴流家元。鉄と油の「臭い」が大嫌いなため、戦車道に対してあからさまな偏見を持っている。
娘である華の「花を生ける繊細な手」から「鉄と油の臭い」を感じて失神し、戦車道の履修を止めるようにとの説得を聞き入れない華を勘当する。
新三郎（しんざぶろう）
声 - 伊丸岡篤
五十鈴家奉公人で送迎用人力車を引く角刈りの車夫。華の良き理解者にして「お嬢」と呼び慕い、その一挙手一投足を影で見守る。
秋山 淳五郎（あきやま じゅんごろう）
声 - 川原慶久
優花里の父親で、秋山理髪店を経営する。髪形はパンチパーマ。
秋山 好子（あきやま よしこ）
声 - 仙台エリ
優花里の母親。秋山理髪店を支えるしっかり者。髪形は優花里と似て、癖毛。
冷泉 久子（れいぜい ひさこ）
声 - 愛河里花子
麻子の祖母で、麻子が「おばぁ」と呼ぶ人物。両親を亡くした麻子にとっては唯一の肉親。
病院でも怒鳴り散らすほどだが、実際はたびたび倒れている。麻子の前では厳しい態度を取るものの、麻子を誰よりも心配している。そのため、麻子の前では心配をかけさせないように、元気なふりをしている。
島田 千代（しまだ ちよ）
声 - ゆきのさつき
島田流戦車道の家元で、愛里寿の母。大学戦車道連盟の理事長と大学選抜強化チームの役員を務める。
西住流をライバル視しており、大洗女子学園と試合することになった愛里寿に徹底的に叩きつぶすことを言い付ける。一方で娘にはやや甘い面もあり、愛里寿の「試合に勝ったらボコミュージアムのスポンサーになってほしい」という願いをあっさりと承諾する。

## 劇場版から登場する高校

### 知波単学園

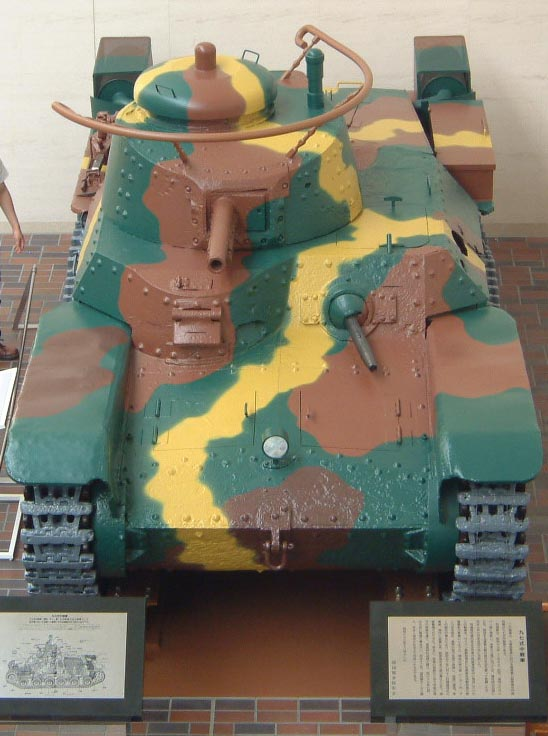
九七式中戦車

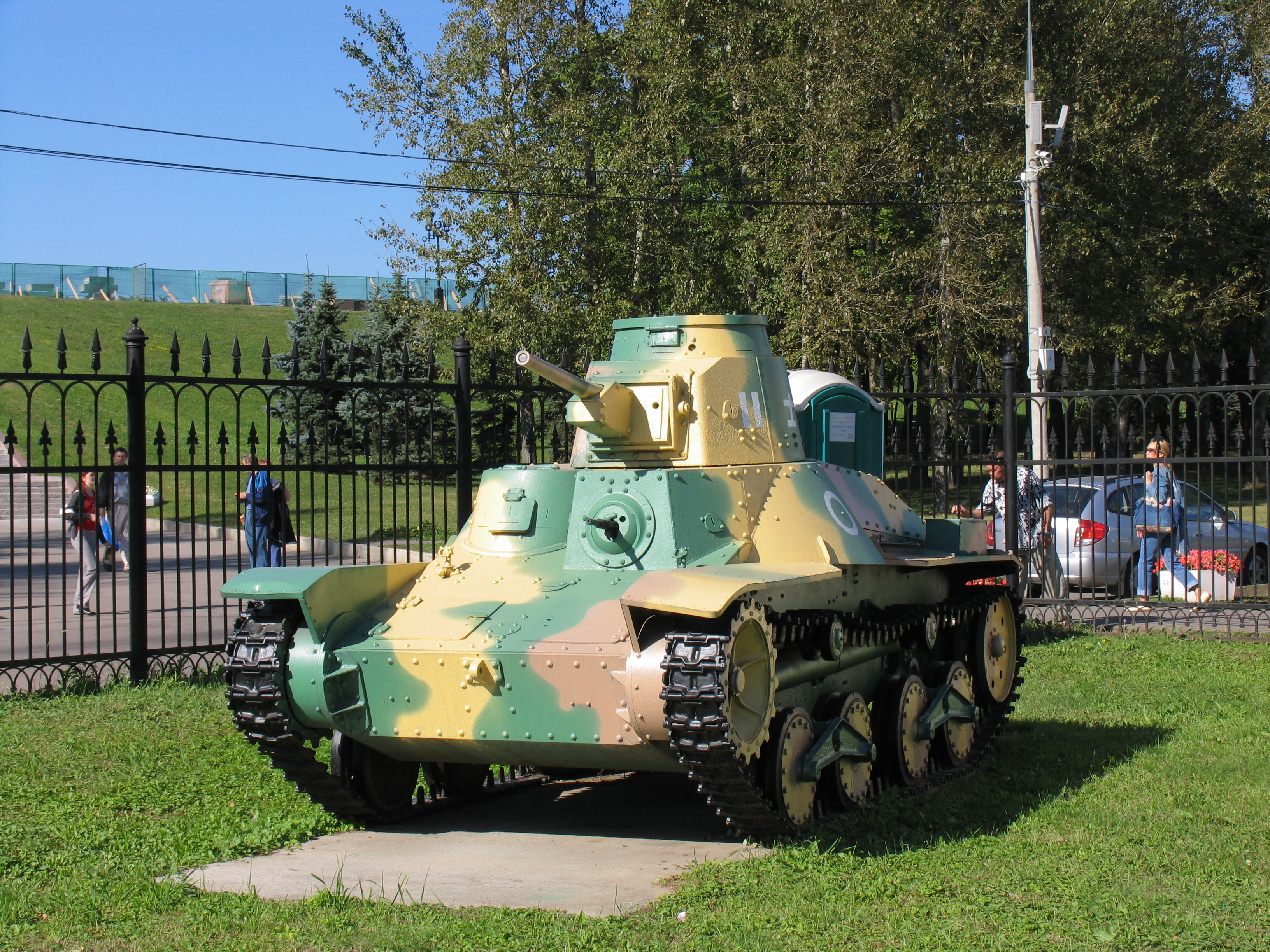
九五式軽戦車

読みは「知波単（ちはたん）」。千葉県習志野市にある学校であり寄港地は千葉港。予備寄港地は銚子港、館山港。
主力戦車として短砲身57 mm砲搭載型の旧砲塔九七式中戦車チハ、および改修型である長砲身47 mm砲搭載型の通称「新砲塔チハ」を使用。他に九五式軽戦車など複数の車種を保有している。どの車両も大幅な改良を受けており、オリジナルよりも信頼性、速度や機動性が大幅に向上している。
学校名は、「知恵の波を単身渡れるような進取の精神に溢れる学生になれるように」との学校創設時の願いの言葉が短縮されたものである。過去には戦車道全国高校生大会ベスト4に進出した経験があるが、その際に用いた全車両による突撃戦法が伝統として常態化ている。
西 絹代（にし きぬよ）
声 - 瀬戸麻沙美
第63回戦車道全国高校生大会1回戦での敗退後、改革の気運が持ち上がるなか、知波単学園の新隊長となる。東京都港区出身の16歳。長い黒髪の和風美人で、切りそろえた前髪を六四分けのように右にまとめている。
趣味は「ウラヌス」と名付けた愛車のバイクに乗ることとバイクの整備。おしゃれ好きで、乗馬用のロングブーツとスカートを愛用している。
誰に対しても口調や態度が丁寧で清楚な優しさを持つ大和撫子であり、隊員からの信望も非常に厚い。しかしその優しさが災いして、何かにつけて突撃を強行しようとする隊員を制止させることができないでいる。また、最後まで他人の話を聞かず、よく早とちりをする。
黒森峰に敗退したために本編には登場しないが、大洗女子優勝祝勝会へ祝賀電報を送る。
福田 はる（ふくだ はる）
声 - 大空直美
九五式軽戦車の戦車長。戦車帽を被り、編み込み二本お下げと丸眼鏡が特徴で幼児体型で背も低い。
エキシビションマッチでは何度も突撃を敢行しようとするが、そのたびに制止される。その後、アヒルさんチームと共同戦線を張るなかでその戦い方を目の当たりにし、これをきっかけに知波単伝統とされてきた突撃偏重の戦術に疑問を持つ。
大洗のアヒルチーム全員を師匠と仰ぎ、エキシビションマッチ後に大洗の街に招待されて、アヒルチーム全員と大洗名物のたらし焼き(もんじゃ焼きの仲間で具材はキャベツや魚介類で地元食材を入れる)を食べながら戦術指南を受けた。その後は知波単学園の短時間急成長の立役者となる。大洗との対決では終始知波単優勢で恩返し寸前になるほどの急成長ぶりにアヒルチームも舌を巻いている。
名称は突撃を用いるが、知波単は忍耐と熟慮をした着実な戦法を用いることになる。

### 継続高校

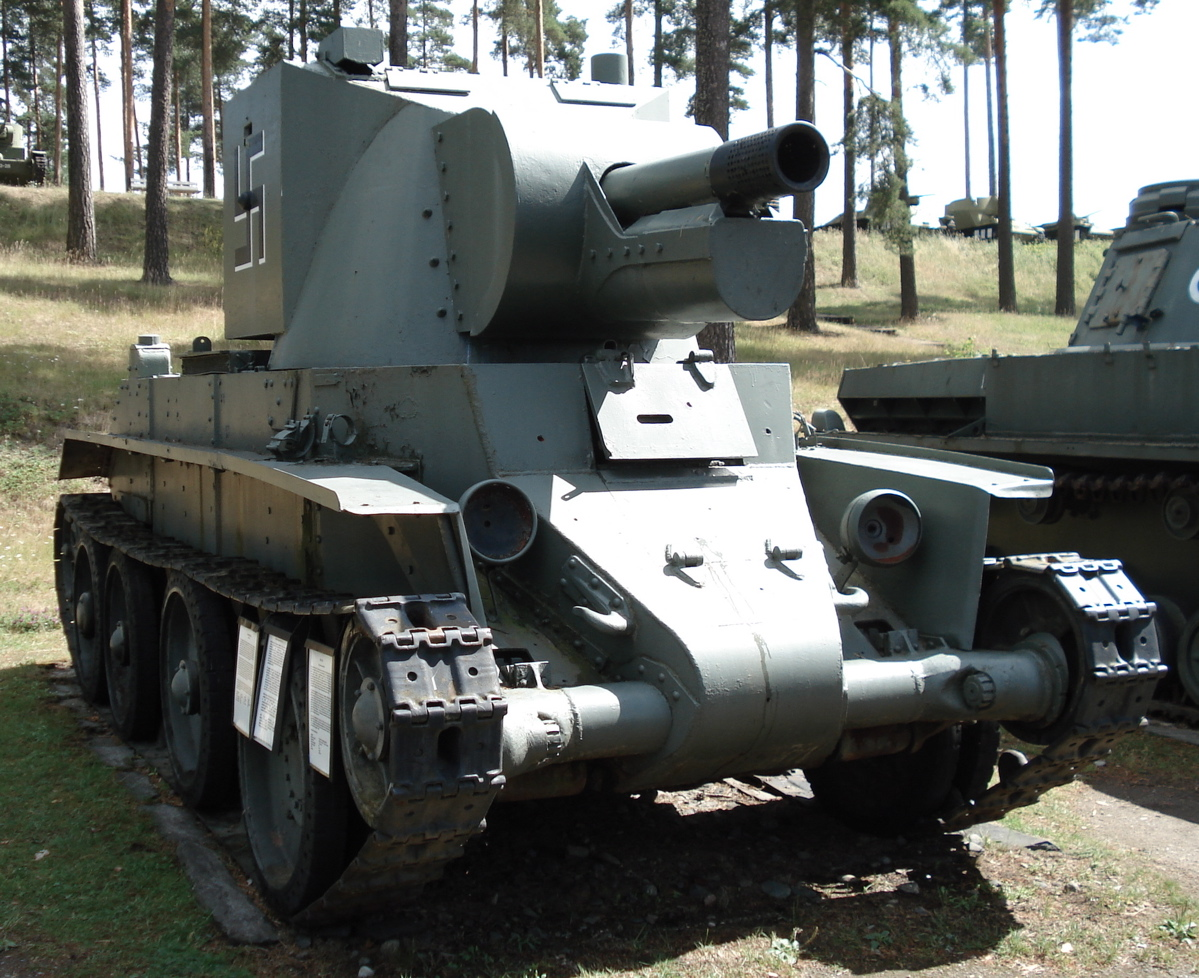
BT-42突撃砲

読みは「継続（けいぞく）」。テレビ版では名のみ登場。
石川県の金沢港を母港とするフィンランド系の学校。初代学園艦は砕氷船「白山丸」を使用している。学園艦の規模が小さく資金に乏しい高校ではあるが戦車道は活発に行われており、所有する戦車はソ連、ドイツ、フランスなど各国の戦車で構成されており、劇場版ではBT-42、最終章ではT-26、III号突撃砲G型、T-34/76、プラウダとの親善試合で獲得したKV-1が登場している。
非常に優れた整備能力を有しており、廃車同然の戦車を使用可能なレベルまで使えるようにし、エンジンや主砲を改造することによりオリジナルの戦車よりも性能を強化している。また、隊員たちは優れた操縦技術と射撃能力を有しており、寒冷地や湖沼地帯での戦いを得意としているが、逆に気温が高い場所での戦いを苦手としている。本編には登場しないが、大洗女子優勝祝勝会へ祝賀電報を送る。また、黒森峰女学園時代のみほが練習試合で対戦したことがあり、苦戦させられたことや、隊長が優秀であることなどを沙織と華に話す。
ミカ
声 - 能登麻美子 / カンテレ演奏 - あらひろこ
継続高校の隊長でBT-42の車長。チューリップハットを被り、車内でもフィンランドの民族楽器、カンテレを弾く。幻想的でつかみどころのない佇まいをしており、哲学的な話し方をする。独自の信念にもとづいて行動しており、大洗町でのエキシビションマッチにも招待されていたが、そのときは参加を辞退する。
アキ
声 - 下地紫野
継続高校の隊員。BT-42の砲手兼装填手。ミカとともに行動しており、哲学的なミカの言葉に興味を示す。
ミッコ
声 - 石上美帆
継続高校の隊員。BT-42の操縦手。スカートの下にジャージのズボンをはいている。アクロバティックな操縦技術を駆使して同車搭載のクリスティー式サスペンションの特性を極限まで引き出し、大学選抜チームを翻弄する。
ヨウコ
声 - 若山詩音
継続高校の隊員。最終章から登場。白い魔女と呼ばれる狙撃手。III号突撃砲G型の砲手。サンダース大付属戦でアリサ搭乗のフラッグ車を山の上から狙撃、大洗女子戦では1キロ先からあんこうチームを撃破する。狙撃へのこだわりが強くベストポジションでの砲撃は得意だが行進間射撃などは苦手とする。

### 県立大洗女子学園（対大学選抜チーム戦時）
劇場版で結成されるチームで、『月刊戦車道2』では「大洗女子連合チーム」とも表記されている。文部科学省が提案した大学選抜チームとの試合内容が大洗女子にとってあまりにも不公平なため、ダージリンによる各校への呼びかけと日本戦車道連盟の容認により、各校の隊長・副隊長クラスが大洗女子学園に「転校」し、「私物の戦車」を手に試合へ参加する。試合における登録チーム名こそ大洗女子学園であるが、事実上の高校選抜チームともいえる編成となる。
大洗女子の8両に加え以下の高校が参戦し、合計で大学選抜チームと同数の30両となるように示し合わされる。
参加校
- 黒森峰女学園（パンターG型：2両、ティーガーI、ティーガーII：各1両）
- サンダース大付属高校（M4シャーマン 75 mm砲搭載型、M4A1シャーマン 76 mm砲搭載型、シャーマン・ファイアフライ：各1両）
- 聖グロリアーナ女学院（歩兵戦車Mk.IV チャーチル Mk.VII、歩兵戦車Mk.II マチルダII Mk.III/IV、巡航戦車Mk.VI クルセイダーMk.III：各1両）
- プラウダ高校（T-34/85：2両、KV-2、IS-2：各1両）
- アンツィオ高校（カルロ・ヴェローチェCV33：1両）
- 知波単学園（旧砲塔九七式中戦車チハ：3両、新砲塔九七式中戦車チハ：2両、九五式軽戦車：1両）
- 継続高校（BT-42：1両）

計22両。合計30両。

編成
大隊長はみほが務める。
たんぽぽ中隊
右翼を担当。中隊長はみほが兼務し、副隊長はダージリン。大洗女子のIV号戦車、八九式中戦車甲型、ルノーB1bis、ポルシェティーガー、三式中戦車の5両に、聖グロリアーナ、アンツィオ、継続の車両で構成される。
ひまわり中隊
中央を担当。中隊長はまほ、副隊長はカチューシャ。黒森峰とプラウダの重戦車を中心に、大洗女子のヘッツァーとIII号突撃砲F型が加わる。
あさがお中隊
左翼を担当。中隊長はケイ、副隊長は西。サンダースと知波単の中戦車を中心に、大洗女子からはM3中戦車リーが加わる。
どんぐり小隊
みほの指示により、たんぽぽ中隊の八九式中戦車甲型・BT-42・CV33、ひまわり中隊のヘッツァーの4両で編成された臨時小隊。

## 最終章に登場する高校

### BC自由学園

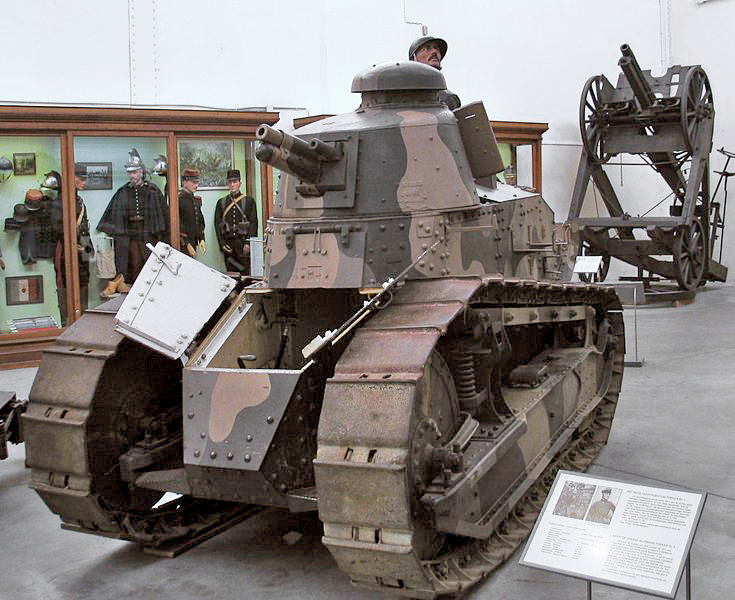
ルノー FT-17

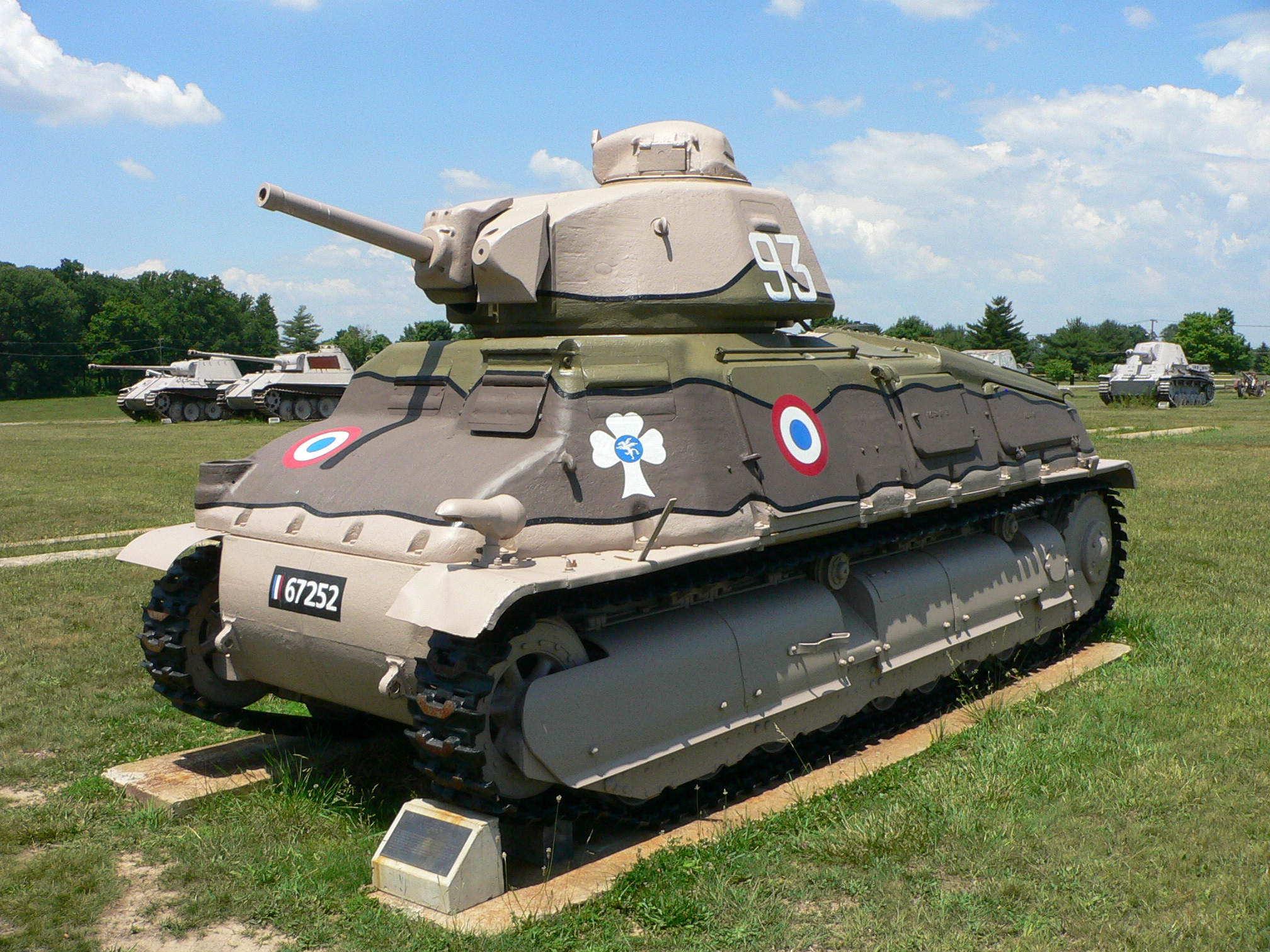
ソミュアS35

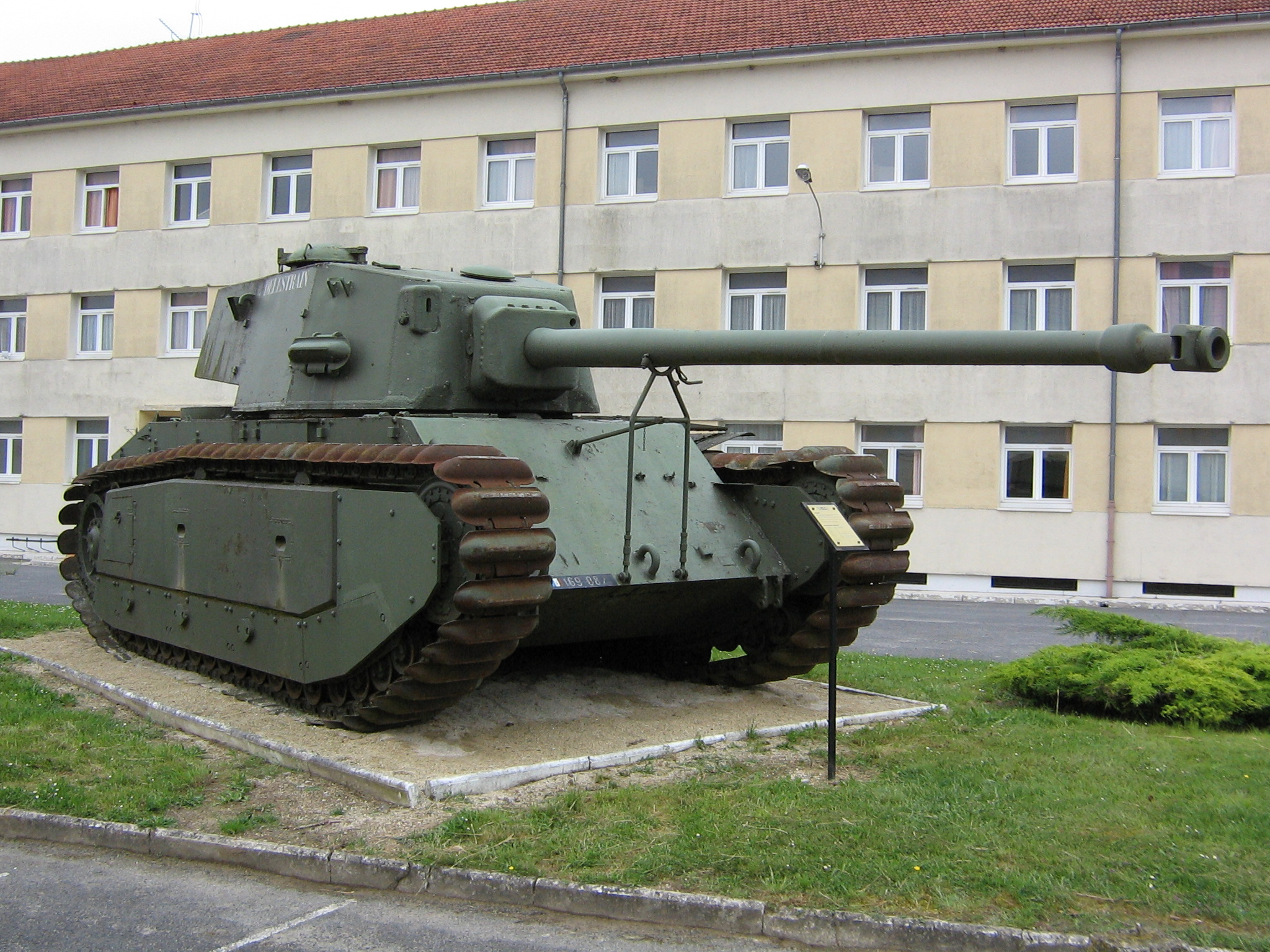
ARL-44

読みは「BC自由（ビーシーじゆう）」。山梨県に所在するマジノ女学院の分校で岡山県津山市を本拠地とする中高一貫校のフランス系お嬢様学校。学園艦の母港は岡山港。両校共に岡山県津山市の『BC高校』と、同県岡山市の『自由学園』という二校が統合されて誕生した学校であるが、統合後も学園艦の右舷を旧BC高校、左舷を旧自由学園とエリア区分されているほど旧校風からの違いによる衝突が絶えない。また、当初は旧BC高校側と旧自由学園側に派閥が分かれていたが、現在は受験入学した外部生の「受験組」と中高一貫の内部進学である「エスカレーター組」の派閥に分かれており、両派の対立と反目および芝居がかった大仰な言い回しと振る舞いが常態化し、その仲違いによる連携の拙さが原因で、全国大会では長年1回戦敗退が続いている。
使用する戦車はルノー FT-17、ソミュア S35、ARL-44。隊長はルノー FT-17を駆るマリー（声 - 原由実）。その他ソミュア S35を駆る受験組のリーダー安藤（声 - 津田美波）、ARL-44を駆るエスカレーター組リーダーの押田（声 - 安済知佳）らがおり、リーダー二人は何かにつけ喧嘩をしている。
スピンオフ作品『リボンの武者』に先行して登場していたが、映像作品としては最終章で正式登場となる。

### コアラの森学園
鳥取県を本拠地とするオーストラリア系学校。無限軌道杯1回戦で知波単学園と対戦するが敗北。
使用戦車はセンチネル巡航戦車。隊長は本物のコアラである。副隊長に蕨（声 - 藤村歩）、砲手に鴨乃橋（声 - 瀬戸麻沙美）らがいる。

### 青師団高校
読みは「あおしだん」。和歌山県を本拠地とするスペイン系学校。無限軌道杯1回戦でサンダース大学付属高校と対戦するが敗北。使用する戦車はT-26、BT-5、II号戦車E型、III号戦車J型、III号突撃砲G型、IV号戦車H型。

## その他の高校
第63回戦車道全国高校生大会には、この他にマジノ女学院・ヴァイキング水産高校・ボンプル高校・ヨーグルト学園・ワッフル学院が登場する。このうち、マジノ女学院とボンプル高校は、スピンオフ作品『激闘!マジノ戦ですっ!!』と『リボンの武者』でその概要あるいは詳細が描かれている。
ヴァイキング水産高校は岩手県のノルウェー系。ヨーグルト学園は群馬県のブルガリア系。ワッフル学院は兵庫県のベルギー系。他にも長野県でスイス系の中立高校がある。

## 大学選抜チーム

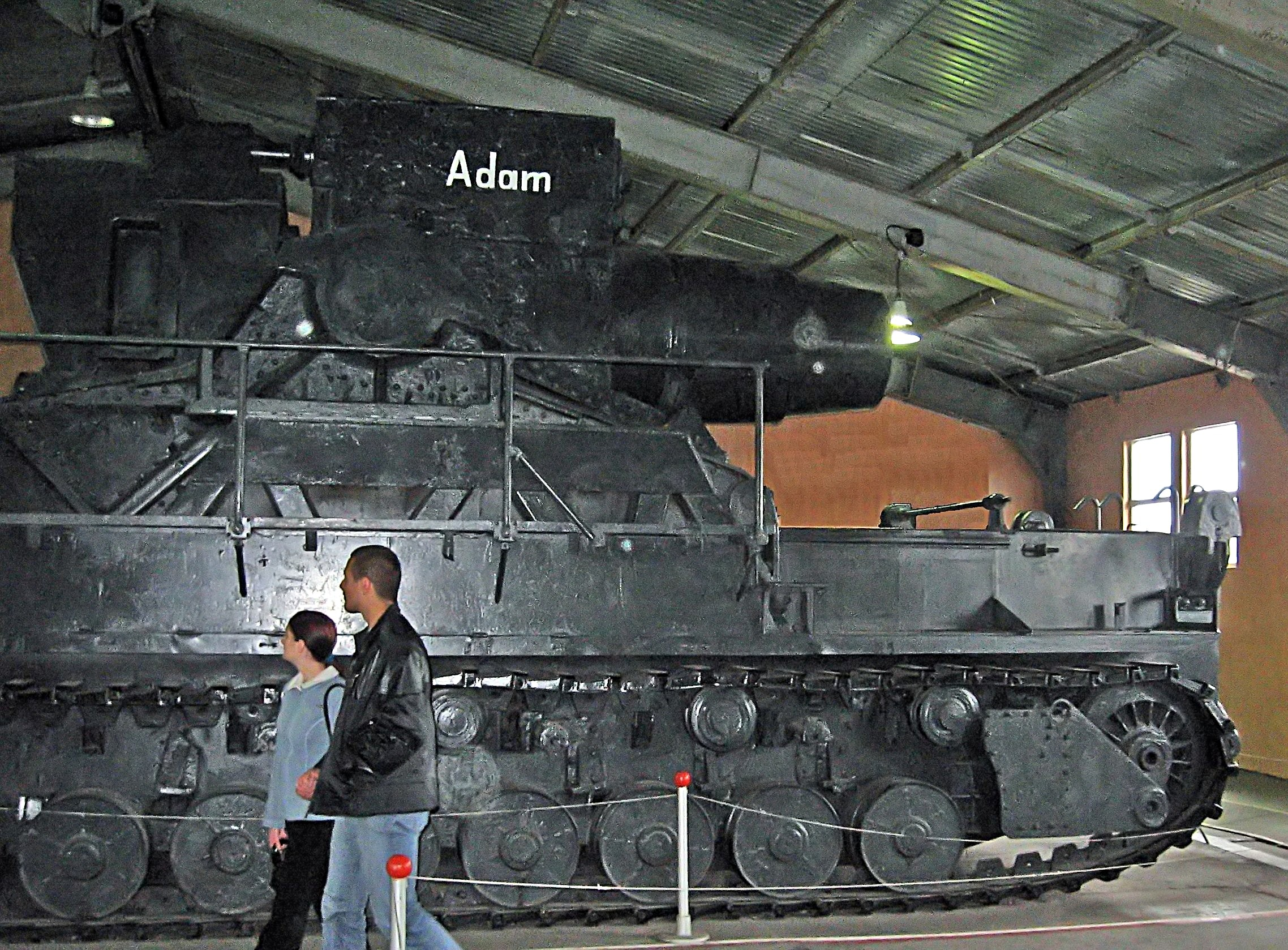
60センチ自走臼砲カール

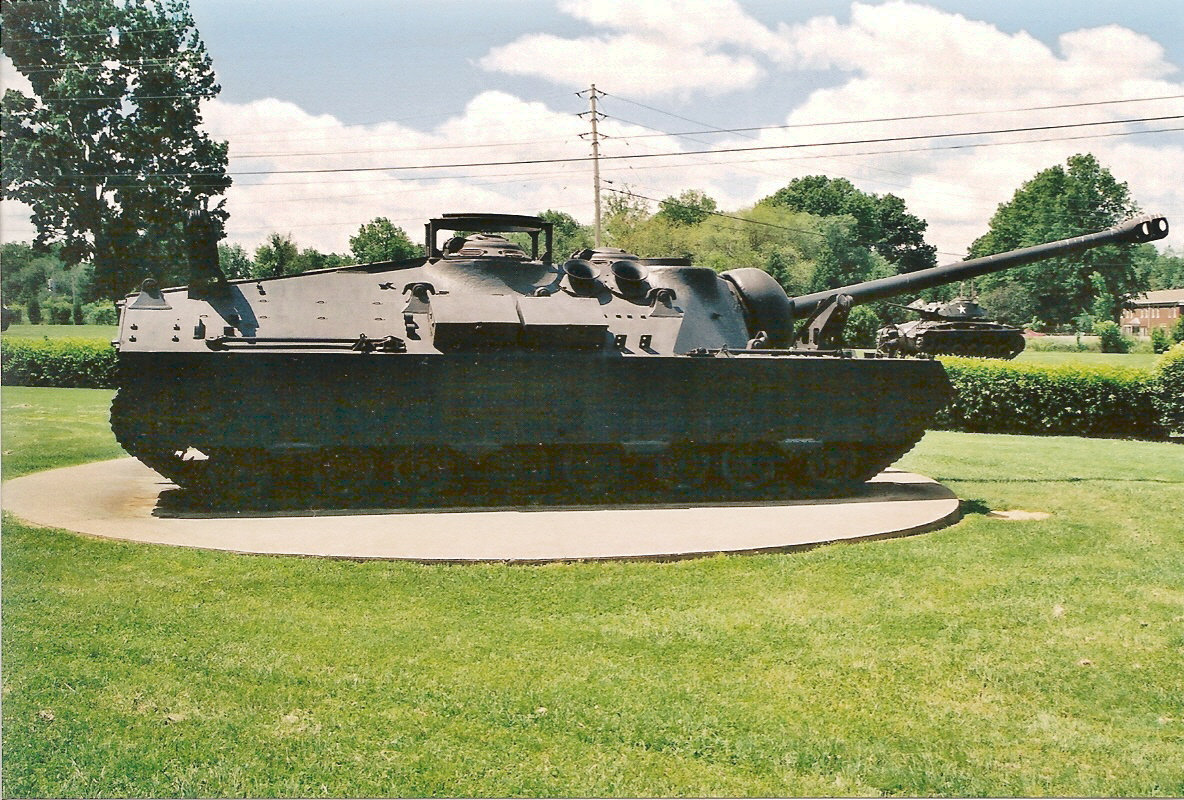
T28

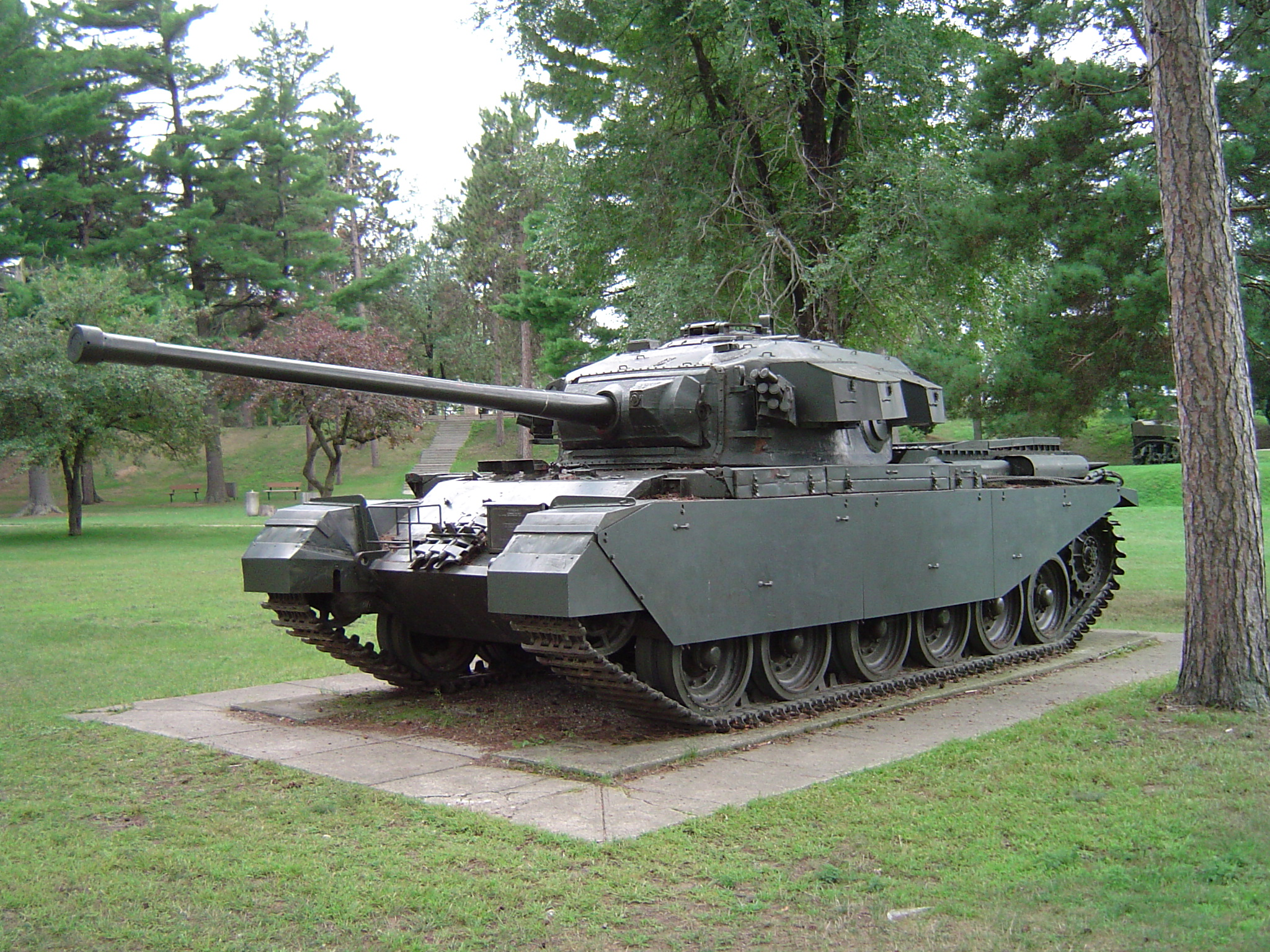
巡航戦車センチュリオン

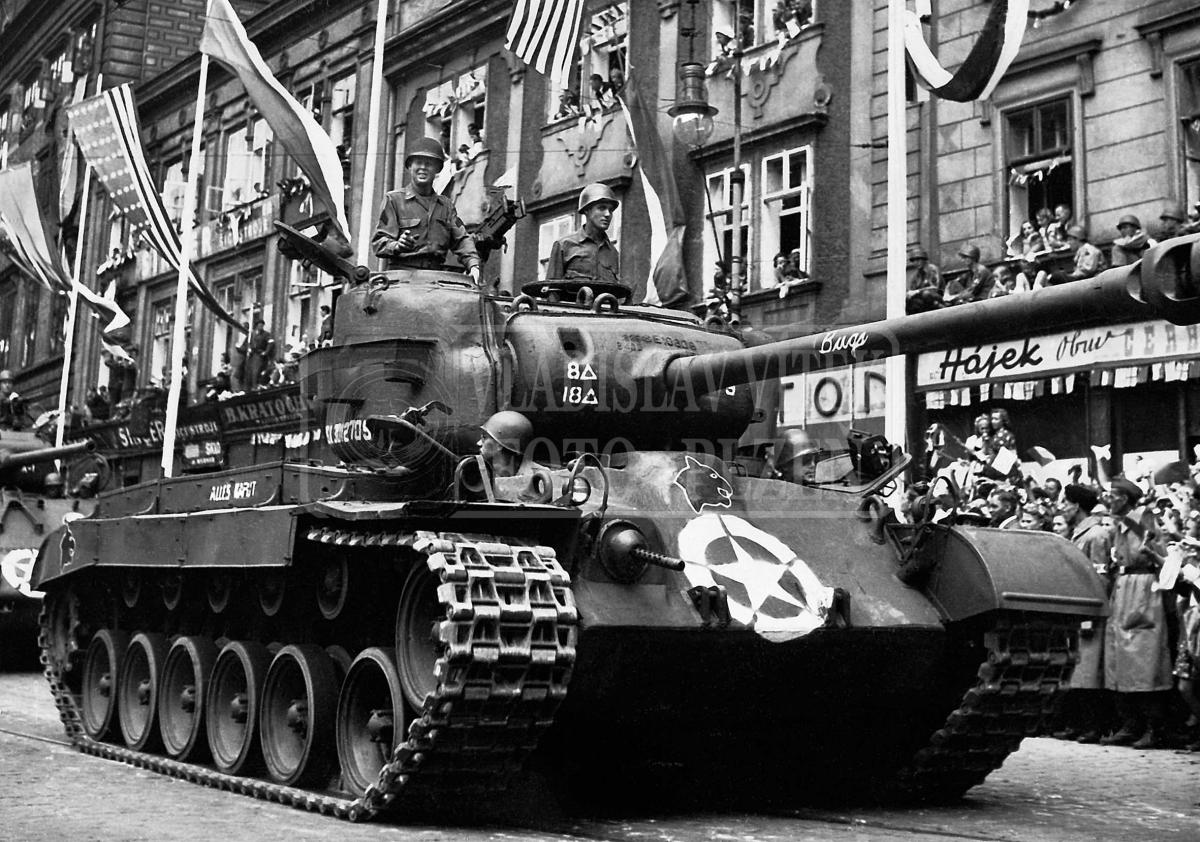
M26パーシング

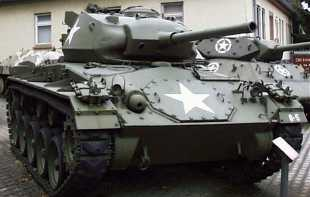
M24チャーフィー

劇場版におけるライバル。社会人チームにも勝利するほどの高い実力を持つ。学園艦教育局担当官の差し金もあり、大隊編成で試合に臨む。大隊長は島田愛里寿、中隊長にメグミ（声 - 藤村歩）、アズミ（声 - 飯田友子）、ルミ（声 - 中原麻衣）の3人。3人の中隊長は連係攻撃「バミューダアタック」を得意とする。
選抜の主力戦車は第二次世界大戦終期から末期に試作型が完成、運用していた英米車両が中心となる。センチュリオン、M26パーシング、M24軽戦車、T28重戦車のほか、対戦が決定した直後に運用が認められたカール自走臼砲後期型を擁する。
島田 愛里寿（しまだ ありす）
声 - 竹達彩奈
大学選抜チーム大隊長。センチュリオンMk.1に車長として乗車する。「神出鬼没のニンジャ戦法」と称される島田流戦車道家元の一人娘にして、飛び級で大学へ進学した才女。13歳。
みほと同じく状況に応じた変幻自在の戦術を駆使し、常に冷静沈着で判断力に優れた指揮官。また単独戦闘能力も非常に高く、試合では無類の強さを発揮するが、内気で人見知りが激しいためにプライベートにおける対人コミュニケーションを苦手としている。みほと同じくボコ好き。船酔いする体質だが、干しいもで改善する。
最終章より少し前から転校先を探していたが、第4話にて聖グロに転校していたことが判明。その際にセンチュリオンMk.1も持ち込んでいる。
「AnimeJapan 2017」で開催された『ガールズ＆パンツァー 戦車道大作戦！』第1回ファン投票では1位を、「AnimeJapan 2019」で開催された同第2回ファン投票では2位をそれぞれ獲得した。

## その他関係者
役人（辻 廉太）
声 - 景浦大輔
学園艦関係の文部科学省側の窓口を務める、学園艦教育局の役人。肩書は「文部科学省学園艦教育局長」。慇懃ながら事務的な対応で、眼鏡を掛けて髪型が七三分けという、典型的な官僚風キャラクター。
劇中の署名入り文書、および『もっとらぶらぶ作戦です！』第6巻の登場人物紹介では名前が「辻 廉太」とされており、2016年の年末以降は公式サイトでもそのように紹介されているが、テレビアニメや劇場版のエンドロール、各種イベントなどでは「役人」と紹介されているため、本記事でもそれに倣うものとする。
日本戦車道連盟理事長（児玉 七郎）
声 - 飛田展男
劇場版に登場。日本戦車道連盟会館で杏・蝶野に応対する呉服にカンカン帽の恰幅が良い年配の男性。
劇中の署名入り文書、および『もっとらぶらぶ作戦です！』第6巻の登場人物紹介では名前が「児玉 七郎」とされており、2016年の年末以降は公式サイトでもそのように紹介されているが、劇場版のエンドロールでは「理事長」と紹介されているため、本記事でもそれに倣うものとする。

## 漫画オリジナル

### 『リトルアーミー』

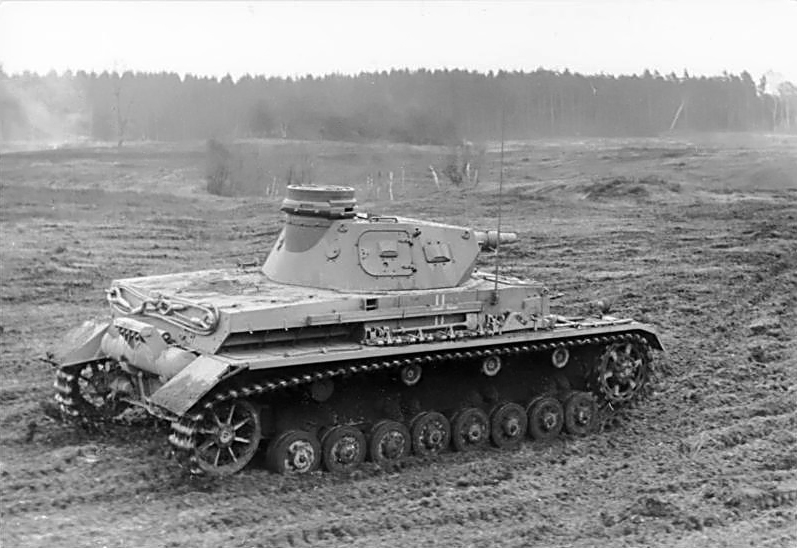
IV号戦車D型

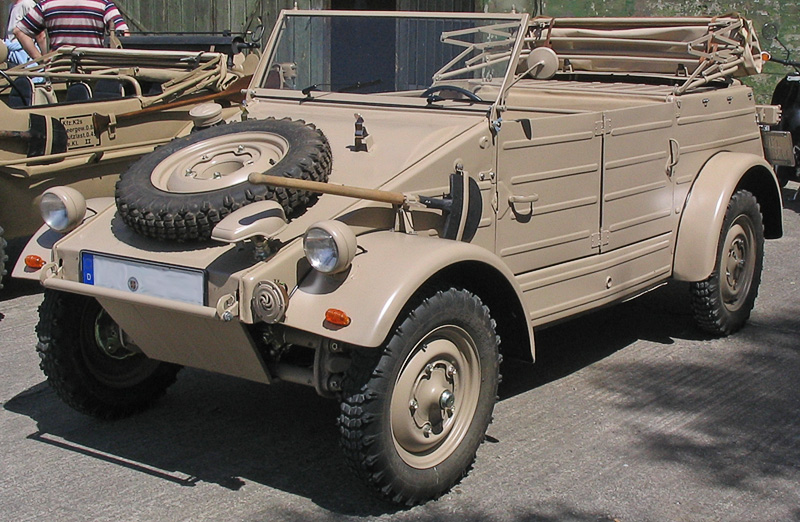
キューベルワーゲン

西住 みほ（にしずみ みほ）
「あんこうチーム」の項も参照。
主人公。大洗女子学園での登校時に6年前の夏、実家にあるIV号D型戦車で友達と戦車道をはじめる小学生時代の思い出を回想するシーンから始まる。回想内では10歳。
西住流戦車道師範の娘ながら、そのありように疑問を持ち、最終的に「自分の戦車道を互いに見つける」とエミと約束する。
中須賀 エミ（なかすが エミ）
みほの同級生。10歳。ドイツからの留学生で、日本人とのハーフ。赤髪のツインテールで、鋭い目つきをしている。
協調性に欠けており、直情的で気難しい性格をしているが、好意を向けてくる相手に対しては心を許すこともあり、非常に不器用な人物。みほと同じように戦車に乗っている姉がおり、本人もドイツ仕込みの知識と技量を持っている。
姉がまほに試合で負けたことを根に持っており、当初はみほたちを邪険にするが、偶然、みほのIV号戦車に動かしたことから友達となり、衝突しながらも仲間としての友情を築いていく。特にみほとは、互いの家に行くほど親しい関係となるが、物語終盤にドイツへ帰国することとなる。
柚本 瞳（ゆずもと ひとみ）
みほの同級生で、千紘とは幼馴染。10歳。茶髪のセミロング。常に笑顔を絶やさない一方で、涙もろい一面もある。何事も長続きせず、すぐに興味の対象が変わる性格で、戦車に乗るのも興味本位から。
手先が器用で、咽喉マイクについている四つ葉のマークも瞳が作ったものである。
役割は最初は操縦手。エミが操縦手になったあとは装填手。
遊佐 千紘（ゆさ ちひろ）
みほの同級生。瞳とは幼馴染。10歳。黒髪のショートヘアで、ボーイッシュな容姿。友達思いな性格が転じて、エミとは衝突するが、打ち解ける。
役割は砲手。
西住 まほ（にしずみ まほ）
「黒森峰（くろもりみね）女学園」の項も参照。
みほの姉。本作では中学生ながら、戦車道大会の最優秀選手に選ばれている。練習試合ではIII号突撃砲の車長となってみほの前に立ちふさがる。試合後、みほへ「戦車を続けるのであれば、自分だけの戦車道を見つけろ」と語りかける。
西住 しほ（にしずみ しほ）
「主要人物の家族・関係者」の項も参照。
西住家当主にして西住流戦車道の師範。みほ、まほの母。西住流は「情に流されず、必ず勝利する戦車道」として、みほの考えを愚問と一蹴する。
菊代（きくよ）
西住家に仕える使用人。和服姿で、みほやまほを「お嬢さま」と呼ぶ。心優しい性格で、みほを娘のように気遣う。戦車道の心得もあり、まほとの練習試合では審判を務める。また、「西住流戦車道を一子相伝で受け継ぐ次期後継者である、まほの立場を理解してあげてほしい」と幼いみほたちへ諭す。送迎運転手も兼ねており、キューベルワーゲンで西住家の屋敷からエミらを送り届ける。
『コミックフラッパー』版にも登場し、アンツィオ高校戦後に大洗を訪れ、みほにプラウダ高校戦で負ければ西住家から勘当されることを伝える。

### 『リボンの武者』

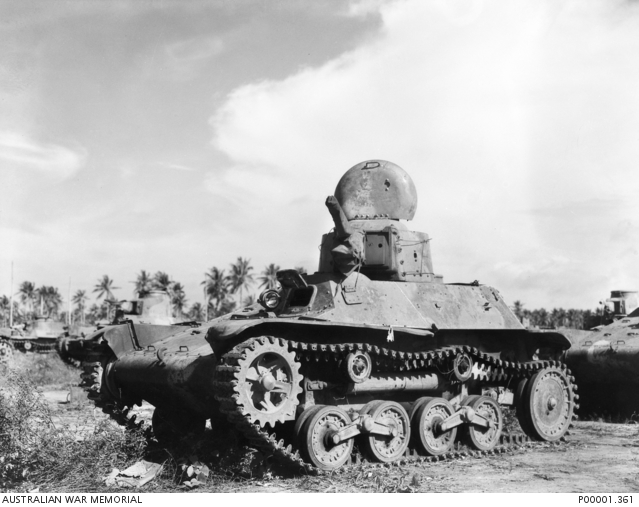
九七式軽装甲車（砲搭載型）

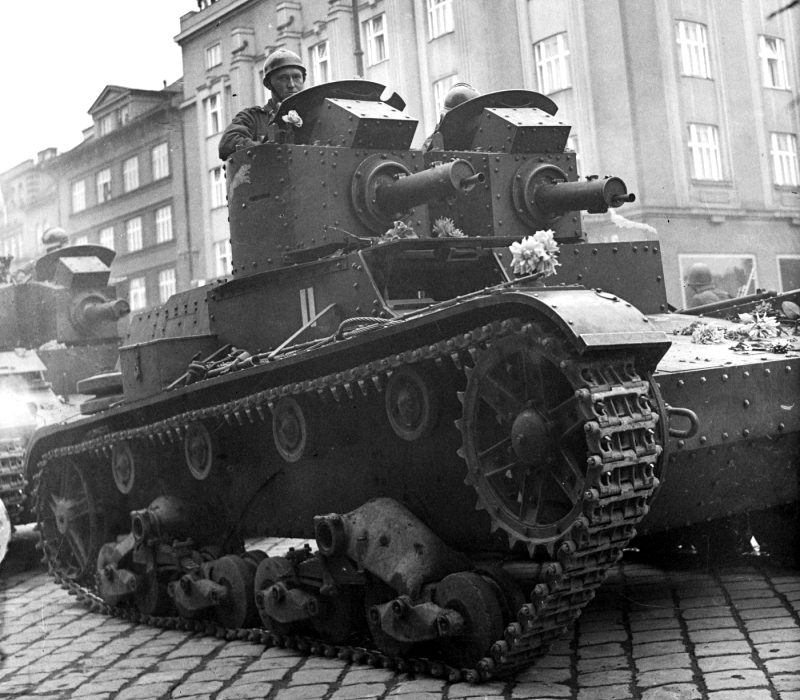
7TP（双砲塔型）

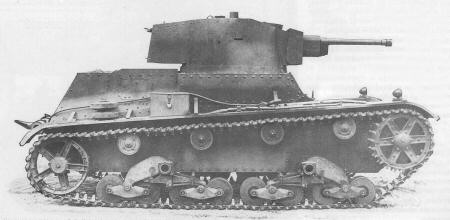
7TP（単砲塔型）

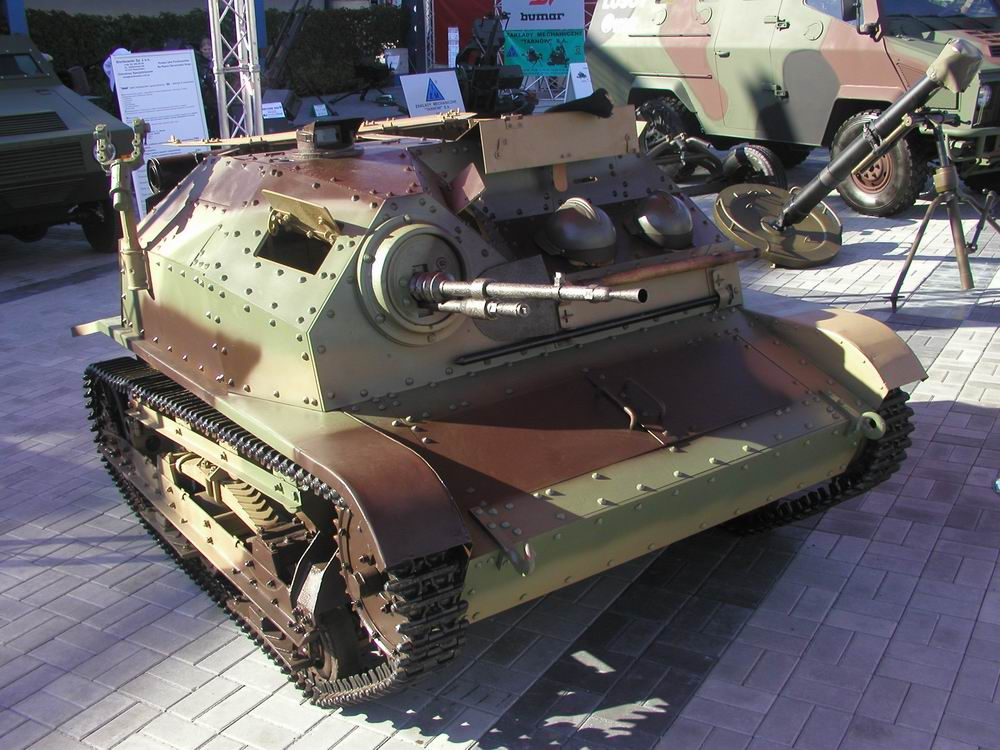
TKS
写真は作中に登場する20 mm機関砲装備型ではない

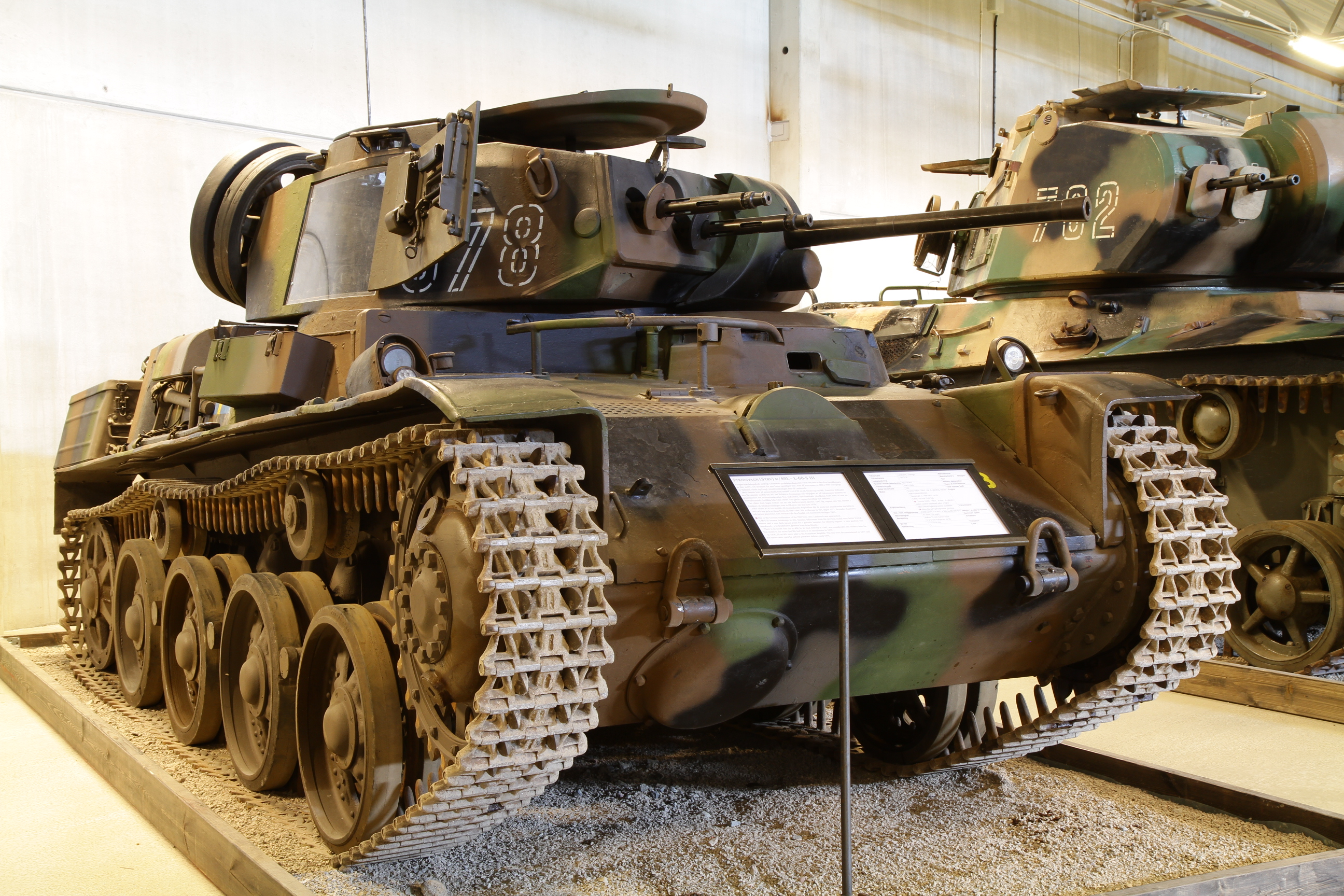
ランツベルクL-60

楯無（たてなし）高校
テレビシリーズ本編より後の世界を描いたスピンオフ作品『リボンの武者』の舞台となる学校。10年前に戦車道部が廃止されている、大洗学園艦に類似する学園艦に存在する高校。校名の由来は、武田氏の家宝である「楯無鎧」。
甲信地方の八ヶ岳周辺の上小地域・諏訪地域の一部・山梨県の一部地域から作られた海外に提携校を持たない独立系の高校で、戦国・江戸初期の日本文化を基準とする。
周囲に学園艦を持つ、長野県の中立高校（スイス系）と山梨県のマジノ女学院（フランス系）の2校が存在する。
百足組（ムカデさんチーム）

戦車道部がない楯無高校で強襲戦車競技に参加するために、主人公のしずかと鈴が結成するチーム。チーム名は、しずかが戦車にペイントした百足衆の旗印のムカデに由来する。高校の支援がない完全な個人活動であり、戦車の修理・維持・運搬の資金ははるかの提案でチームグッズの販売などを行ってまかなう。強襲戦車競技に参戦しているチームの中でも特に手段を選ばない過激な試合をしているためか、それに好感を抱く者と嫌悪感を抱く者で人気がはっきりと分かれている。
使用する戦車は、戦車趣味に高じた数寄者のしずかの家の先代が購入し、蔵でほこりを被っていた九七式軽装甲車（砲搭載型）。背の高い鈴に合わせて操縦手ハッチは取り外されている。塗装は赤備えの赤で、砲塔両面と車長ハッチにムカデ、車体前面に武田菱を黒色ペイントしている。
のちにボンプル高校のヤイカに勝つための強化策として、東京の「せんしゃ倶楽部」本店地下工廠で特別製のエンジンに換装。しずかの要求性能をほぼ満たす最高時速55キロと90式戦車並の強力な急制動能力を獲得する。
しずかと鈴の声優は、スマホアプリ『ガールズ&パンツァー 戦車道大作戦！』のもの。
鶴姫 しずか（つるき しずか）
声 - 内山夕実
『リボンの武者』の主人公。元弓道部のエース。戦車長と砲手（装填を含む）を兼任する。あだ名は「しずか姫」。2年A組。トレードマークは大きな赤いリボン。
「戦車道全国高校生大会」での大洗女子学園の快進撃に触発され、弓道部を辞めて強襲戦車競技を始め、同じ理由で戦車道を始めようとした鈴を仲間に引き入れる。弓道部は辞したものの、戦闘感覚を養うために流鏑馬の鍛錬は欠かさない。
先祖は武田氏の百足衆に連なり、家は代々造り酒屋を営む。口調はかなり古風で、戦国時代の武者のような言葉遣いをする。言葉遣いのみならず、好みも戦国時代が基調で、鳥居強右衛門の旗指物を素敵と言うなど、周囲から見ればかなり特殊（鈴によれば「スパルタン」）であり、そのせいで鈴と友達になるまでは友達がいなかった。
普段は無口で凛とした性格だが、純真な一面を鈴にだけ見せることがあり、鈴が名付けた自らのチーム名には顔を赤くして照れる。
戦車道を「お遊戯」または「平坦な道」、強襲戦車競技を「戦（いくさ）」または「道なき峠の道」と表現する。その戦法は戦車道のセオリーから外れたものながら武人としても策士（ひとでなし）としても非常に優秀で、サンダース大付属戦ではアリサを無視しておとりに肉薄、大太刀による武田式騎馬戦闘をイメージした戦法でアリサとの一騎討ちに持ち込み、BC自由学園戦では事前の敵状視察、試合においては車両の偽装、地形・天候を利用して欺瞞し、アンツィオ高校戦においては観客を障害物として利用する。礼儀を尊び、礼を失した行為に対しては誰に対しても容赦がない。
松風 鈴（まつかぜ りん）
声 - 田中あいみ
『リボンの武者』のもう一人の主人公。しずかの唯一の友人となる。2年A組。九七式軽装甲車の操縦手兼整備担当。
しずかのクラスメートで帰宅部であったが、大洗女子学園の優勝という快挙を目の当たりにし、戦車道を始めようとする。しかし肝心の戦車道部は10年前に廃部となっており、途方に暮れていたところへしずかの誘いを受け、ともに強襲戦車競技を始める。「ムカデさんチーム」の名付け親。戦車道に関しては素人で人並み以上の才能は持っていないが、そのことを自覚して、陰でテケ車をいじり回して独力で整備を覚えるなどの努力を重ね、車輌に関してはしずかも全幅の信頼を置く。また、しずかの脚に見とれる描写が多々ある。
当初はしずかのインカムを使わない足遣いによる意思伝達に戸惑うが、このコミュニケーション方法こそがしずかのイメージする「人馬一体」を実践するための手段であると理解する。以降、しずかの「愛馬」として、即座にしずかの意思のとおりに動く機動力を発揮する。
遠藤 はるか（えんどう はるか）
2年A組に在籍する鈴の友人。通称「エンドー」。
自身は戦車には乗らないが、ムカデさんチームの試合には常に同行しており、他校からはチームの関係者と見られている。
裏方としてムカデさんチームの世話を焼き、活動資金調達のための商品化展開に関わったり、他校との試合の約束を取り付けたりといった、ムカデさんチームのマネージャー的な役割を果たす。

ボンプル高校

アニメ本編の第63回戦車道全国高校生大会1回戦で、プラウダ高校に敗れた学校。ポーランド系。学園艦は同県内だった聖グロリアーナ女学院から旧式艦（シルエットのみでモデル艦は不明）を譲り受けたもの。譲渡後、福井県の敦賀へ母港を移している。その歴史的経緯から聖グロリアーナと関係が深い。
戦法としては中世からポーランド軍の伝統である、重騎兵部隊譲りの密集突撃戦術を多用する。ただし、戦車の性能不足が災いして勝率は低く、保守的体質から新型車両導入も遅れ気味である。
保有戦車は7TP軽戦車。20 mm機関砲装備型のTKSタンケッテ。弱火力、軽装甲の関係で戦車道公式戦では苦戦続きだが、強襲戦車競技では数年間、王者の座に君臨している。
本作に登場するボンプル高校で用いられるポーランド語は、実際にポーランド人の監修を受けたものである。
ヤイカ
ボンプル高校部隊長。ボンプル高校で唯一の愛称である「ヤイカ」を名乗ることを許されているほどの才女で「騎士団長」と呼ばれている。しずかと同じく、戦車道を「お遊戯」と評する。しかし全国戦車道高校生大会ではフラッグ車である7TP双砲塔型に搭乗し、プラウダ高校のノンナに完膚なきまでに叩き潰されている。また上述の学園の歴史などから聖グロリアーナとダージリンに対しては対抗心を抱いている。
強襲戦車競技にかける情熱と誇りは凄まじく、戦車の差さえなければ自分たちは戦車道の強豪校よりも強いと豪語する。私生活では自ら料理を作って同志に振舞うなど家庭的な一面を持つほか、カチューシャ義勇軍戦では隊の戦意を高揚させるために極寒の中を身を外に乗り出して指揮を取るなど、指揮官としては有能で隊での信頼も厚く、しずかも獲るべき好敵手と認める。
彼女もまた、全国戦車道高校生大会での大洗女子学園（みほ）の活躍に影響された一人であり、それまでのボンプル伝統の突撃戦略の改善や、強襲戦車競技への情熱などに影響を受けている。
けばけばしい顔つきはメイクではなく地顔。本人はこれを気にしている。
ウシュカ
ボンプル高校の副官。劇中では主にヤイカへ他校の情報を伝える役を務める。ヤイカとは対象的にオープンな性格で、優花里が偵察に訪れた際も、正体を知りつつも隠すことなく敷地内を案内している。知名度、人気ともに高く、試合会場では名前入りの声援を受ける。
ピエロギ
ボンプル高校の車長。主にヤイカの命の下で、ウシュカと共に行動する。
マイコ
ポンプル高校の車長。ヤイカにロマン(騎士道)に拘る限りみほには勝てないと指摘したしずかに対し、ロマン(武士道)という点では同類だと反論し、逆にしずかに「慧眼也」と高く評価された。当初は選民思想の激しい性格だったが、みほの数々の作戦に翻弄され、さらにみほとの一騎打ちに敗れたどころか相手にもされなかった事に、自分はまだまだ若輩者だと自覚し考えを改めてる。｢最終章｣ではボンプル高校の隊長として登場する。
7TP軽戦車
ボンプル高校の主力戦車。機関銃のみを左右砲塔に装備する双砲塔型。37 mm戦車砲を有する単砲塔型があり、どちらも保有しているが、本作では単砲塔型を使用。
TKS（20 mm機関砲装備型）
CV33と同系統のカーデンロイド系タンケッテ。対戦車能力のある機関砲装備型は数百両中、わずか20両とレアに終わった車両だが、ボンプル高校では全車機関砲装備型に改修済みで、これは車重から軽装甲を強いられる強襲戦車競技ではかなりの脅威になる。

『リボンの武者』におけるサンダース大学付属高校

「サンダース大学付属高校」の項も参照。
学校としてのサンダース大付属は、表向きは強襲戦車競技には参加していないことになっている。が、生徒の自主参加という形で勝負を受け、多数の参加者と観戦者、応援団が会場に押しかけて祭り騒ぎとなる。
サンダース隊長のケイは、観戦者としてナオミを伴い参加。
義勇タンカスロン隊 フライングタンカース（空飛ぶ戦車隊）
戦車道認定校であるサンダースの名称とロゴを非公式戦の強襲戦車競技では使用できないため、参加のために編成されたアリサの部隊。部隊章は「翼のついた戦車」のデザインで、これを着けたタンクジャケットを全乗員が着用する。
アリサ
九七式軽装甲車試運転時に富士演習場で遭遇、成行きから部隊長としてしずかたちと練習試合を行うことになる。
しずかの口調を「中二病」と揶揄した際に自らを「彼氏持ちのリア充」と称する。

『リボンの武者』におけるBC自由学園
「BC自由学園」の項も参照。
アニメよりも先行して登場しており、登場キャラクターがアニメとは異なっている。本作では旧BC高校と旧自由学園との確執がよりクローズアップされており、チーム内でも双方別々のパンツァージャケット（どちらもアニメのデザインとは異なる）を着用するほど仲が悪い。現在は旧自由学園派がチームの主流派となり、旧BC高校派を従える形となっている。戦車そのものに関しては戦車道、強襲戦車競技の他に、不整地走行を争うタンクレイドやル・マン24時間耐久戦車レースにも参加するほど盛んである。
旧自由学園
BC自由学園の現在の主流派。使用車両はルノーZT、ZT2とサンダース大付属からレンドリースされたM22ローカスト。
旧BC高校
BC自由学園の現在の傍流派。使用車両はルノー R35。
アスパラガス
BC自由学園戦車道チームリーダーで旧自由学園出身。「ざます」言葉が特徴。黒地に金刺繍のケピ帽を愛用する。高慢で友好校のサンダース大付属すら「成り上がり」だと評する。また強襲戦車競技を戦車道より格下と蔑み、強襲戦車競技参加者や弱小校も見下している。
ムール
アスパラガスの補佐を務める副官。旧自由学園出身。
ボルドー
ムカデさんチームとの一戦以降、アスパラガスの補佐を務める副官。旧BC高校出身。黒森峰シュバルツバルト戦闘団との対戦では、旧BCと旧自由学園の混成部隊「第五共和制小隊」の隊長を務める。
マリー・安藤・押田
「BC自由学園」の項も参照。
第33話での「大鍋」二回戦説明会にて、アスパラガスの後輩という設定でスタッフとして参加。彼女たちだけ新衣装として劇中同様のタンクジャケットを着ている。
ルノーZT、ZT2（英語版）
フランス製AMR 35軽戦車のバリエーション。元の偵察戦車であるAMR 35は砲塔に7.5 mm機関銃のみだが、BC自由学園の車両は13.2 mm機関砲搭載のZTおよび25 mm戦車砲を備えたZT2、両タイプの重武装型を運用している模様で、ノーマルのAMR 35に比べて対戦車火力が飛躍的に向上している。

『リボンの武者』におけるアンツィオ高校
「アンツィオ高校」の項も参照。
しずかたちの3戦目の相手。戦車道チームの練度向上のため、自分たちの戦力と経済的事情を鑑みて強襲戦車競技に参加する。使用車輌はCV33。全国大会や大学選抜戦でCV33で活躍した姿が全国的に知られており、戦車道を志す中学生から入学希望校の上位に挙げられている。
アンチョビ
強襲戦車競技でも隊長を務める。BC自由学園の試合を偵察に来たしずかたちと出会い、ムカデさんチーム対BC自由学園の試合を観戦してムカデさんチームを気に入り、試合を申し込む。試合では乱入したヤイカの横槍で撃破されるが、試合後もムカデさんチームの動向を常に気に掛け、助言をしたり、対戦相手を買って出たりする。
CV33（20 mm対戦車銃装備型）
火力不足を補うため、CV33へゾロターン S-18/1100、20 mm対戦車ライフルを架装した対戦車車両。対竪琴高校戦の伏兵としてフラッグ車を撃破する。

竪琴（たてごと）高校
本作オリジナルの学校。ビルマ系。母港は鹿児島港。戦車道の経験は浅い。校章は三色旗にハープ。保有戦車は九五式軽戦車。
アウンさん
竪琴高校戦車道部の隊長。小麦色の肌にタナカで描かれたフェイスペイントが特徴。
名称の「さん」は通常は敬称であるが、本キャラクターの場合、作品内でのキャラクター紹介の字幕が「アウンさん」であり、さらに隊員からの呼びかけも「アウンさん隊長」のため、本記事内でも作品内の表示に合わせるものとする。なお、自己紹介の際は「アウン」と名乗る。

『リボンの武者』における大洗女子学園
「大洗女子学園」の項も参照。
アンツィオ高校の次にしずかたちの相手となる学校。会場は大洗町。対戦相手はアヒルさんチーム。大洗町で実際に開催されている夏祭り「大洗八朔祭」のイベントのひとつ「磯前神社奉納戦車戦」として行われる。強襲戦車競技形式だが、砲弾はペイント弾を用いる。
西住 みほ
「あんこうチーム」の項も参照。
奉納試合前日の大洗商店街でみほと偶然出会い、とりとめのない会話を交わす。このときはしずかも鈴も正体に気付かなかったが、試合当日、大洗ホテルの屋上から観戦するみほの視線を感じる。しずかはそれまで素人そのものだった大洗女子学園の生徒を歴戦の戦士に育てた名指揮官だと畏敬の念で見ている。
アヒルさんチーム
「アヒルさんチーム（バレー部チーム）」の項も参照。
優花里とみほ両名より、全国大会で最も動き回り、最も命中させた記録を持つ、大洗女子学園の中で最も練度の高いチームと評される。奉納試合では強襲戦車競技に合わせ、尾橇などの不要物を外して八九式中戦車を10トン以下にして参加する。
カバさんチーム
「カバさんチーム（歴女チーム）」の項も参照。
ボンプル高校とカチューシャ義勇軍の練習試合では観客として訪れる。「大鍋」ではアンツィオ高校とカチューシャ義勇軍の試合に用心棒として、カサエルとおりょうは甲チームとしてアンツィオ高校側に、エルヴィンと左衛門佐は乙チームとしてカチューシャ義勇軍側に付き、甲チームはアンツィオと共にマカロニ作戦を展開して活動する。
レオポンさんチーム
「自動車部チーム（自動車部チーム）」の項も参照。
「大鍋」二回戦では補給地点のスタッフとして、優花里と共に参加、古代たち老女御三方の指示の下で車両の修理を担当する。

『リボンの武者』におけるプラウダ高校
「プラウダ高校」の項も参照。
しずか対アヒルさんチームの奉納戦車戦を観戦したダージリンの話を受け、参入を決める。
カチューシャ義勇軍
サンダース大付属と同様の理由で編成された部隊。こちらはカチューシャとノンナ両名による命令という形で参加する。指揮官はニーナとアリーナ。使用戦車はT-70軽戦車。
ニーナ
カチューシャ義勇軍隊長。後に戦車道部隊長になる身として、強襲戦車競技チームの隊長に任命される。
アリーナ
カチューシャ義勇軍副隊長。ニーナ同様カチューシャに忠誠を誓っている。
礼儀正しい少女たち
プラウダが「大鍋」用に編制した部隊。指揮官は目出し帽を被ったカチューシャ。
カチューシャ
プラウダ高校戦車道部隊長。ニーナとアリーナを後の隊長・副隊長として教育するために強襲戦車競技チーム「カチューシャ義勇軍」を結成する。
ノンナ
プラウダ高校戦車道部副隊長。
クラーラ
プラウダ高校戦車道部車長。

『リボンの武者』における黒森峰女学園
「黒森峰女学園」の項も参照。
全国大会決勝と大学選抜チーム戦を経て、みほの影響を受けたまほの主導の下、さらなる強さを求めて戦車道チームの変革を遂行しており、その一環として強襲戦車競技に参入する。
シュバルツバルト戦闘団（シュバルツバルト・カンプグルッペ）
サンダース、プラウダと同じく黒森峰の強襲戦車競技参加用に編成された選抜部隊。使用戦車はII号戦車。空輸用に数隻のツェッペリン飛行船も保有している。
西住 まほ
現在も隊長のポジションにあるが、戦車道チームの主だったことはエリカたち2年生に任せ、自分は隊員たちが気持ちよく戦車道に打ち込めるようにサポートに回っている。
逸見 エリカ
シュバルツバルト戦闘団の指揮官。西住流戦車道とまほに対する心酔、そしてみほに対するライバル心は相変わらずである。
赤星 小梅
シュバルツバルト戦闘団の第二小隊長。
摩或 レン
まほと同期で、黒森峰戦車道部前々副隊長。
「フェイズエリカ」の項も参照。
夏海
まほと同期で、黒森峰戦車道部隊員。
「フェイズエリカ」の項も参照。

『リボンの武者』における聖グロリアーナ女学院
「聖グロリアーナ女学院」の項も参照。
学園の伝統墨守を第一とする風潮に危機感を募らせるダージリンの提案で強襲戦車競技に参入する。強襲戦車競技を通じて部員の意識改革と車長の育成を図ろうとする。
その一環として、戦車道を主戦場とする学校を巻き込んだ一大イベント「大鍋（カルドロン）」を提案する。
チンディット
他校と同様の理由で強襲戦車競技への参加のために編成された選抜部隊。使用戦車はMk.VIIテトラーク軽戦車。
オレンジペコ
チンディット隊長。「ダージリンの懐刀」と呼ばれる。将来の聖グロリアーナを牽引する存在として、ダージリンに将来を期待されており、チンディットを任されたのもその一環。
ローズヒップ
チンディットの隊員として登場。劇場版では学年は不明だったが、本作ではオレンジペコと同じ1年生。聖グロリアーナの生徒らしからぬワイルドさは劇場版と変わらない。
ダージリン
自ら強襲戦車競技を観戦するとともに、黒森峰やプラウダなどの戦車道強豪校に逐次情報を入れて各校の参入を陰で手引きする策士ぶりを発揮する。そして強豪校が強襲戦車競技に軒並み参入した頃合いを見計らって「大鍋」の開催を提案し、自らも「ガイ・フォークスチーム」として「紅茶仮面」を名乗り、まほ同様に素性を隠して参戦する。使用戦車はMk.VIII ハリー・ホプキンス軽戦車。
アッサム
「大鍋」ではガイ・フォークスチームの操縦手としてダージリンと共に参戦、仮面を被る事に若干の抵抗を感じているがそれなりに楽しんでいる。
ルクリリ
チンディットとの練習試合では相手側として戦い、「大鍋」で聖グロリアーナ主催のブックメーカーの責任者として活動。

『リボンの武者』における知波単学園
「知波単学園」の項も参照。
「大鍋」参加校として登場。使用車両は九五式軽戦車。
西 絹代
知波単学園チームの指揮官。大学選抜戦での経験から戦術・戦略の重要性を理解しているが、同時に自身に戦略を立てる才がないのを自覚しており、部の中で唯一戦略を模索している福田に期待している。
福田
知波単学園チームの隊員。大学選抜戦での経験から戦術・戦略を模索するようになり、対メイプル高校戦ではミカの助言もありメイプル高校の舟艇機動を看破、迎撃をして勝利に貢献する。また、大学選抜戦で共闘したアヒルさんチームに厚い信頼を寄せている。
玉田・細見
知波単学園チームの隊員。

『リボンの武者』における継続高校
「継続高校」の項も参照。
たまたま「大鍋」が開催された富山にいたところを西に捕まり、頼まれて知波単学園の用心棒として参戦。
知波単学園所有の九五式軽戦車を借用し、対戦後はそのまま乗って帰っている。
苫小牧メイプル高校
北海道の苫小牧市に所在する本作オリジナルの学校。カナダ系。母港は苫小牧港。
「大鍋」1回戦で知波単学園と対戦し、用心棒として地元魚津市の漁師の協力を得るが敗北。しかしダージリンは「『大鍋』の意図を完全に理解している』と賞賛する。
使用車両はMk.VI軽戦車。
トラウト
メイプル高校戦車道部の隊長。参加者の中で唯一「大鍋」の意図を理解し、用心棒ルールでは戦車の「1輌」ではなく地元漁師の「1隻」を雇い、舟艇機動で裏をかこうとするが福田に看破され敗北。しかし地元住民からは協力する事が出来たと賞賛を浴び、ダージリンからも高く評価される。
アンバー、オレオ
メイプル高校チームの隊員。

ケバブハイスクール
愛媛県に所在する本作オリジナルの学校。トルコ系。母港は宇和島港。使用戦車はルノー R35。
ボスポラス
ケバブハイスクール戦車道部隊長。紅茶仮面との試合前にダージリンと対面し、試合後のコーヒーを薦めるも敗北し、逆にお茶会に誘われ感服した。後にポンプルとの公式戦ではしずか側に参加、大洗公式戦でも参加する。

『リボンの武者』における西呉王子グローナ学園
「『リトルアーミーII』」の項も参照。
「大鍋」参加校として登場。使用車両はMk.VIIテトラーク軽戦車。
　キリマンジァロ
憧れのダージリンが「大鍋」を開催すると聞き、チンディットと同じMk.VIIテトラーク軽戦車を購入・編成し参戦。

奈良グレゴール高校
奈良県に所在する本作オリジナルの学校。チェコ・スロバキア系。使用車両はLT-35軽戦車。
カフカ
グレゴール部隊「桃組」隊長。三白眼と長髪が特徴で常識人。暗号名「毒虫」と呼ばれ、各隊員の指揮の掌握に優れ、ボスポラスに高く評価されている。後にポンプルとの公式戦ではしずか側に参加、大洗公式戦でも参加する。

『リボンの武者』におけるベルウォール学園
「『リトルアーミーII』」の項も参照。
「大鍋」では観客として西呉王子グローナ学園の応援に来ており、白鳥 渚は念願のダージリンとの共闘を果たした姉に「よかったね。おねえちゃん」と、涙を浮かべて喜んでいる。だが、II号戦車が担当車輌の柏葉姉妹は用心棒ルールでキリマンジァロが自分たちを指名してくれると期待していたが指名されず、他の部員と一緒にヤジを飛ばしていた。
『リボンの武者』におけるマジノ女学園
「『激闘！マジノ戦ですっ!!』」の項も参照。
「大鍋」では第8試合で新潟ビゲン高校を破り、第2回戦に進出している。使用車両はルノーFT-17軽戦車。
本作で明らかになった設定ではワイン醸造を学ぶための農学校が前身であったことと、学園艦がワインの海中熟成用に潜水艦型であった事実である。
機動戦への移行を果たしており、逸見エリカに「お堅かったマジノがやるじゃない」と評価されている。エクレールは相変わらず胃痛に苦しんでおり、胃薬を持ったフォンデュに慰労されている。試合会場には試合を見守るマドレーヌの姿が、アスパラガスに目撃されている。
新潟ビゲン高校
新潟県に所在する本作オリジナルの学校。スウェーデン系。使用車両はランツベルクL-60 (Strv m/40) （英語版） 軽戦車。隊服にはホーンドヘルムやスケイルアーマーを使用しており、バイキング戦士の格好を模している。
セムラ
新潟ビゲン高校の隊長。「大鍋」では、防衛にはいささか自信がある旨を発言している。
鬼チーム
「大鍋」二回戦に参加するチーム。メンバーは以下の通り。
古代零（こだい れい）
佐伯薫（さえき かおる）
滝沢聖（たきざわ せい）

東京の「せんしゃ倶楽部」本店地下工廠で整備員として働いている三人の老女。強襲戦車競技を創成した第一世代の老兵で、戦車道第一世代の間でも伝説として語られている。
その他
西住しほ
西住流戦車道家元でまほとみほの母親。老女御三方からの招待で「大鍋」二回戦の会場に菊代を伴って観客として訪れる。搖動作戦での囮とはいえ、しずかとの一騎討ちに興じ、楽しんでいたあまりにヤイカの横槍に討たれたまほに憤慨する。
島田千代
島田流戦車道家本。しほと同じく老女御三方からの招待で「大鍋」二回戦の会場に観客として訪れる。

### 『激闘!マジノ戦ですっ!!』

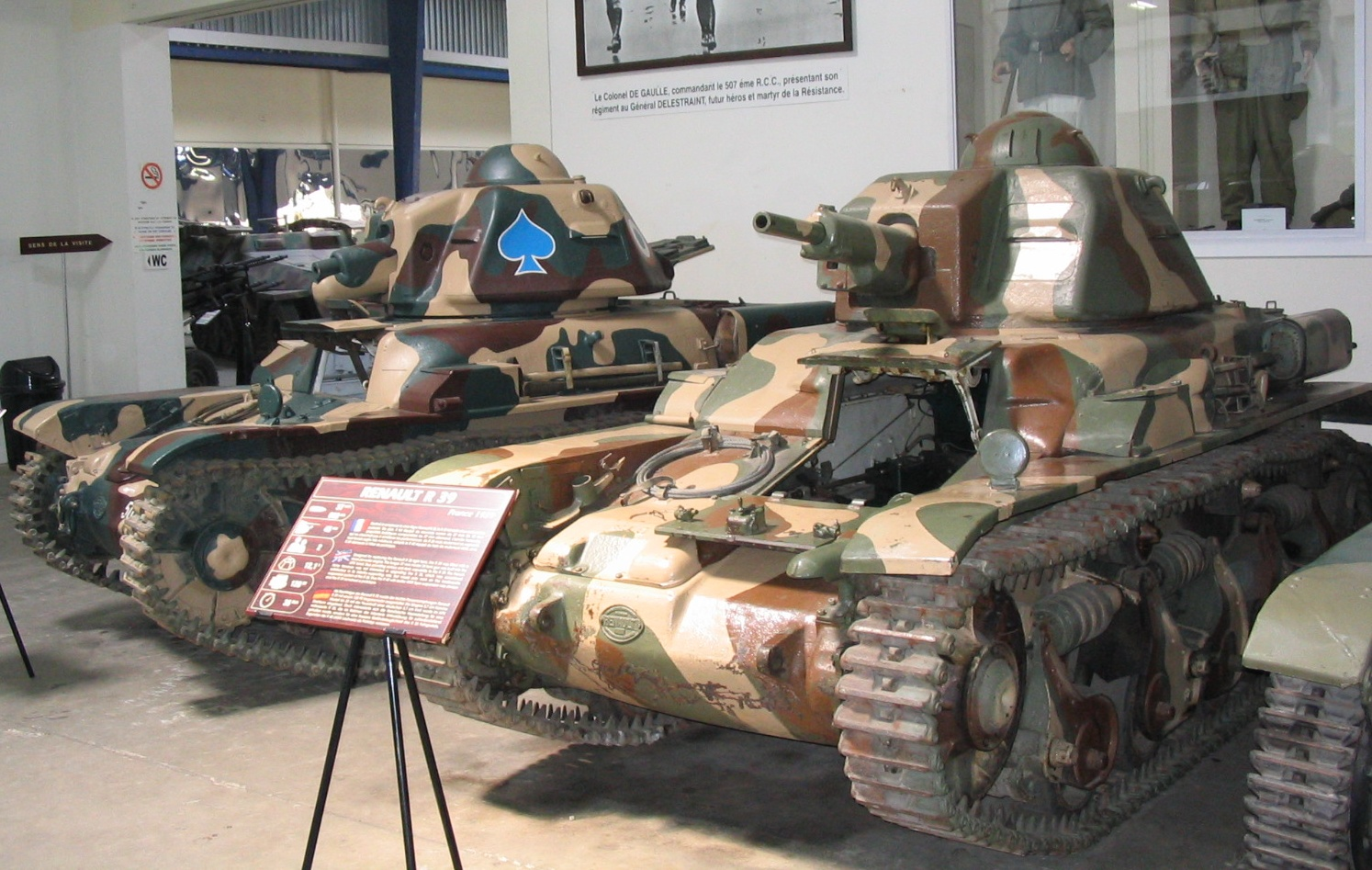
ルノー R35
長砲身装備型（手前）
短砲身装備型（奥）

マジノ女学院
フランス系のお嬢様学校で、ヴェルサイユ宮殿のような校舎を持つ。
アニメ本編では名称と戦力に関する資料が登場するだけだが、『激闘！マジノ戦ですっ!!』では準主役扱いで登場する。アンツィオ高校との対戦では、ソミュア S35をフラッグ車にしており、その他にルノーB1やルノー FT-17などのフランス製の車両を使用している。加えて『激闘！マジノ戦ですっ!!』においては、主力歩兵戦車として改修されたルノー R35も使用されている。強豪校として知られてる。空母型の他校とは違う、潜水艦に似た形状の学園艦も登場している。寄港地などは不明だが、『リボンの武者』では山梨県にある学校とされている。
エクレール
声 - 東山奈央
マジノ女学院戦車道チーム隊長で高校2年生。黒髪のロングヘア。愛車はソミュアS35。コードネーム（個人名ではなく、搭乗車に与えられるコードネーム）は「ハート・ブラン」（白のハート）→「スペード・ブル」（青のスペード）。
近年、全国大会での勝利から見放されているのに不満に感じ、その原因が代々継承されている重戦車を要塞に見たてた防御主体の戦術だと考え、これまでの戦術を批判したうえで、チームの変革を隊長のマドレーヌに進言するものの棄却され、それは「マジノ女学院の伝統に対する侮辱」として、負けた方が戦車道を辞める進退を賭けての一騎討ち勝負を挑むことになる。
幼いころに映像で見て以来、西住しほに憧れている。それゆえに西住流の強さもよく知っていて、大洗女子学園との練習試合が決まった際、西住の名前がメンバーにあることに驚愕するが、みほと初めて会ったときに、母親のしほや姉のまほとは違う印象を感じる。
フォンデュ
チーム副隊長でエクレールの理解者。エクレールを常にサポートするが、その言い草には少々毒を含んでいる。髪型はポニーテールで、眼鏡をかけている。戦車長としてソミュアS35に搭乗。コードネームは「ハート・ブル」（青のハート）。
ガレット
チームの隊員。前隊長のマドレーヌを慕っており、マドレーヌが隊長を辞してチームを去ったときに後を追って辞めようとしたが、マドレーヌからチームに残ってエクレールを支えてほしいと頼まれ、隊に残る。
エクレールに対し、常に反抗的な態度で接する。心の中ではそのようなエクレールを認めている節もあるが、不器用な性格でそのことを表に出せない。
戦車長としてルノーB1bisに搭乗。コードネームは「ダイヤ・ブル」（青のダイヤ）。
カリソン
チームの隊員で、前隊長のマドレーヌが隊を離れたあとも、チームに留まっている。ガレットとは友人で、不器用な性格であるのも知っている。
普段の口調は「ですわ」調だが、地は関西弁。練習試合には出ていないので、コードネームは不明。
マドレーヌ
マジノ女学院の先代の戦車道チーム隊長。髪型は茶髪のツインテール。マジノ女学院の伝統である防御主体の陣地固定戦術を守っていたが、そのせいで勝てないのに不満を抱くエクレールの訴えに対し、互いの進退を賭けた一騎討ちを行う。
ルノー FT-17改
エンジンや足回りを強化して機動性を向上させ、砲塔に同軸機銃を追加する改修を施したFT-17。エクレールとマドレーヌが隊長の座を賭けた一騎討ちに使用される。

### 『リトルアーミーII』

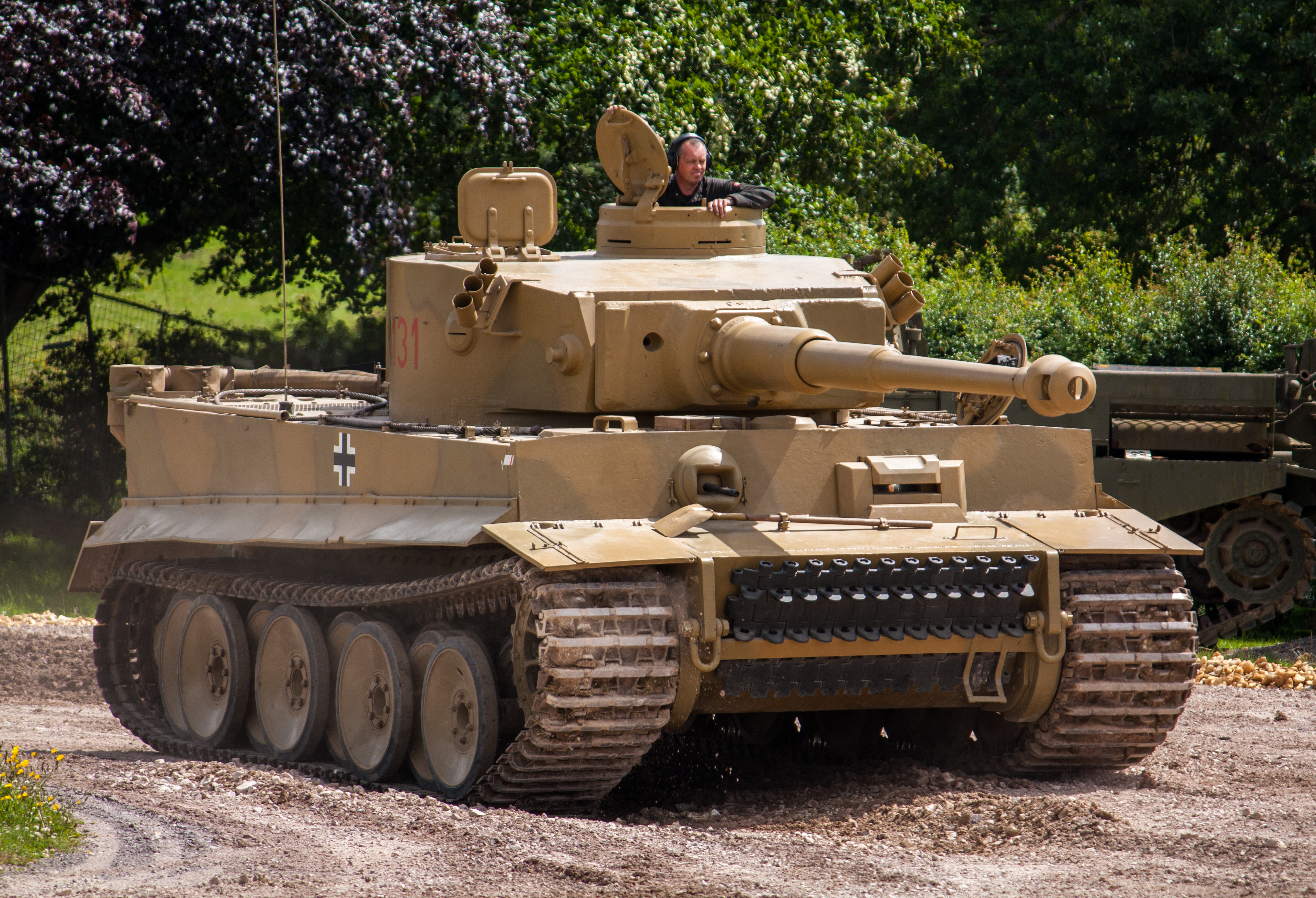
ティーガーI重戦車

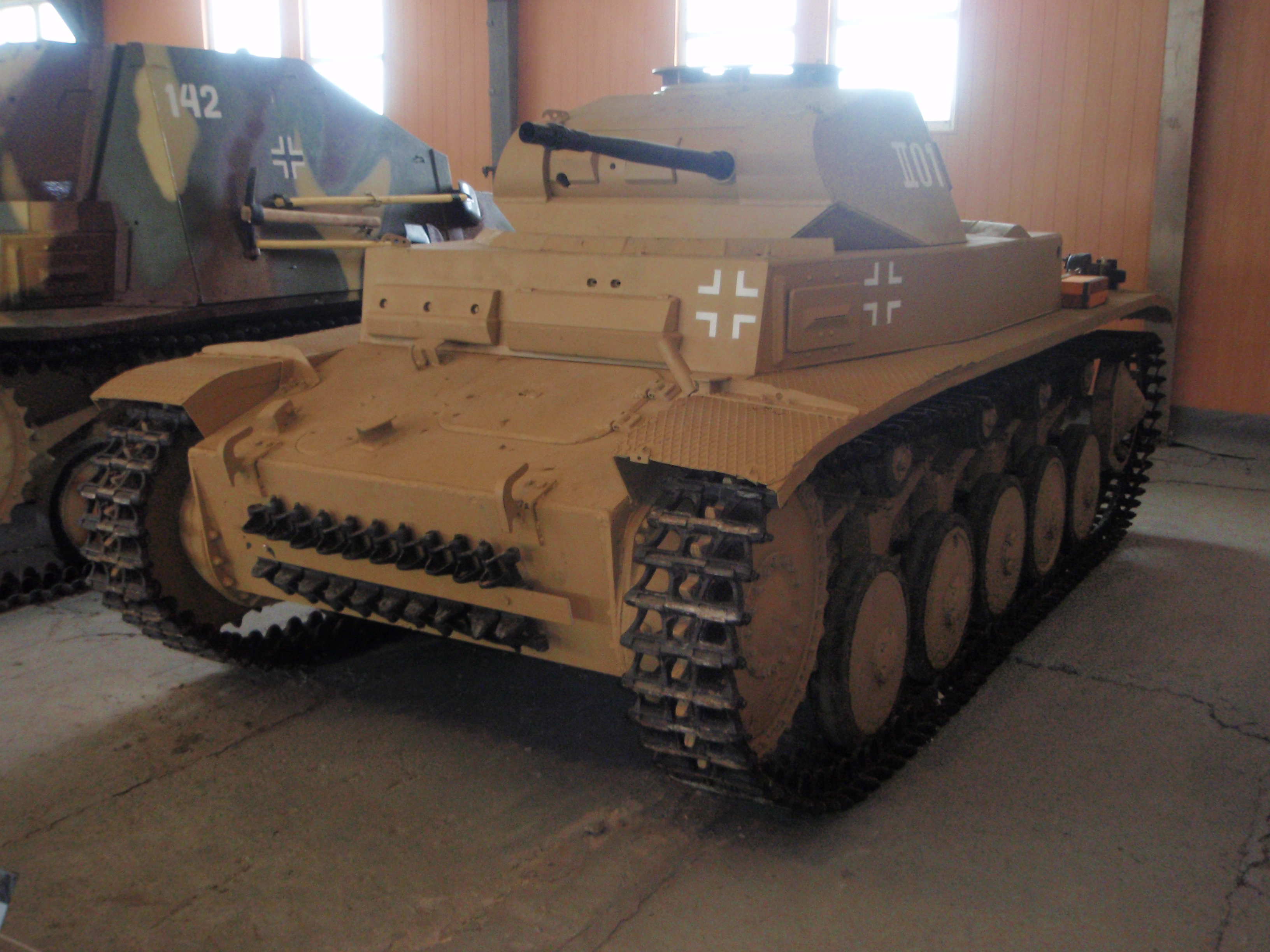
II号戦車

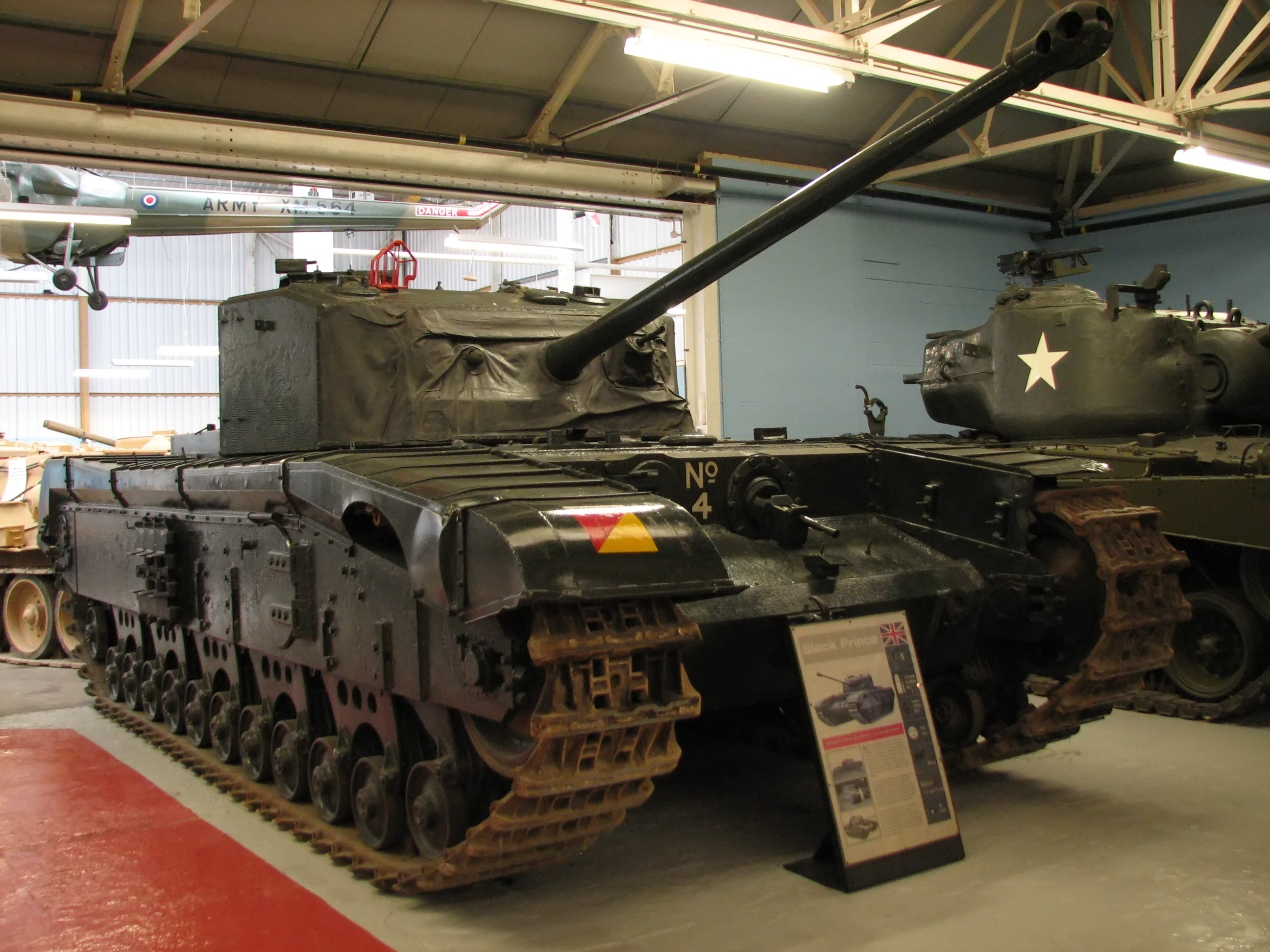
ブラックプリンス

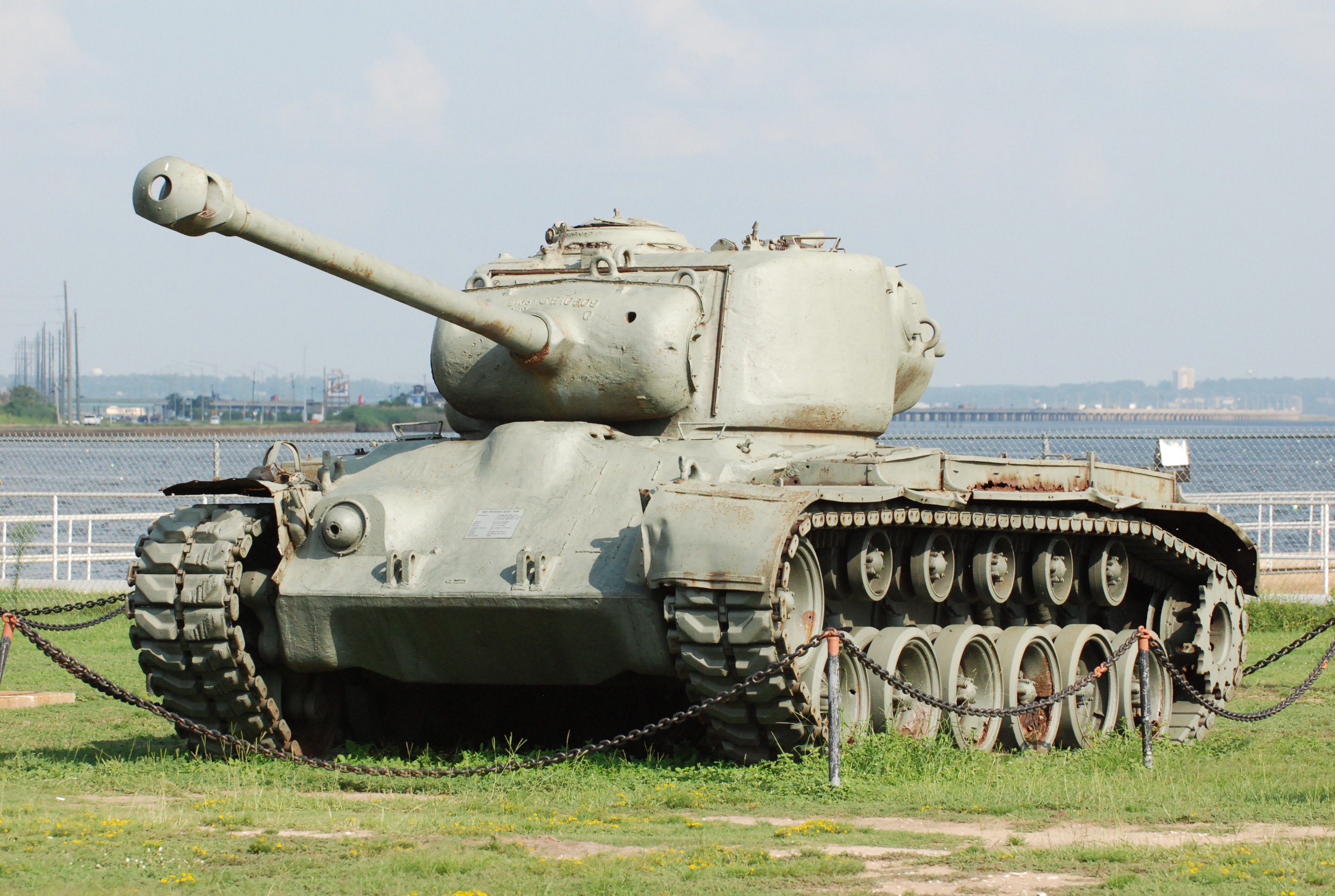
M26パーシング重戦車

ベルウォール学園
『リトルアーミーII』の舞台となる広島県にある学校。ドイツ系で全校生徒は3,000人おり、普通科と工業科がある。学園艦は日本空母型に見えるが、正確なモデルは不明。
工業科にはヤンキーが多く、荒れに荒れている状態となっており、校舎の壁には「鐘壁（と書いて「べるうぉーる」と読ませる）!! 夜露死苦」といった落書きが見られる。
エミが留学してきた時点ではレストアに出していたティーガーI以外の戦車はすべて売られており、戦車道部は解散寸前の状態だった。
中須賀 エミ（なかすが エミ）
「『リトルアーミー』」の項も参照。
主人公。留学生としてベルウォール学園普通科2年に編入する。ティーガーIの車長を務める。
戦車道歓迎とのオファーを受けてドイツから来日し、初日に瞳と再会する。自動車部の柏葉姉妹との対決、キャプテン候補である音子と千冬の対立によって分裂していた戦車道部をまとめるなどの活動によって戦車道の活動を再開させたあと、キャプテン候補の二人からマネージャーに任命され、戦車の管理や練習試合の日取りを決めるといった役目を負うこととなる。
柚本 瞳（ゆずもと ひとみ）
「『リトルアーミー』」の項も参照。
ベルウォール学園普通科2年。ティーガーIの装填手を務める。エミの幼なじみで、彼女をベルウォール学園へ誘った張本人。
エミが来るまでは戦車道部で戦車をやっている唯一の部員。戦車道の活動再開のためにチーム勧誘オファーを出す、募金をするなどの活動をしていた。また戦車の整備も担当する。
対黒森峰戦では不在のエミに代わって、チームの指揮を代行する。
喜多 椛代（きた かばよ）
瞳の友達の一人で、サイドテールのギャル風のいでたちをしている。ティーガーIの通信手を務める。
派閥争いに加わらず一歩引いた位置にいたが、エミたちのレースを見てから再び戦車への意欲が生まれ、戦車道を再開する。
鷹見 優（たかみ ゆう）
瞳の友達の一人。ティーガーIの操縦手を務める。
喜多とよく共に行動し、物静かだが表情は豊か。ボコの大ファン。普段はフードを被っているが、試合ではニット帽をかぶる。
白鳥 渚（しらとり なぎさ）
オファー組の一人である1年生。ティーガーIの砲手を務める。
常におどおどしている気弱な性格だが、初搭乗で15発中12発を的中させるなど砲手としての技量は高い。
山守 音子（やまもり ねこ）
キャプテン候補として争っていた1人。ヤークトパンターの車長を務める。
喜多からサメにたとえられるほど口も悪く喧嘩っ早い性格をしている一方、自分の仲間や子分を大切にしており、チーム崩壊を招いたと思い込んで責めるツェスカからエミを擁護したり、みほと戦いたがっているエミの気持ちを汲んで戦わせたりする。
千冬とは幼馴染であり、好きなものが同じになることが多いために喧嘩する関係となっている。
土居 千冬（どい ちふゆ）
キャプテン候補として争っていた1人。エレファントの車長を務める。
音子とは対照的に冷静で口調は丁寧だが、音子と同じく喧嘩っ早く腕力が強いため、喜多からクマにたとえられる。
元エース砲手であり、西呉王子グローナ学園との練習試合では途中で砲手となり、遠距離からの狙撃で2両撃破する。
柏葉（かしわば）姉妹
自動車部所属で、姉の金子（かなこ）が会長、妹の剣子（つるぎこ）が部長を務めている。エミにはドッペルゲンガーズ、バ柏葉と呼ばれる。
一見、顔は瓜二つで判別が難しいが、正面から見て髪留めから跳ねる「アホ毛」の量が右に多いのが金子、左が剣子である。
親の権力でわがまま放題をしており、戦車道部の敷地を狙って解散を迫る。

西呉王子（にしくれおうじ）グローナ学園

広島県のベルウォール学園と同じ地区にあるイギリス系の学校。略称は「西グロ」で、しかも「にしグロ」ではなく「せいグロ」と呼ぶため発音だけだと「聖グロ」と同じになり、エミから「詐欺」だと罵られる。
全国戦車道大会優勝記念杯出場権の件から、ベルウォール学園とは同じ自治体に所属すると思われる学校であるが、詳細は不明。
保有戦車はブラックプリンス歩兵戦車、チャーチル、マチルダII。
キリマンジャロ / 白鳥 霧（しらとり きり）
西グロの隊長で、ブラックプリンスの車長を務める。気位が高く、他人を見下す性格で、瞳が言うところの「ベルウォール学園で敵に回したくない面々全員」に喧嘩を売る。
聖グロリアーナ女学院のダージリンに憧れており、ダージリン様ファンクラブのプラチナ会員を名乗る。そのために戦車道チームの服を聖グロの制服と一緒にし、戦車もイギリス戦車に一新した。また、特徴が紅茶の聖グロとちがってこちらはコーヒーで統一されている。
コーヒー農園を経営する富豪の娘で翌年には家業を継ぐことが決定しており、戦車道引退前にダージリンと戦ってみたいという気持ちから、ベルウォール学園へ妹を送り込んでスパイ行為を図る。しかしながら、相手の作戦をすぐさま見抜いて狙いを変えるなど、エミは卑怯な手を使わなくても十分優秀な指揮官であると評価する。

ギルバート高校

全国戦車道大会優勝記念杯1回戦でベルウォール学園と戦ったアメリカ系の学校。「月刊戦車道」で特集を組まれ、注目されている学校でもある。所在地は「九州のどこか」と、正確には判明されていない。
義永 仁子（よしなが じんこ）
ギルバート高校の隊長で、ベルウォール学園戦車道部の元キャプテン。M26パーシングに搭乗する。
スカウトされギルバート高校に入学したが、その時は他のメンバーに何も告げずに転校しており、このことがキャプテン争いによるベルウォール学園戦車道部衰退の一因となった。
冷静で生真面目な性格に見えるが、山守と土居によれば「コスい手は昔からの十八番」らしく、試合前日に対戦相手に喧嘩を売って仲違いを誘発しようとするなどの卑劣な手を好む。
反面、ベルウォール学園の実力を高く評価し、「戦車だけは油断できない」と感じる。

『リトルアーミーII』における黒森峰女学園
「黒森峰女学園」の項も参照。
全国戦車道大会優勝記念杯2回戦でベルウォール学園と戦った学校。この時点でまほはエリカに隊長の座を譲っている。
逸見 エリカ
全国戦車道大会優勝記念杯の時点で黒森峰女学園の隊長となっているが、まほを尊敬する態度は変わっておらず、まほのことを「隊長」と呼び、まほに「間違っているぞ」と指摘される場面もある。また、まほの前で頼りない姿を見せたくないという責任感も持っている。
ツェスカ
黒森峰の生徒で、エミのかつてのチームメイト。
かつてはドイツの名門校の戦車道部に所属していたが、エミと他のメンバーとの仲違いが原因でチームは崩壊し、練習どころか立て直しに精一杯の状態だったため、黒森峰に転校して以降もエミのことを恨み続けた。だが、当のエミに忘れられ、事情を知った山守にも「覚悟不足」と一蹴される。
戦車道はチームでするものという信念を持つが自己中心的で周りをよく見ない一面もあり、よく問題を起こしてはエリカに叱られることが多い。

その他
遊佐 千紘（ゆさ ちひろ）
「『リトルアーミー』」の項も参照。
瞳の幼馴染で、小学校のころのエミの友達。進学後はサッカーに専念しているため戦車道から離れている。
髪が伸びて天然パーマになっており、髪をポニーテールに結んでいる。スタイルも結構良くなっており、本人はもてていると言う。
黒森峰女学園と試合するエミたちを応援しに大洗に訪れるが、誰もいないベルフォード学園の倉庫にたどり着いたときに、閉じ込められていたエミとツェスカを助ける。
井手上 菊代（いでがみ きくよ）
「『リトルアーミー』」の項も参照。
西住家の女中であるが、本作では家元の推薦で日本戦車道連盟のスカウトマンになっており、全国戦車道大会優勝記念杯の最中にエミを日本代表としてスカウトする。
本作で「井手上」姓であることが明かされる。

### 『フェイズエリカ』
逸見 エリカ（いつみ エリカ）
「黒森峰女学園」の項も参照。
本作では主人公として、黒森峰女学園中等部へ入学したころからの物語が語られている。小学校のころからの戦車道と西住流と西住まほへの憧れから、まほが在学している黒森峰中学校に入学すべく猛勉強して入学する。
楼 レイラ（ろう レイラ）
エリカの小学校時代からの仲で、同じ戦車道好きが高じて仲が良い。エリカ同様猛勉強して黒森峰女学園中等部へ入学、戦車道部へ入部する。成績は優秀で戦車に関する知識は豊富だが、身体能力が若干劣るため実戦には不向き。
摩或 レン（まある レン）
黒森峰女学園中等部戦車道部の副隊長。自身は砲手になりたかったが、分析能力を買われて副隊長に抜擢された経緯を持ち、試合ではまほのサポートとして類稀な能力を発揮する。高等部も車長兼砲手を務める。
夏海（なつみ）
黒森峰女学園中等部戦車道部の部員。中等部のころは新入部員のエリカたちを一人前にするために厳しく鍛えていたが、高等部に進学してからは時々補欠部員になる事がある。
西住 まほ（にしずみ まほ）
「黒森峰女学園」の項も参照。
黒森峰中学校戦車道部隊長。非凡な才覚で隊員たちをまとめ上げており、全隊員からの支持が厚い。エリカの目標。新入生として入部したみほを早々に副隊長に任命したものの、生来の優しさゆえに非情になりきれないその性分を憂い、エリカにみほのサポートを依頼する。
西住 みほ（にしずみ みほ）
「あんこうチーム」の項も参照。
西住流本家の次女として黒森峰中学校に半ば強引に入学させられ、戦車道部でも一方的に副隊長にされたが、生来穏やかで優しい性格のために非情になりきれず、凡庸な副隊長を演じようとしていたが、従った隊員の努力を踏みにじったとエリカに激昂されて反省し、以後は勝利のために努力すると決意する。
赤星 小梅（あかぼし　こうめ）
「黒森峰女学園」の項も参照。
エリカやみほの同級生で同じ戦車道部員。訓練ではみほと同じ戦車に搭乗し、最初の内は自分たちの不甲斐なさに申し訳ないと恐縮するも、みほの人柄に惚れ、以後は親友として接するようになる。高等部に進学後は砲手としての才能を発揮させている他、車長としてみほの僚車を務める事もある。
『フェイズエリカ』における継続高校
「継続高校」の項も参照。
トウコ
継続高校戦車道部の隊長。宇宙人みたいなカチューシャを着け、饒舌かつサバサバとした性格で一見するとお調子者に見えるが、奇抜な作戦を幾度も考案する事から、他校の戦車道部の間では「トリックスター」と呼ばれている。
リリ
継続高校戦車道部の副隊長。常識人で、トウコの自由奔放さに毎回振り回されている。
アスコ
継続高校戦車道部部員。黒森峰との練習試合では隊長車の通信手を務める。
ミカ
「継続高校」の項も参照。
継続高校戦車道部部員。当時からBT-42の車長を務め、その冷静な判断力から、当時からエースとして活躍していた。
アキ
「継続高校」の項も参照。
継続高校戦車道部部員。当時からBT-42の砲手を務めていた。
ミッコ
「継続高校」の項も参照。
継続高校戦車道部部員。当時からBT-42の操縦手を務めていた。

### 『樅の木と鉄の羽の魔女』
伯爵（はくしゃく）高校
「月刊戦車道」第6号で紹介された福島県の学校。ルーマニア系。普通科の他に農業科と魔女科という学科が存在する。戦車道連盟に加盟はしているが、戦車道と連盟の在り方に対する見解の相違から、戦車道は部活動として行ってはいるが学校のカリキュラムにはしておらず、公式戦にもエントリーせず、対外的には時たま親善試合をする程度。
小檜山 野咲（こひやま のえみ）
本作の主人公で、伯爵高校農業科2年生。III号戦車N型の車長。魔女先輩に憧れている。実家はリンゴ農家で、将来は家業を継ぐつもりでいる。
魔女先輩（まじょせんぱい）
本名は不明。野咲の2年先輩で、戦車道部のOG。野咲の憧れの人で、野咲に大きな影響を与えた人物。魔女科の成績優秀者に与えられる称号「ストリーガ」を3年連続で授与された才女だが、大学への推薦入学はおろか、大学進学そのものを全て断って卒業した。卒業の際に、野咲を自分が車長をしていたIII号戦車N型の後任の車長に指名する。